# Historia de Carabanchel
Historia del actual distrito madrileño de Carabanchel, antiguos municipios de Carabanchel Bajo y Carabanchel Alto.

## Los terrenos de Carabanchel en la Prehistoria
Las terrazas formadas por la erosión del río Manzanares favorecieron los primeros asentamientos del hombre prehistórico en sus riberas, como lo demuestran los objetos encontrados en el yacimiento del cerro de San Isidro, ubicado cerca de la Ermita de San Isidro.  
Durante las obras de instalación de ascensores en la estación de Carpetana, en la línea 6 del metro, entre los años 2006 y 2009 se encontraron varios restos arqueológicos como el fósil del primer representante de la familia de los caballos del Mioceno de Europa, un descubrimiento que convierte al yacimiento en uno de los más importantes de la región.
Se encontraron más de 15.000 restos con una antigüedad superior a los 14 millones de años, entre ellos, mandíbulas de caballo primitivo (Anchitherium), restos de mastodontes (Gomphotherium angustidens), rinocerontes, rumiantes (cérvidos y bóvidos), o tortugas gigantes; todos fueron llevados al Museo Arqueológico de Alcalá de Henares.  
También durante las obras de restauración de la ermita de Santa María la Antigua, en el año 1999, se encontraron pequeños fragmentos de objetos que datan del siglo I o II, probablemente restos de ánforas utilizadas por pobladores carpetanos.

## La época romana
Los romanos llegaron a la península en el siglo II a. C. En la región madrileña se asentaron en lugares elevados, pero cerca de las cuencas de los ríos Jarama, Tajuña, Henares y Manzanares.
Historiadores como José María Florit defienden la tesis de que la villa tardorrománica de Miacum, mencionada en el Itinerario de Antonino que unía Segovia por el puerto de Navacerrada con Titulcia en el valle del Jarama, estuviera cerca de la antigua finca de los Montijo, no muy alejada de la antigua cárcel de Carabanchel. Podría ser una villa surgida en los últimos tiempos del dominio romano en la Tarraconense, de la que se encontró un mosaico en el siglo XVIII llamado de "las Cuatro Estaciones", o mosaico de Carabanchel. Actualmente se exhibe en el Museo Municipal de Madrid.

## La Edad Media

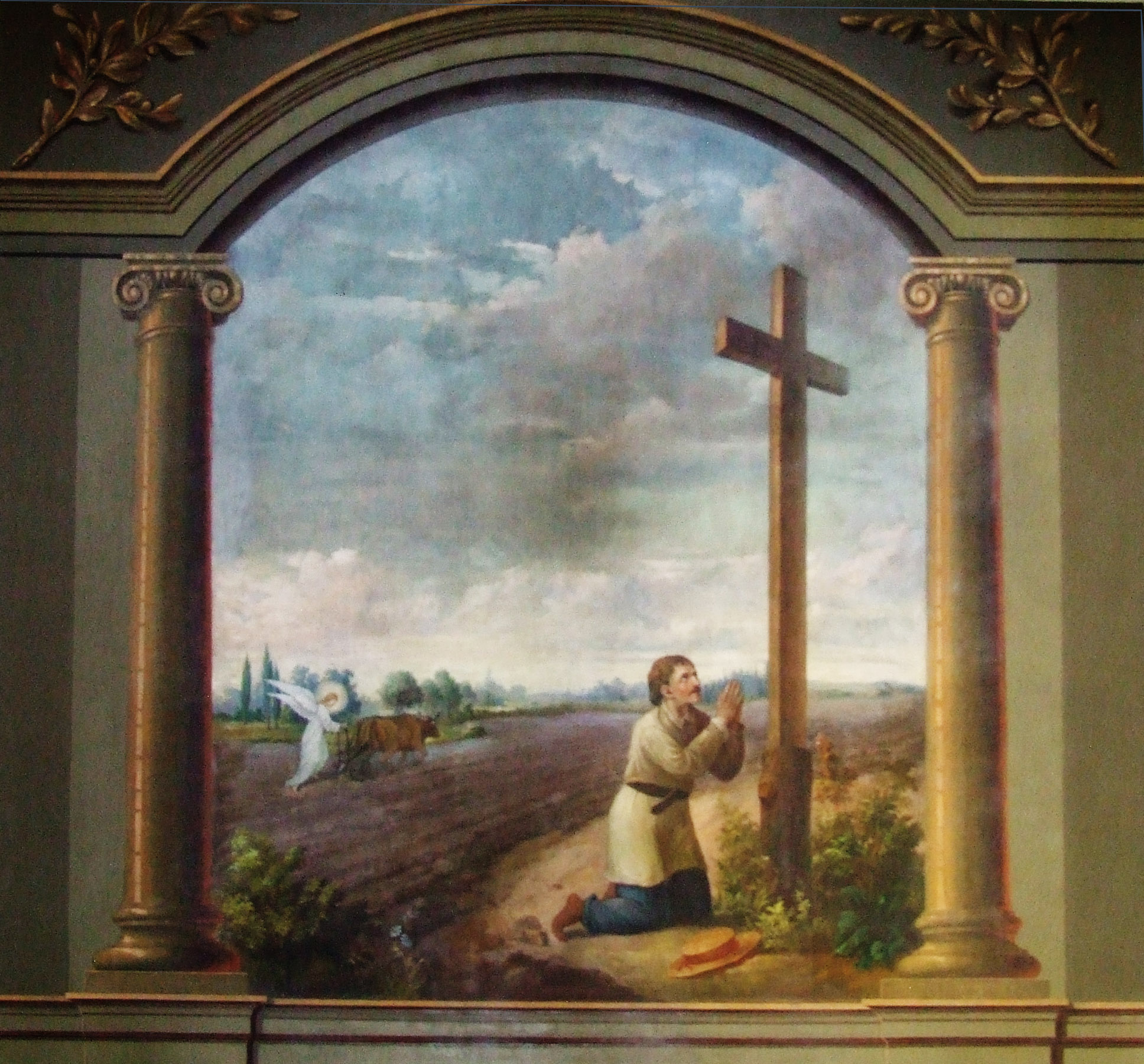
San Isidro y el milagro de los bueyes

San Isidro Labrador vivió en un caserío en Carabanchel Bajo durante el siglo XII, y fue sepultado por primera vez en el cementerio de San Andrés. El desbordamiento de un arroyo que pasaba por este camposanto descubrió el cuerpo incorrupto de Isidro, lo que fue interpretado como intervención divina, y su cuerpo fue trasladado entonces al altar mayor de la iglesia de San Andrés. La tradición sitúa en la iglesia de La Magdalena los cuatro milagros atribuidos a San Isidro en el Códice de Juan Diácono. 
La primera vez que se menciona "Carabanchel" por escrito fue en un documento del 1 de enero de 1181, por el que Pedro Manrique de Lara y su hermana María ceden la propiedad de la villa de Carabanchel, bajo pago de 100 maravedíes a Gonzalo Díaz, con la particularidad de que se califica a la población como “dulce perla” (el pergamino original se encuentra en el archivo de la catedral de Toledo). Diez años más tarde, en 1191, las tierras de Carabanchel son de nuevo vendidas a Lupo Petriz por 300 maravedíes.

El 2 de julio de 1218 los terrenos de Carabanchel se convierten en un señorío eclesiástico dependiente del arzobispado de Toledo.

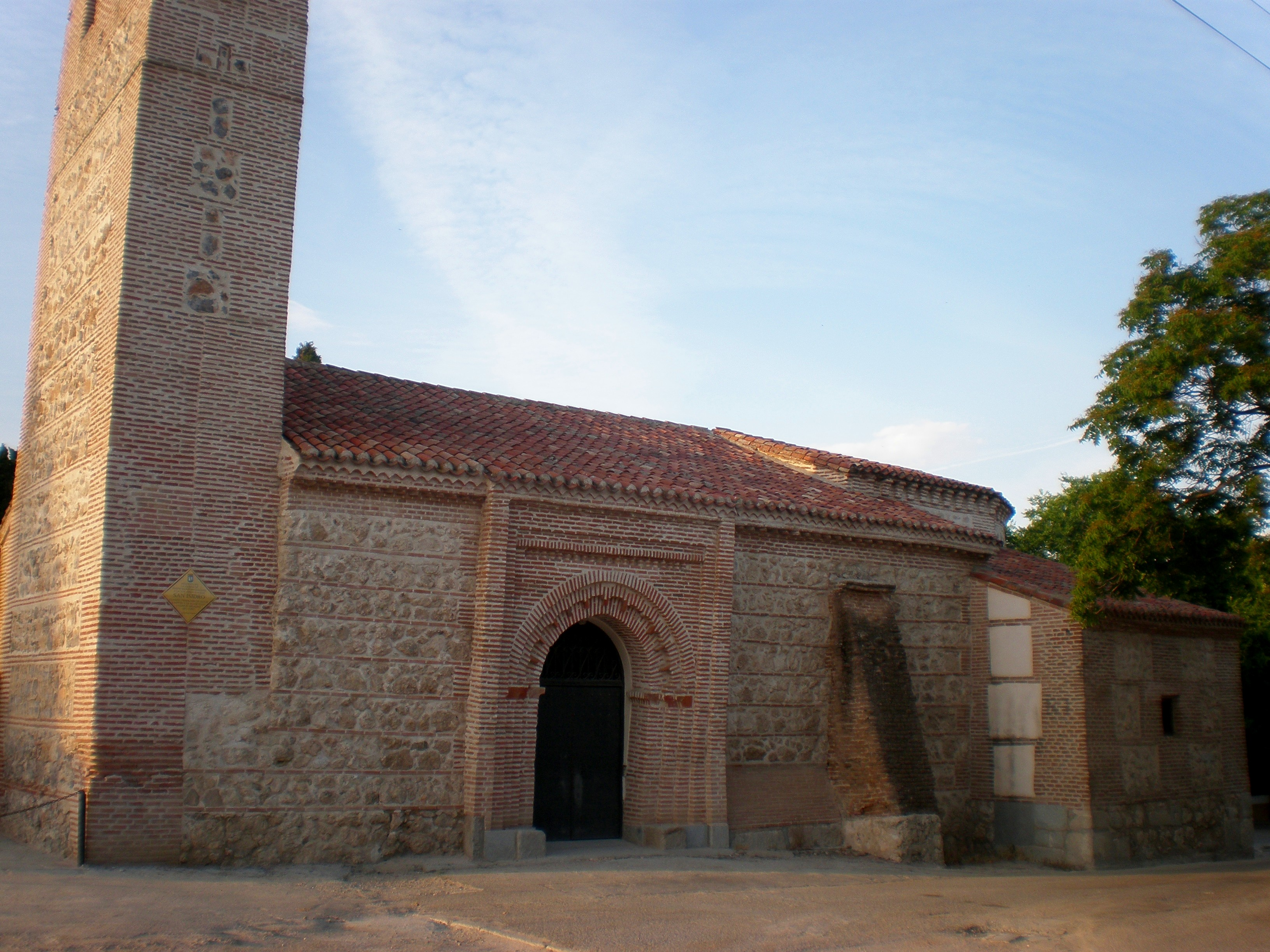
Ermita de Santa María la Antigua

A mediados del siglo XV el núcleo de población que existía en torno a la entonces conocida como iglesia de La Magdalena quedó abandonado y sus habitantes se distribuyeron entre los concejos de Carabanchel Alto y Carabanchel Bajo. Por estos años es cuando se fundan las nuevas iglesias parroquiales de San Pedro en Carabanchel Alto, y de San Sebastián en Carabanchel Bajo.
Durante los reinados de Juan II y Enrique IV, los principales problemas de los Carabancheles venían de la necesidad de obtener tierras propias para que pudiese pastar el ganado lanar y de trabajo (dehesas). El juez y corregidor de Madrid, Alonso Díaz de Montalvo, dicta como propia la dehesa de "La Tabla" en Carabanchel Alto, y el Concejo de Madrid dona en calidad de común las dehesas de "La Fontanilla" y "Prado Redondo" en Carabanchel Bajo. 
Una de las familias principales de Carabanchel en aquellos tiempos fue la de los Zapata, dueños de casas, viñas, tierras, huertas, majuelos, prados y dehesas.

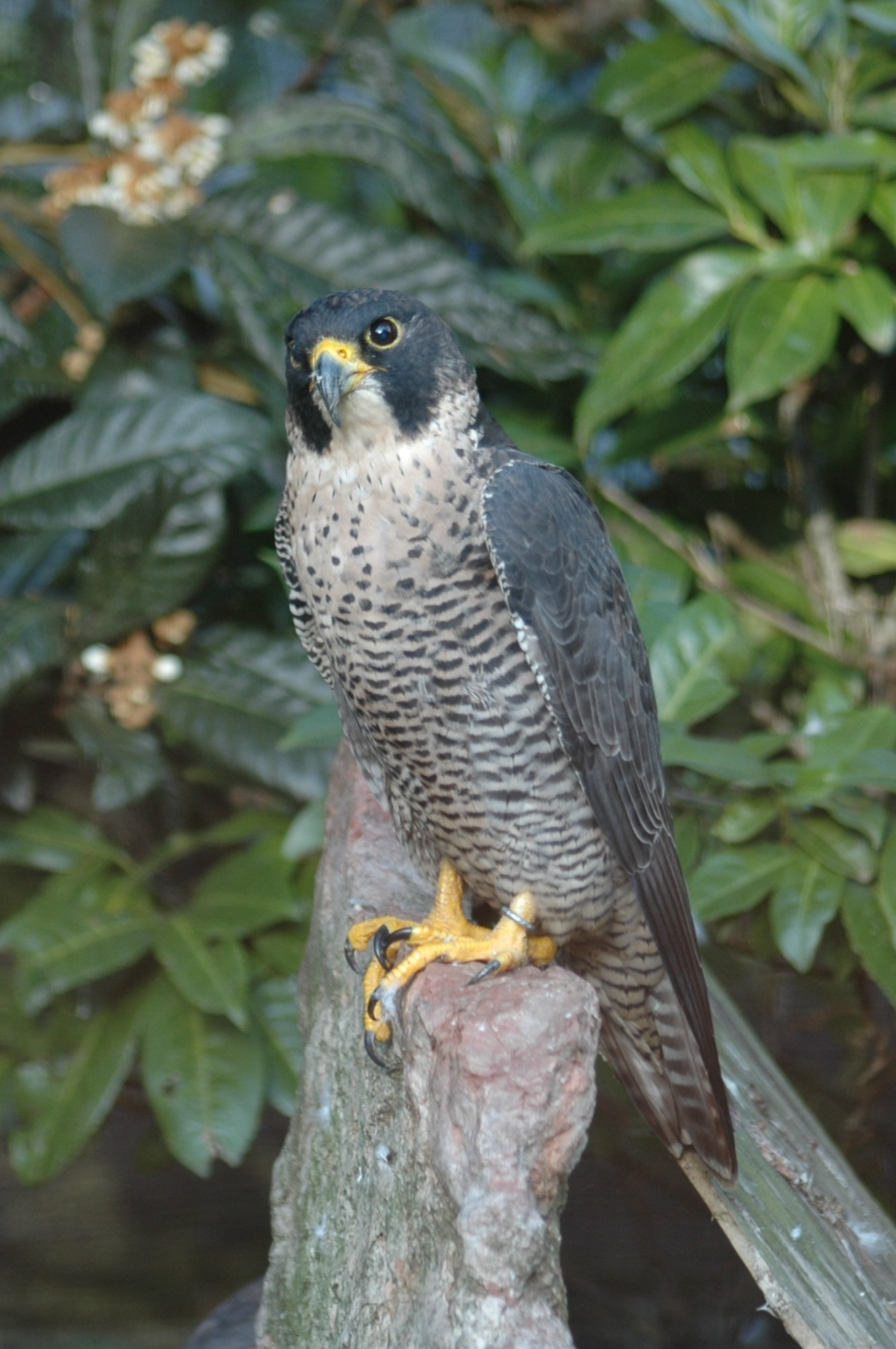
Halcón peregrino

El 11 de abril de 1478, el rey Fernando el Católico singularizó como depositario del antiguo arte de la cetrería al concejo de Carabanchel Bajo quien, a partir de entonces, recibió el privilegio de asentar al gremio de los halconeros reales. 
En el año 1488, debido a una epidemia que asolaba Madrid, el concejo madrileño se reunió tres veces (23 de agosto, y 1 y 15 de septiembre) en la parroquia de San Pedro (Carabanchel Alto), para salvaguardar la salud de los munícipes.
El 12 de marzo de 1498, los Reyes Católicos otorgan a la villa de Madrid una cédula para que se conceda a Carabanchel Bajo un terreno propio que sirviera como dehesa, y que los vecinos pudiesen llevar allí a pastar al ganado lanar y de labor.
En el siglo XVI, el templo de La Magdalena perdió su rango parroquial y fue convertido en ermita, quedando consagrado a Santa María de la Antigua y adscrito a la iglesia de San Sebastián.

## SigloXVI: Renacimiento e Imperio
En 1517, Hernando Colón, hijo del Almirante Cristóbal Colón, escribió para Carlos I la "Cosmografía de España" en el que se refleja la población de Carabanchel Bajo y Carabanchel Alto con 80 vecinos (unidades familiares y que representarían unos 320 habitantes) cada localidad.
El lugar donde se ubica la actual ermita de San Isidro pertenecía a Iván de Vargas, el patrón de San Isidro. La primera ermita tenía modestas proporciones, data del año 1528 y se construyó por iniciativa de Isabel de Portugal, esposa del emperador Carlos I. El motivo fue el agradecimiento al Santo por haber curado a su hijo, el príncipe Felipe de unas peligrosas fiebres cuartanas que contrajo con las aguas de un manantial. En torno al manantial se edificó la ermita, estableciéndose como santuario dedicado a San Isidro Labrador.
No obstante, hay varios autores que defienden la edificación posteriormente, en el año 1537, justo cuando se crea la Cofradía del Santísimo Sacramento y San Isidro. Incluso hay algunos autores que defienden la fecha de edificación posterior, apuntando al año 1587. En cada caso los historiadores parten de la documentación encontrada al fusionarse diversas cofradías madrileñas.

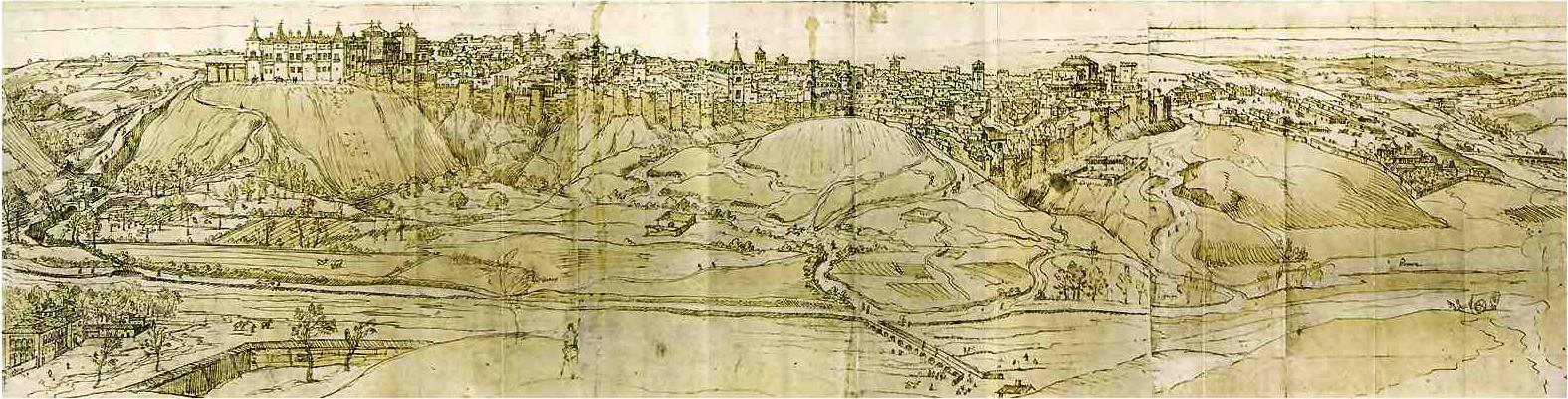
Dibujo de 1562, en el que se ve desde la primera ermita de San Isidro en Carabanchel la ribera del río Manzanares y la Villa de Madrid en la que Felipe II estableció la Corte en 1561.

En 1561, Felipe II estableció la Corte en la Villa de Madrid lo que debido a la proximidad de los Carabancheles con la Villa de Madrid hacen que a partir de ese momento, su desarrollo y evolución vaya intrínsecamente ligado al de la capital de España.

## SigloXVII: El Puente de Toledo
El proyecto del Puente de Toledo fue concebido por Juan Gómez de Mora, en 1623, y construido por José de Villarreal, entre 1649 y 1660, cuando Felipe IV proyectó enlazar la villa de Madrid con el camino de Toledo por medio de un puente sobre el Manzanares
Sin embargo, una crecida del río lo destruyó poco después y se proyectó uno nuevo en 1671. En 1680, recién terminado el nuevo puente, otra riada lo volvió a destruir. En esta ocasión los encargados de su reconstrucción fueron José del Olmo, que realizó el diseño en 1682, y José de Arroyo. Las líneas básicas de este proyecto fueron mantenidas por Teodoro Ardemans cuando se hizo cargo de las obras en 1684.

## SigloXVIII: La Edad Moderna
Durante el siglo XVIII y hasta bien entrado el siglo XIX, los carabancheles se convierten en una zona de veraneo para la aristocracia y alta burguesía de Madrid que tenían allí sus casas y palacios, muchos de los cuales todavía se conservan.

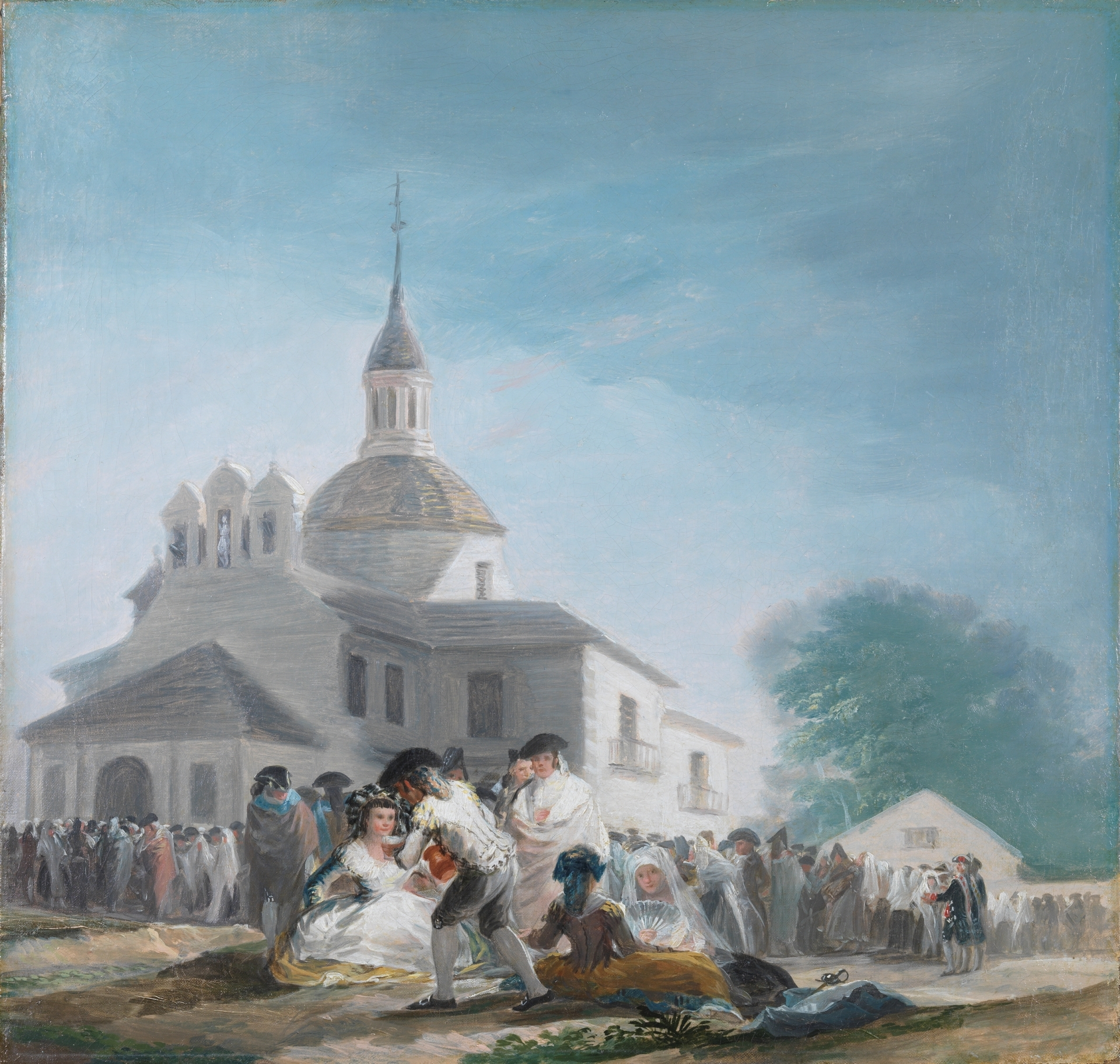
La romería a la ermita de San Isidro vista por Goya en 1788.

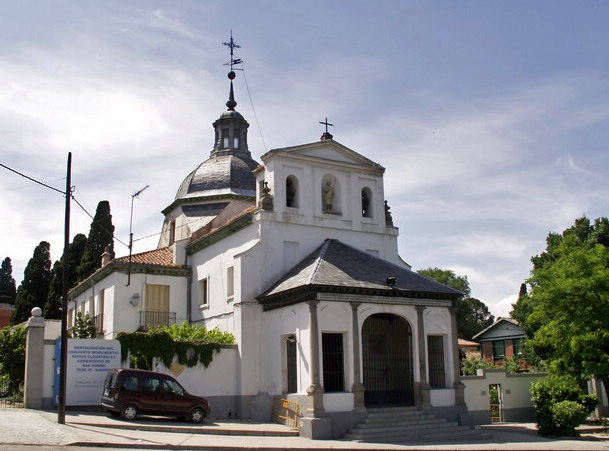
Vista general de la ermita de San Isidro.

La segunda ermita de San Isidro fue reconstruida en el año 1725, bajo la vigilancia de Baltasar de Zúñiga, marqués de Valero, en época de Felipe V.  
```
Fernando el Católico estableció la capital de la cetrería en Carabanchel Bajo en 1478, mediante un privilegio específico. Su nieto, 
Carlos I
, años después, dispuso entregar la custodia de la 
isla de Malta
 a la 
Orden de San Juan de Jerusalén
, lo que se conoce como la 
Orden de Malta
. Y es que en 1530, los corsarios turcos pirateaban el 
mar Mediterráneo
, y 
Carlos I
 puso allí a la 
Orden de San Juan de Jerusalén
 como policía para custodiar la isla. Por recibir tal merced, la Orden Jerosolimitana había de enviar anualmente al emperador 
Carlos I
 una vistosa rapaz, que la leyenda acabaría denominando '
el halcón maltés
'.  
```

El ave era adiestrada en Carabanchel Bajo por el gremio de los halconeros reales. La tradición se prolongó hasta que Fernando VI en 1748, acabó con ella. Fue su halconero mayor, el conde de Fuensalida, el último titulado con tal cargo. 
La conocida como Finca de los Montijo es la más antigua de los Carabancheles, pues ya en el siglo XV, se instaura como mayorazgo de los Zapata y mayorazgo de los Cárdenas que tras muchos avatares y por enlaces y cesiones llega a los condes de Miranda. Hacia 1780, los citados condes llevaron a su villa los capiteles, basas y escudos del palacio que tenían en el centro de Madrid (la llamada casa de los Salvajes) en la plaza del conde de Barajas. Las piedras blasonadas fueron colocadas en una balconada y en una columnata que presidía la entrada del palacio de la quinta. 
En el Catastro del Marqués de la Ensenada de 1750, se dice que tanto Carabanchel Bajo, como Carabanchel Alto son Realengos bajo la jurisdicción de Madrid, por tanto tenían tierras comunes a disposición de su población: “prados, cañadas, arroyos y barrancos”. Se mencionan grandes fincas, como la citada del conde de Miranda y que luego sería de Eugenia de Montijo, la de Manuel Dávila, y la de la Huerta de Aluche.

La finca y fábrica de jabón de los Cabarrús estaba ubicada en Carabanchel Alto. El 31 de julio de 1773 nació en el Carabanchel Alto Teresa Cabarrús, la conspiradora principal en la caída de Robespierre y conocida como “Nuestra Señora de Thermidor” durante la Revolución Francesa. Hija de María Antonia y de Francisco Cabarrús al que Carlos IV concedió el título de conde de Cabarrús en 1792.  La fábrica de jabón de Carabanchel fue el origen de la fortuna de Francisco Cabarrús y lo que le permitiría más adelante fue fundar la Banca Nacional de San Carlos, la Sociedad de Filipinas o ser ministro de Hacienda con José Bonaparte. 

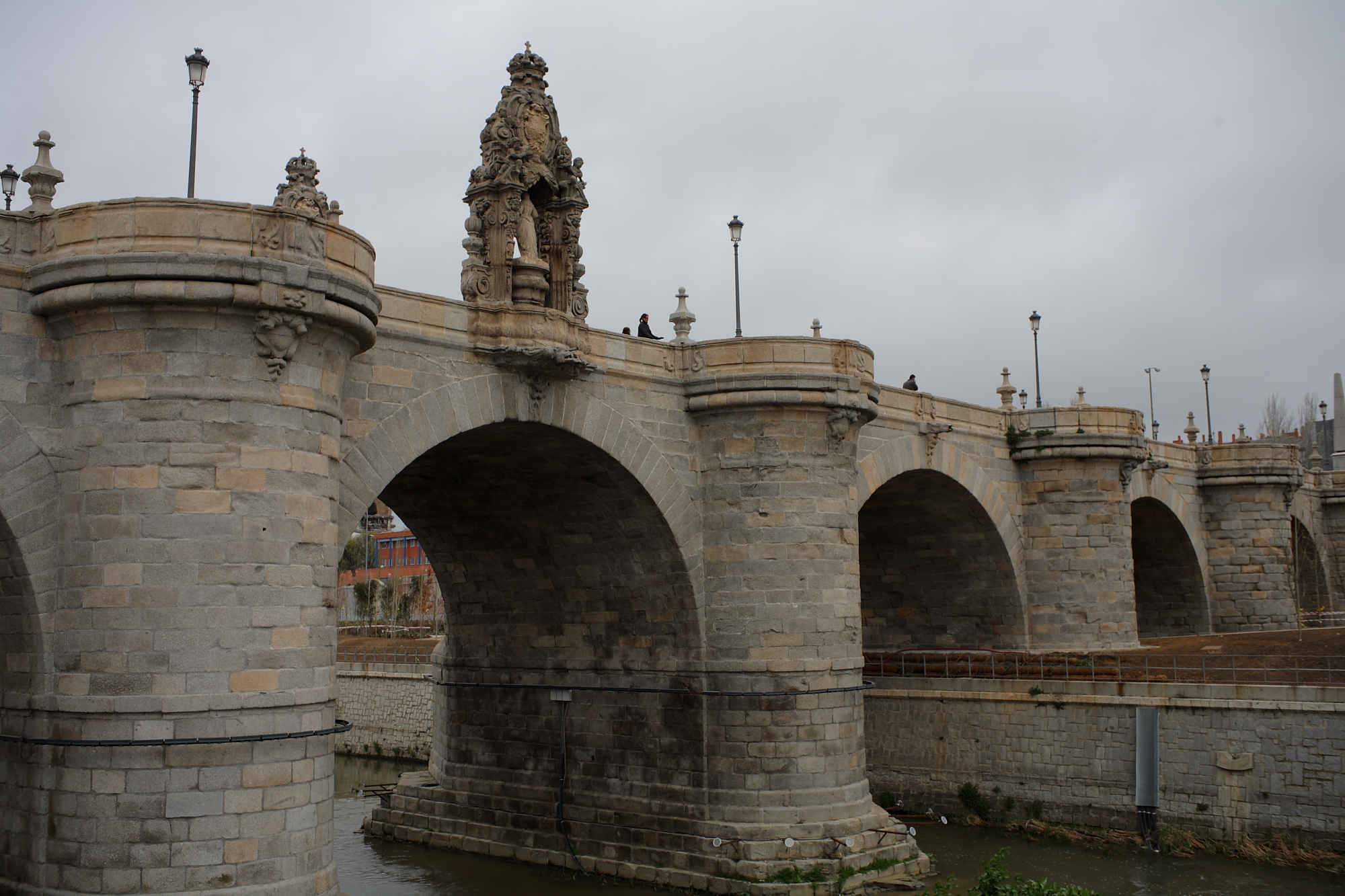
El Puente de Toledo (1782)

El Puente de Toledo enlaza la glorieta de Pirámides, en la orilla este, con la glorieta del Marqués de Vadillo, en la orilla oeste, enlazando la Villa de Madrid con el camino de Toledo, uniendo ambas riberas del río Manzanares. Es de estilo barroco (churrigueresco). El arquitecto Pedro de Ribera fue encargado de realizar el puente actual en el año 1715. Sin embargo, no se retomó el proyecto hasta 1718, cuando el corregidor Francisco Antonio de Salcedo y Aguirre, marqués de Vadillo, se propuso terminar la obra. Estas comenzaron en 1719 y concluyeron en 1732.

En el libro de Tomás López, titulado Geografía Histórica de España, de 1788, se habla del término municipal de Carabanchel Alto como rico en campos de trigo, cebada, centeno, algarrobas, almortas, guisantes, garbanzos, habas y melones, fruto este último de calidad muy apreciada en los mercados de la capital, donde se acudía a venderlo, especialmente por septiembre en la romería de la Virgen del Puerto, a orillas del río Manzanares y en el camino de Extremadura (actual Paseo de Extremadura). 

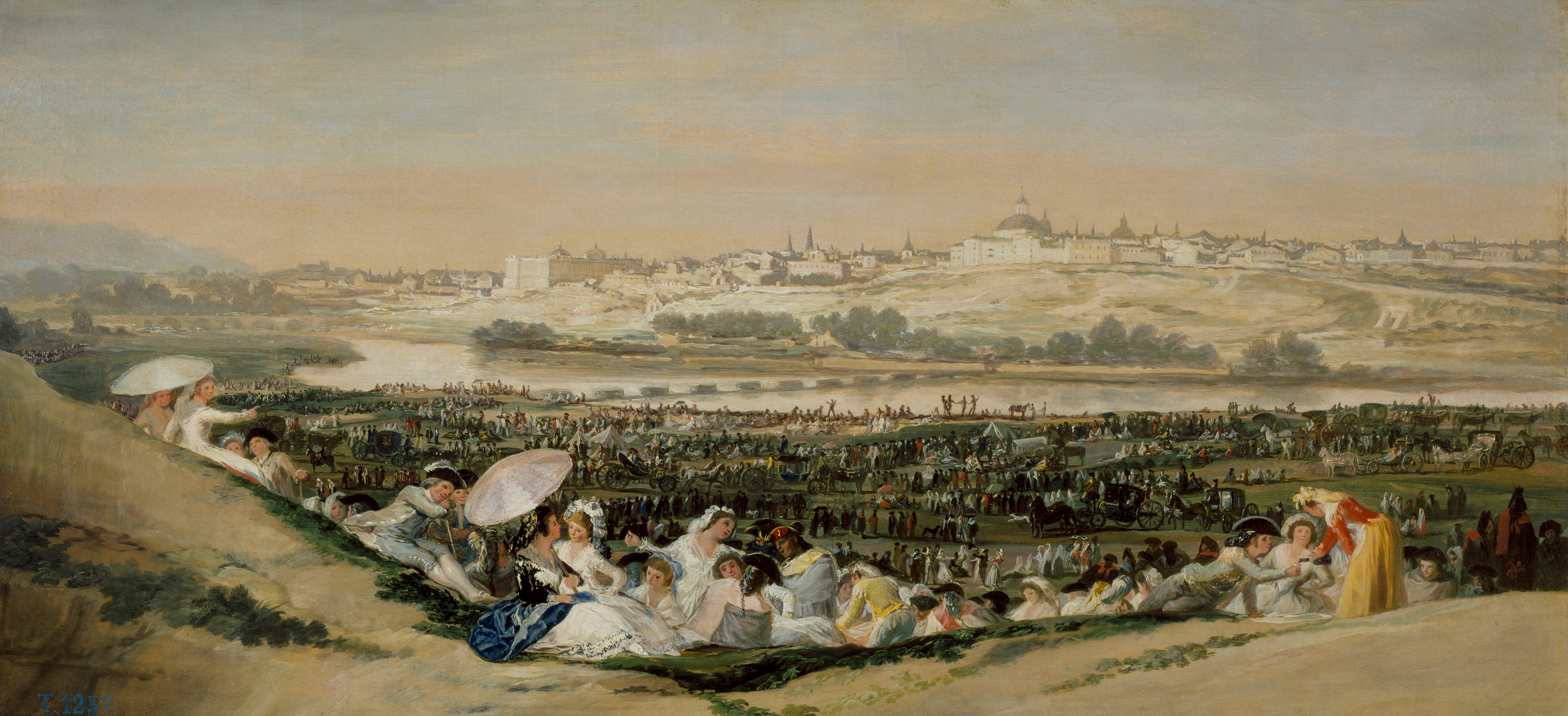
La pradera de San Isidro, Carabanchel en 1788.

En la plaza del pueblo había una fuente de dos caños inmensos que manaban un caudal del agua abundante, aunque no era apta para el consumo humano. 
Además, en Carabanchel Alto, en el año 1788, había dos fábricas de bolas de sebo, una de jabón y otra de licores, todas ellas regentadas por franceses.En 1775 Francisco de Goya se traslada a Madrid, y allí pinta La pradera de San Isidro.

## SigloXIX: Aristocracia y burguesía
El clima de los Carabancheles, más fresco que el de la capital y su proximidad a la misma propició la construcción de quintas residenciales y de recreo. Entre ellas destacan la Finca de Vista Alegre, la finca de los Padres Marianistas en Carabanchel, la Quinta de Santa Rita, el palacio de Eugenia de Montijo, las villas de Ceriola, la quinta del marqués de Mortara, la quinta del sordo, la finca “Buenos Aires” de Miguel Nájera, la finca “Las Delicias Cubanas” de la marquesa de Montesclaros, la villa de González Bravo, y la villa de Jaime Girona.

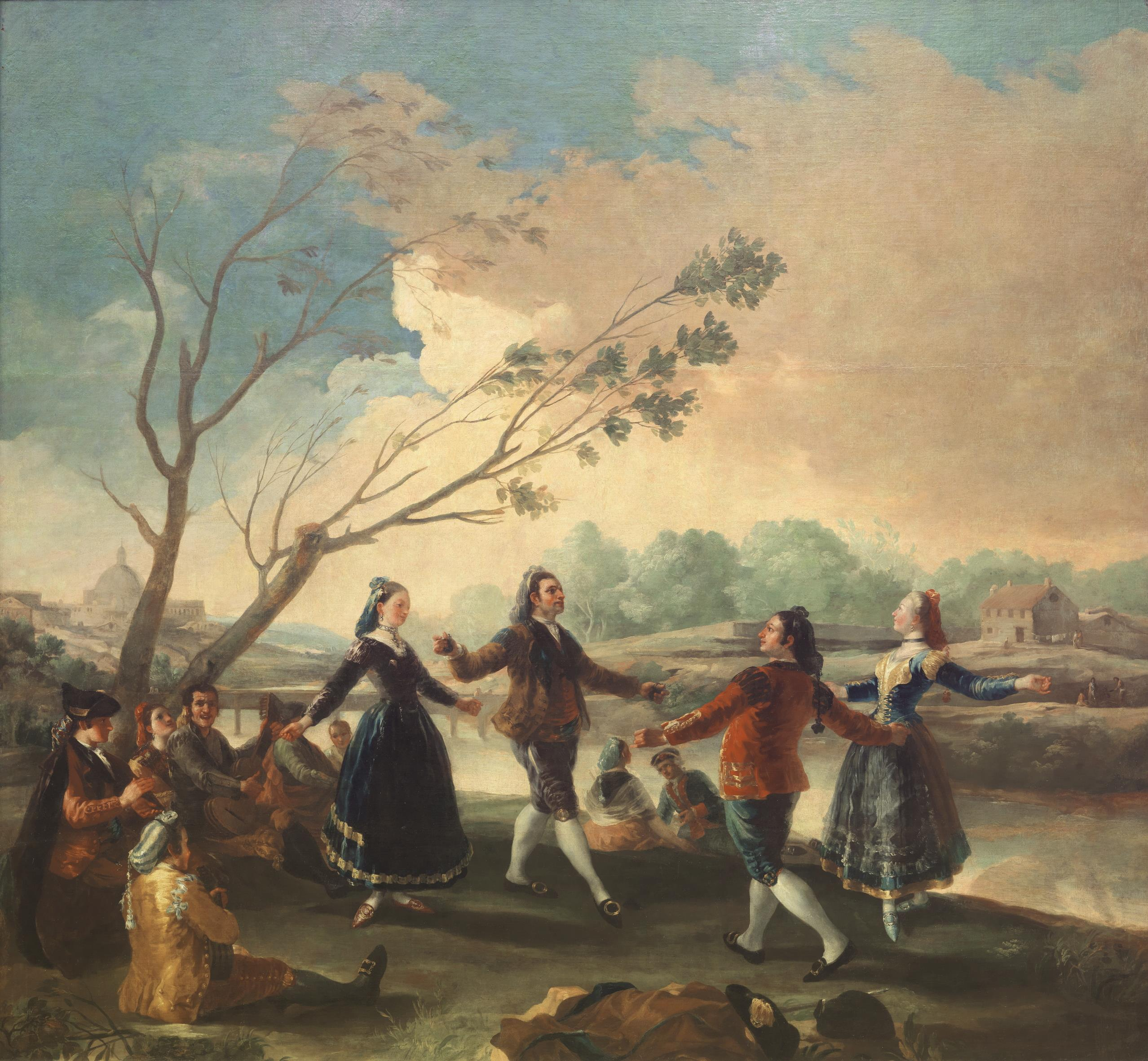
Baile a orillas de Manzanares por Goya.

La Quinta de Recreo de Manuel Godoy, o de los Padres Marianistas se ubicó junto a la cañada que iba a Alcorcón y Boadilla del Monte. Se construyeron una casa-palacio y varias edificaciones auxiliares por el arquitecto Ramón Durán, discípulo de Ventura Rodríguez. La finca fue comprada en 1803 por la reina María Luisa de Parma para regalárselo a su favorito Manuel Godoy. En 1826 el estado de la finca era casi ruinoso, y fue vendida al financiero vasco Manuel Ramón de Villachica, quien la reparó para recuperar su perdido esplendor. Posteriormente, la quinta fue vendida al rico banquero gaditano José de Fontagud-Gargollo, después pasó a ser propiedad del marqués de Salamanca, y finalmente la adquirió en 1870 Mariano de Larrinaga, conde de Casa Puente.
Las llamadas cofradías sacramentales, cuya existencia se debía a la actividad de recolectar fondos para pagar las sepulturas de sus cofrades y para el culto, cobran importancia a partir de 1811, cuando José Bonaparte acabó con los enterramientos en las iglesias. Las Sacramentales se constituyen como cementerios exteriores a la ciudad, y tras 1811, "el año del hambre" en el que fueron enterradas más de 20.000 personas en Madrid, se crearon nuevos cementerios, que además pudieron acoger los enterramientos por las epidemias de cólera de 1834 y 1865. 
A la Sacramental de San Isidro, la primera que se creó en 1811, se le unieron la de San Nicolás, San Luis, la Patriarcal, San Sebastián, San Martín, San Lorenzo, Santa María y San Justo. De todas ellas, cinco cerraron en 1884, permaneciendo tres abiertas hasta la actualidad, y en las que se conservan obras funerarias de estilos barroco, neoclásico, romántico, ecléctico, y modernista. Estas son la Sacramental de San Lorenzo y San José, con unos grandes patios de los que destaca en el central, un grupo escultórico de cuatro ángeles que custodian las urnas de los esposos Julián Romea y Matilde Díez;

La Sacramental de Santa María, fundada por el beato Bernardino de Obregón en 1580 con las limosnas obtenidas en la puerta del Hospital General de la Villa (hoy Centro de Arte Reina Sofía) en el cerro de San Dámaso, lugar donde estuvo la ermita del pontífice San Dámaso y que fue destruida por las tropas francesas y La Sacramental de San Miguel, Santa Cruz, Santos Justo y Pastor y San Millán, situada en el cerro de las Ánimas de Carabanchel Bajo y construida en 1847. La cofradía a cargo de La Sacramental de San Isidro, San Pedro, San Andrés y Ánimas Benditas, además, construyó la primera plaza de toros de Madrid (Pedro de Ribera), el pontón de San Isidro o la ermita de San Isidro.

Detalle de plano de Madrid, en 1900-1901, con la situación de la Quinta de Goya, o Quinta del Sordo, cerca del puente de Segovia.

En 1819, Goya adquiere una finca, conocida como la quinta del sordo, cerca del puente de Segovia y en el camino a la pradera de San Isidro, quizá para vivir allí con Leocadia Weiss a salvo de rumores, pues ésta estaba casada con Isidoro Weiss, con la que convivía y quizá con la que tuvo una hija, Rosarito Weiss. De esa época son sus famosas Pinturas negras, catorce obras murales a óleo al seco sobre la superficie de revoco de las paredes de la casa. El inventario de Antonio de Brugada de la Quinta del Sordo menciona siete obras en la planta baja y ocho en la alta. 

Sin embargo al Museo del Prado solo llegaron un total de catorce. Charles Yriarte (1867) describe asimismo una pintura más de las que se conocen en la actualidad, y señala que esta ya había sido arrancada del muro cuando visitó la finca, siendo trasladada al palacio de Vista Alegre, que pertenecía al marqués de Salamanca.Muchos críticos consideran que por sus medidas y su tema, ésta sería Cabezas en un paisaje (Nueva York, colección Stanley Moss).

Ubicación original de las Pinturas negras en la Quinta del Sordo.

 La Quinta perteneció a Goya y sus descendientes desde 1819 hasta 1859, y en 1909 fue derribada a causa de su estado de ruina. Las Pinturas Negras se pasaron a lienzo antes del derribo. También se conservan un par de fuentes de esta finca en Alcalá de Henares, en un taller de arte.
Juan Mieg fue un profesor y naturalista suizo que llegó a España en 1814. En 1825 fijó su residencia en Carabanchel, primero vivió en una casa de recreo de la finca de Vista Alegre, y cuando ésta pasa a ser Real Posesión se traslada al casco de Carabanchel Bajo.  
Fue Director del Gabinete de Física y Química establecido en el Palacio Real de Madrid. Escribió varios libros y tratados científicos y pintó muchas acuarelas en las que plasmó los alrededores de Madrid, entre ellas cinco sobre Carabanchel Bajo y Carabanchel Alto. 
Tan importante era el trasiego de gentes entre Carabanchel y la capital, que la frecuencia de la diligencia se triplicó entre 1825 y 1840.
En 1823 el matrimonio al matrimonio Pablo Cabrero y Josefa Martínez Arto (hija del platero Antonio Martínez y dueña de la famosísima Real Fábrica Platería adquiere una gran finca en Carabanchel Bajo, donde construyen una finca de recreo a la que llaman finca de Vista Alegre, por las buenas vistas que desde ella se tenían, como señaló Pascual Madoz.  
El 24 de abril de 1825, Fernando VII, concede su Real permiso para abrir la casa de baños titulada "Vista alegre", con fonda, villar (sic), huerta, varias habitaciones, jardín con belvedere organizado en calles y plazas, además de numerosos juegos y columpios. El 28 de abril de 1825 la finca de Vista Alegre fue inaugurada. El horario de los baños era de 5 de la mañana a 11 de la noche. 
El 23 de octubre de 1825 se anunciaba en un periódico una fiesta de la siguiente forma: «juegos de pato, de la flecha, de la bala, de los equilibrios, a los bolos, bolas y volantes de varias clases, todos ellos por la mañana; menú al medio día, y por la tarde: música militar varias composiciones escogidas: se hará la pantomima del papa moscas, y en su intermedio se bailará el vals figurado, llamado el portuesino: también se hará el molinere con varias suertes, y entre ellas la muy vistosa de las banderas. Se elevará un globo aerostático con paracaídas, y una figura en forma de Apolo tocando la lira, que a cierta altura se desprenderá del globo y se la verá bajar muy despacio, manifestando la utilidad de tan preciosa invención. 
En seguida se presentará por primera vez a bailar la cachucha una señorita aficionada, y se procederá al sorteo de unos canastillos de frutas y ramilletes de dulces guarnecidos con flores, que se darán a los concurrentes a la función que la suerte designe: a este fin se dará gratis a la entrada al entregar el billete una tarjeta numerada, que servirá para la adjudicación de los premios, los cuales estarán expuestos a la vista del público. 
Se terminará la función con una bonita perspectiva de fuegos artificiales, entre los cuales habrá transformaciones representado el sol, su eclipse y la estrella del norte, ocultándose al fin con un hermoso nevado de fuegos que llenará todo el teatro, figurando la caída del telón» (SIC). Tal fue el éxito que las fiestas en la finca de Vista, que permanecía abierta hasta en invierno y era el lugar de veraneo para los vecinos de la capital. La finca de Vista Alegre fue en estos años del siglo XIX el espacio de ocio y recreo más importante de Madrid.
Se cree que a partir de 1831 o 1832 el negocio de la Vista Alegre pasó a ser ruinoso. Debió de ser en el invierno de 1832 cuando la finca pasó a denominarse "Real" es decir, pasó a formar parte de la Casa Real, propiedad de la reina María Cristina de Borbón, quien inmediatamente comenzaría su engrandecimiento, comprando fincas adyacentes hasta alcanzar 50 hectáreas cercadas. 
El casino se transformó en palacio representativo, complementado con otras construcciones, como la contigua Estufa Grande, la antaño magnífica casa de Bella Vista destinada a exposición de aves disecadas, y biblioteca, así como las casas de Dependientes, Administración, Oficios, Caballerizas, de Vacas, de Gusanos de Seda, la Capilla, la de Juegos, la Codornicera, la Faisanera, el Castillo Viejo escondido en el bosque, la Ría Navegable de 587 metros de longitud por 2,5 metros de profundidad con su isla, su lago de 218 metros de perímetro y su cascada, la casa de campo del que fuera marqués de Negrón llamada de "Navarro" para oratorio y mirador.
Además, tenía muchos árboles: dos olivares; cuatro fanegas de parras, naranjos plantados en círculo con pajarera en su centro, columpios, laberintos, cuatro norias (Oratorio, Alfarfa, Olivar y otra más), cuatro fuentes, dos invernaderos enanos, es decir, que necesitaban tener siempre un calor entre los 25 y 30 grados, y otros 3 invernaderos normales, destacando el que estaba junto al palacio, que disponía hasta de un templete circular con los bustos de Fernando VII y María Cristina y un velador de piedra.
Dentro de la finca se encontraban las casas-palacio de Vista Alegre, con 37 habitaciones y una gran plaza flanqueada con 10 estatuas de mármol. Este palacio será conocido después como Palacio Viejo, al que se añadió un curioso baño circular bajo una cúpula con linterna y un invernadero, excelente muestra de la llamada arquitectura fernandina; Casa de Navarro, con 11 habitaciones y un mirador desde el que se veía todo Carabanchel Bajo; palacio de Bella Vista, y el palacio del duque de Rianzares, con 66 habitaciones. Según el relato detallado de Madoz, en el Palacio Viejo había más de 900 cuadros repartidos en 161 habitaciones. La ampliación y mejoras terminarían sobre 1836, fecha en la que se rodea de una tapia de ladrillo con siete puertas.
En Vista Alegre vivió la regente María Cristina, quien cogió tanto afecto a la finca, quien tomó tanto afecto a la finca, que en su exilio de París se hace llamar marquesa de Vista Alegre. En 1846, María Cristina de Borbón donó a sus hijas Isabel II y  Luisa Fernanda la Real Posesión, si bien al resultar imposible su división quedó en manos de la segunda y su marido el duque de Montpensier, quienes no muestran el interés que su madre había tenido por la finca y deciden venderla en 1858.
En 1859 el célebre banquero malagueño José de Salamanca compró Vista Alegre, llevándola a su máximo esplendor. Renovará el sistema de riego y construirá para sí un palacio propio, conocido como el Palacio Nuevo bajo la dirección del arquitecto Pascual y Colomer, que ya había construido para el marqués su Palacio de Recoletos. El Palacio Nuevo llegó a albergar 652 cuadros de los mejores pintores conocidos).
La finca de los Montijo es la más antigua de los Carabancheles, pues procede del siglo XV y de los mayorazgos de Zapata y Cárdenas. La recibieron en herencia los abuelos de la Emperatriz Eugenia de Montijo en 1834. La mejoraron embelleciendo el palacete medieval y modernizando la finca con nuevas construcciones, baños y un teatro. En el jardín de la finca se reutilizaron las piedras procedentes de la "casa de los Salvajes" de los condes de Miranda y que decoró Prósper Merimeé hacia 1840. Eugenia, por influencia de su madre y de Prosper Mérimée, acabó casándose el 15 de enero de 1853 con Carlos Luis Naopleón en la catedral de Notre Dame.
Se dice que en Carabanchel, Merimeé se inspiró en la madre de la Emperatriz para escribir su libro Carmen, debido al carácter de María Manuela Kirkpatrik; aunque muchos otros comentan que aquel carácter carmensiano estaba inspirado en la propia Eugenia de Montijo y en su hermana Paca de Alba. La que fue Emperatriz de los franceses, se retiraba a la finca de los Montijo siempre que podía, pues allí tenía hermosos recuerdos, y tras su viudedad regresó a Madrid, muriendo el 11 de julio de 1920.
El casco histórico de Carabanchel Bajo tenía dos fuentes: la de la plaza de la iglesia de San Sebastián Mártir, y la fuente de la Mina. En 1861 se construye una tercera fuente con agua procedente del río Lozoya y que es conocida como la "fuente de los niños". Al lado del Palacio Viejo aún se conserva un depósito con la fecha grabada de ese año.
Los carabancheleros necesitaban agua, y en muchas viviendas se disponía de un pozo que aprovechaba el agua subterránea existente. Vista Alegre también necesitaba agua para sus árboles y jardines, y para tal fin disponía de varias norias. El marqués de Salamanca trae el agua corriente a la finca y manda instalar una fuente para que la usen todos los vecinos de Carabanchel Bajo, lo que supuso un gran cambio para todo el pueblo.
Cerca de la ermita de San Isidro, entre la Sacramental de Santa María y la Sacramental de San Isidro se hicieron en 1862 excavaciones que dieron como fruto el hallazgo de diversos restos del paleolítico hoy diseminados por varios museos de Madrid. En el lugar donde se encontraron se levanta un obelisco metálico, con una placa conmemorativa en su base.

### El trono real se decidió en el duelo de Carabanchel (1870)
El duque de Montpensier, Antonio de Orleans, era hijo de Luis Felipe de Orleans, que se convertiría en el rey burgués de los franceses tras la Revolución de 1830. Militar que había combatido valientemente en la conquista de Argelia. Su padre intentó casarlo con Isabel II para convertirlo en Rey de España, pero Inglaterra amenazó con una guerra a Francia y España pues no quería que formasen un bloque continental. El duque de Montpensier se casó con la hermana pequeña de Isabel II, Luisa Fernanda.

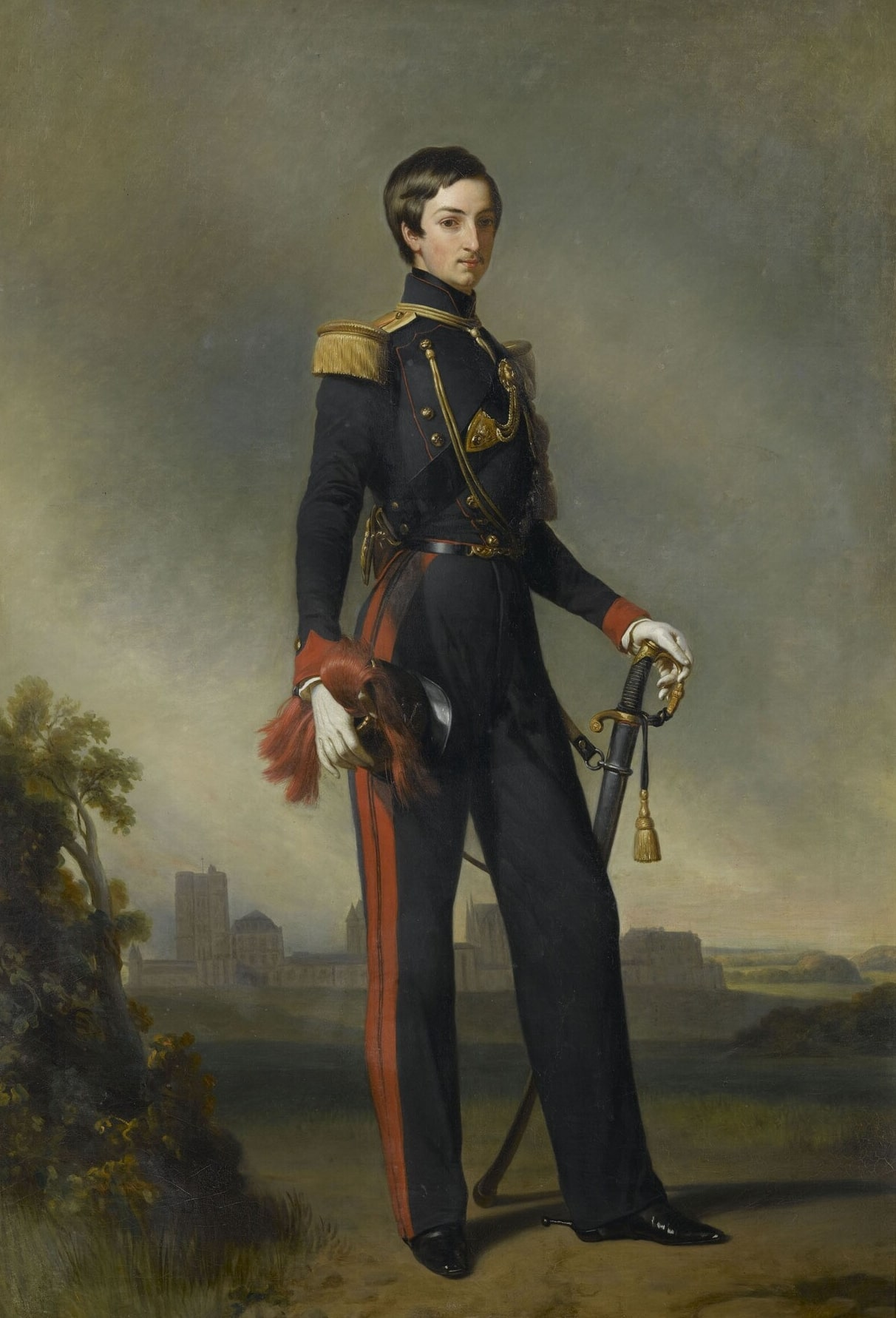
Antonio de Orleans, duque de Montpensier, retratado por Francisco Javier Winterhalter.

Fue una desgracia histórica para España, pues la política española habría sido muy distinta si Isabel II, en vez de casarse con Francisco de Asís, lo hubiera hecho con un hombre de valor, carácter y virtudes como Antonio de Orleans.
Como Francisco de Asís era incapaz de hacerle un hijo a Isabel II el duque de Montpensier podía ser Rey consorte al pasar la corona a la hermana de la reina, Luisa Fernanda o a los hijos de éste. Sin embargo, Isabel II remedió las carencias maritales teniendo, con varios amantes, hijos oficialmente legítimos.
Perdida pues esta segunda oportunidad, al duque de Montpensier, Antonio de Orleans, no le quedaba otra que conspirar contra Isabel II, hacerla caer del trono y postularse como sustituto. Le pillaron financiando lo que sería la Revolución Gloriosa de 1868 y hubo de exiliarse en Portugal hasta la caída efectiva de Isabel II.
El duque de Montpensier, Antonio de Orleans, regresó a España y empezó la campaña para la candidatura de Luisa Fernanda, su esposa e hija de Fernando VII al trono vacante. Tenía el apoyo del general Serrano, jefe del primer Gobierno provisional tras la Revolución Gloriosa de 1868. pero, el infante y duque de Sevilla, Enrique, hermano del ex rey Francisco de Asís, publicó un artículo en "La Época" denunciando las maniobras para ocupar el trono español de “el duque francés”. El duque de Montpensier se lo tomó tan mal que sintió la necesidad de reivindicar su honor ultrajado en duelo.
El 12 de marzo de 1870, Enrique y Antonio de Orleans llegaron a la escuela de tiro de la dehesa de Carabanchel vestidos con la reglamentaria levita negra. Sus padrinos habían discutido las condiciones del duelo. Se estableció que dispararían alternativamente, sorteándose el orden y la colocación; se fijó la distancia, 9 metros, marcada por dos piquetes.
Le tocó disparar primero al duque de Montpensier, que erró el tiro; también falló el duque de Sevilla. El honor ya estaba a salvo, pero al contrario que en otros duelos que se consideraban así resueltos, habían establecido que seguirían disparando hasta que se hiciera sangre. Antonio de Orleans hizo pues el tercer disparó impactando en la frente de su adversario, quien cayó muerto.
Pero esa victoria sería en realidad la mayor derrota de Antonio de Orleans, ya que había derramado sangre real española y eso le despojaría de todas las posibilidades de reinar en la Corte de Madrid, al ser Enrique de Borbón, infante de España por nacimiento, nieto de Fernando VII y hermano del rey Francisco de Asís.
La desgraciada muerte de Enrique de Borbón conmocionó a España y a toda Europa. Dado el carácter de militar del duque de Montpensier (Isabel II le había nombrado Capitán general) se le formó consejo de guerra. Como solía hacer la Justicia en los casos de duelo, se determinó que la muerte del infante, Enrique de Borbón había sido “accidental”, y al duque de Montpensier le impusieron un mes de arresto.
Pero el auténtico juicio tuvo lugar en las Cortes a finales de año. Cuando el 16 de noviembre de 1870 las Cortes Constituyentes votaron quién debía ocupar el trono español, el “duque francés” solo obtuvo 27 votos, frente a los 191 del duque italiano Amadeo de Saboya (candidato del General Prim).
El berrinche del duque de Montpensier fue tal que se negó a reconocer al nuevo rey, perdió su grado de Capitán general y fue desterrado a Baleares, aunque volvería a Madrid al ser elegido diputado por San Fernando (Cádiz). Aquí volvió a conspirar contra Amadeo de Saboya, como había hecho contra Isabel II, y algunos señalaron su mano como la que pagó a los asesinos del general Prim.

### Los Carabancheles en el "Mapa Topográfico Nacional” (1875)
En 1875, Carabanchel Bajo figura en la primera hoja del "Mapa Topográfico Nacional”, como un reducido núcleo de casas bajas, agrupadas junto al camino que une Madrid con Fuenlabrada; el resto del territorio que lo rodea son tierra de labor, generalmente dedicadas al cultivos de viñedo y cereales; eso sí, destaca una gran mancha verde que representa la finca cerrada de los Montijo.
Por lo que respecta a Carabanchel de Arriba, o Carabanchel Alto, tiene un paisaje más amable en cuanto a expansión de la naturaleza se refiere. A partir de la segunda década del siglo XIX se convierte en una eminente zona residencial, solaza y de esparcimiento para la nobleza y la burguesía que construye fincas de recreo en las que generalmente pasa los duros meses del estío.
Los Carabancheles tenían peculiaridades topográficas bien distintas, aunque en la parte de Arriba (Carabanchel Alto) los habitantes seguían manteniendo su carácter campesino hasta la última década del siglo XIX, los de Abajo (Carabanchel Bajo) gozaban ya de una industrialización incipiente, quizá debido a su cercanía con la capital, así se habla de la existencia de un almacén de pólvora, dos fábricas de velas de sebo, una de jabón y otra de licores.

### Inauguración del tranvía Madrid-Carabancheles-Leganés (1878)
En 1876 el banquero Enrique O'Shea consiguió la concesión para realizar el trazado de una vía de tranvía que uniera Madrid con Leganés, pasando por los Carabancheles, línea que posteriormente fue traspasada a la Compañía General Española de Tranvías.
El banquero hizo una sencilla reflexión: «Hoy transitan entre Madrid, los Carabancheles y Leganés 1100 personas diarios, 40 jinetes, 70 coches-ómnibus con 1000 viajeros, 10 coches de alquiler con 25 plazas y 12 coches particulares con 40; es, pues, un tránsito de 2205 viajeros a los que hay que sumar los 50 000 transeúntes que diariamente circulan entre la plaza Mayor y el puente de Toledo. A ello hay que añadir los carros de mercancías. De las carreteras que llegan a Madrid, la más concurrida sin duda es la de los Carabancheles. El tranvía será rentable».
El 1 de julio de 1878 se inauguró la línea de tranvía Madrid-Carabancheles-Leganés.
Tenía la cabecera en la plaza Mayor y desde allí, a lo largo de un trazado de 11 kilómetros, bajaba por la calle Toledo, atravesaba el río Manzanares por el puente de Toledo y continuaba su recorrido por la carretera de Fuenlabrada, que posteriormente se llamaría calle General Ricardos. Su recorrido era muy similar al recorrido de la actual línea de autobús 35 (Carabanchel Alto-Plaza Mayor) o la línea 5 de metro en el tramo entre Carabanchel y Opera.
Eran coches tirados por caballos, de 46 asientos cada uno. El servicio comenzaba a funcionar a las seis y media de la mañana y terminaba a las nueve de la noche. Las tarifas se establecían en función de la longitud del recorrido, e iban desde los tres céntimos hasta el billete más caro, a Leganés, que costaba una peseta. En 1890 y dada la gran distancia entre Madrid y el pueblo de Leganés, el servicio se redujo a dos viajes diarios de ida y vuelta, al tiempo que la tracción animal de los coches era sustituida por los tranvías eléctricos que circulaban a una velocidad de "vértigo": los tranvías a caballos circulaban a 9 kilómetros por hora, y con los nuevos tranvías eléctricos la velocidad aumentó hasta 20 kilómetros por hora.
Consta en documentos de la época, que los alcaldes de los Carabancheles se pusieron de acuerdo para llevar a cabo una ofensiva conjunta en 1909 ante el Ministerio de Fomento, con el objetivo de que se duplicaran las vías del trazado y de esta manera aumentar el servicio, ante la demanda creciente como consecuencia del aumento de población, y de forma muy especial, cuando se celebraban corridas de toros en la plaza de toros de Vista Alegre.

### El ferrocarril de vía estrecha (1885)
En 1885 se construye un ferrocarril de vía estrecha que pretendía llevar, atravesando los pueblos de Carabanchel, desde el río Manzanares hasta San Martín de Valdeiglesias a aquellos madrileños aventureros que se arriesgaban a un incómodo viaje de tres horas amenizado con tortillas de patata.
Este ferrocarril fue rentable mientras interesó al estamento militar, pues hacía parada en el Hospital Militar y en el aeródromo de Cuatro Vientos, y desapareció cuando, en 1927, el Ministerio de la Guerra hizo constar que ya no le interesaba el ferrocarril. Las vías, no obstante, no se desmontaron hasta después de la Guerra Civil y han dejado en el barrio su impronta en toponimias como “calle de la Vía” o “Paseo de los Ingenieros”.

### Las donaciones del caritativo marqués de Casa-Jiménez (1885)
La Finca de Santa Rita, propiedad del marqués de Casa-Jiménez, fue objeto de dos cesiones caritativas:
1.- La primera en 1885 para la fundación de un reformatorio, bajo la dirección de los religiosos Terciarios Capuchinos:
En el año 1875 Francisco Lastres se reúne con un grupo de políticos y periodistas con la intención de encontrar una solución para los jóvenes delincuentes, que por causa de las leyes en vigor han de ir a la cárcel mezclándose con delincuentes adultos.
Organizan una campaña y consiguen que grandes personalidades de la política, incluido el rey Alfonso XII, apoyen la idea de crear un centro especial donde se reeduque a esos jóvenes. Con lo reunido mediante una colecta popular se compran unos terrenos en la antigua carretera de Aragón, y se coloca la primera piedra con toda la propaganda y pompa posibles, pero el proyecto no llegó a llevarse a efecto.
Francisco Lastres no se desanimó y siguió luchando. La Comisión, creada al efecto, busca una solución que llegó del marqués de Casa-Jiménez, quien donó en 1885 a la nueva fundación parte de una finca que tenía en Carabanchel Bajo, y que se denominaba “Santa Rita”. Tras lo cual, se venden los antiguo terrenos y, con ese dinero, se comienza la construcción de lo que en el futuro será la Escuela de Reforma Santa Rita.
Por su parte, Francisco Lastres consigue la aprobación por el Senado de una ley para «la corrección paternal de la juventud», que es firmada por el rey Alfonso XIII el 4 de enero de 1883. Posteriormente, el 6 de abril de 1889 la Reina Madre, María Cristina de Borbón aprueba el Reglamento para el asilo de corrección paternal denominado Santa Rita, establecido en Carabanchel Bajo.
Así pues, con estos apoyos legales, comienza a funcionar "Santa Rita" en el año 1889. Tenía construidos ya dos pabellones unidos, de sótano, planta baja y dos pisos (lo que da a la calle Eugenia de Montijo), pero faltaba el personal que se hiciera cargo de la escuela con garantías de éxito.
Francisco Lastres busca en la diócesis, entre las congregaciones religiosas e, incluso, en Roma. Y es el Papa León XIII quien le indica la posibilidad de que una congregación religiosa recién fundada en Valencia, los Terciarios Capuchinos del Padre Luis Amigó, se hicieran cargo de la escuela, puesto que su misión específica es la reeducación de la juventud extraviada. Tras la entrevista entre el Padre Luis Amigó y Francisco Lastres, el 24 de octubre de 1890 los Terciarios Capuchinos (RR. Amigonianos) se hacen cargo de la “Escuela de Reforma Santa Rita”, la primera de carácter oficial en España.
Años duros y difíciles, no siempre comprendidos y apoyados por quienes debieron hacerlo, fueron los primeros de su funcionamiento. Pero los que aquí trabajaron, lo hicieron con ilusión y entrega generosas, y fueron superando poco a poco las dificultades y creando su propio sistema pedagógico para la reeducación de la juventud extraviada, que sirvió de modelo para otros centros de España y América. Antes de finalizar el siglo XIX ya se habían hecho grandes reformas en la estructura material del centro que lo mejoraron notablemente y se había diseñado un gran sistema pedagógico basado en el estudio y en el trabajo.
2.- Y la segunda en 1889 a la Real Asociación de Beneficencia Domiciliaria de la Parroquia de Santa Cruz (Madrid) destinado a colegio de niñas huérfanas:
El origen de esta institución docente es fruto del interés de la Real Asociación de Beneficencia Domiciliaria de la parroquia de Santa Cruz de Madrid por encontrar un local mayor del que disponían en arrendamiento y destinado a colegio de niñas huérfanas. En línea con las ideas higienistas del último tercio del siglo XIX de situar los centros de enseñanza a las afueras de las ciudades, lograría dicha Asociación encontrar una parcela capaz para su construcción gracias a la cesión en 1889 del marqués de Casa-Jiménez de parte de la que fuera su posesión recreativa carabanchelera, denominada entonces de finca de Santa Rita.
Sobre sus 14 hectáreas habría de levantarse el colegio de nueva planta, cuyo diseño elaboraría onerosamente José Marañón Gómez-Acebo en 1888, encomendándose su dirección a las Hijas de la Caridad de San Vicente de Paúl.
El edificio, que fue construido entre 1889 y 1890, siendo inaugurado el 7 de mayo de 1890 por la reina María Cristina.
Tiene planta en peine, en el que el brazo central, ocupado en parte por la iglesia, se eleva sobre los dos cuerpos intermedios y avanza con respecto a la fachada principal, marcando el acceso, pero siguiendo la composición con orden simétrico. Influida su distribución por similares centros educacionales franceses, realizados con las más modernas normas de la higiene y la pedagogía, resultó novedoso el sistema de ventilación de los dormitorios, mediante ventanillas en la parte baja del muro que renovaban el aire viciado y se expulsaba por los grandes ventanales. 
En cuanto al estilo arquitectónico del edificio, éste responde al espíritu ecléctico del final de siglo, cuyos espacios más emblemáticos adoptan formas neogóticas, como la capilla de tres naves cubiertas por bóvedas de crucería, mientras las fachadas se adscriben al neomudéjar madrileño, con el ladrillo como material estructural y decorativo.

### Epidemia del cólera en los Carabancheles (1885)
Los Carabancheles sufren una terrible epidemia de cólera que causa numerosas muertes entre la población. El viejo cementerio se queda pequeño para enterrar a las víctimas.

### Ciclón en Carabanchel (1886)
El 12 de mayo de 1886 un impresionante ciclón derriba gran parte del arbolado de la finca de Vista Alegre y afecta a varias casas humildes próximas a esta finca.

### La ermita de San Roque (1886)
En 1886 se construye una nueva ermita en honor de san Roque, la denominada ermita de San Roque.

### La finca de Vista Alegre se reconvierte en asistencial (1886)
Dadas las enormes deudas que dejó el marqués de Salamanca a sus herederos, éstos cedieron en 1886 la finca al Estado quien lo reconvirtió en un gran recinto de establecimientos asistenciales y docentes de titularidad pública:
1.- Colegio "La Unión": El Palacio Viejo de la Reina María Cristina fue acondicionado para acoger el Colegio de las huérfanas de militares y empleados llamado de "La Unión", homogeneizándose el volumen y remodelándose sus fachadas, pues a la fachada del jardín se le adosó otra fachada de estilo neogriego y en la principal se construyó la capilla, en perpendicular y con carácter neomudéjar.
2.- Asilo de Ciegos: En la que fuera la antigua Casa de Bellavista.
3.- Reformatorio de menores: Al suroeste de la posesión, en lo que fuera el cerro de los olivos, junto al arroyo del Campo o San Roque, que la atravesaba, y uno de los estanques grandes, se levantó este monumental edificio asistencial, a instancia de los Padres Terciarios Capuchinos y, más concretamente, del que fuera director de la vecina Escuela de Reforma de Santa Rita, Domingo María de Alboraya. Su fin iba a ser el mismo de ésta y el de su congregación, la corrección de jóvenes, su moralización y enseñanza para su reinserción social y bajo tutela religiosa, un centro, en definitiva, innovador en su época en cuanto a criterios y gestión. El proyecto realizado por Carlos de Luque López entre 1907 y 1908 y cuyas obras finalizaron en 1924.
4.- Colegio de Santiago: En 1914 se aprueba la fundación de un nuevo centro docente en Vista Alegre: el Colegio de Santiago para albergue de huérfanos de Jefes y Oficiales del Cuerpo de Caballería, bajo el patrocinio de la reina madre María Cristina de Austria y de su hija la infanta María Teresa de Borbón, sirviendo así de complemento al denominado Colegio de Santa Bárbara y Colegio de San Fernando en el municipio cercano de Carabanchel Alto, con el mismo fin pero al servicio del Cuerpo de Artillería y del Cuerpo de Ingenieros, respectivamente. 
Para su emplazamiento se eligieron los terrenos inmediatos a la Puerta Bonita, creada por el marqués de Salamanca en 1857, junto al tramo final de la ría, es decir, del estanque estrellado y su isla, los cuales tuvieron que desaparecer. El colegio se construyó en 1915 y, tras su inauguración, se encomendó su cuidado de la comunidad religiosa Madres Dominicas Francesas.
5.- El Asilo de Inválidos del Trabajo: la reina María Cristina de Borbón decidió, en 1887, destinar el edificio del palacio nuevo del marqués de Salamanca a Asilo de Inválidos del Trabajo, inicialmente bajo la dirección de las Hermanas de la Caridad de San Vicente de Paul. Para adaptar el edificio al nuevo uso, la reina María Cristina de Borbón encargó las obras a Santiago Castellanos Urízar, que las llevó a cabo entre 1888 y 1898, y por las que se conservaría incólume el aspecto exterior y algunos espacios interiores, como el vestíbulo y la capilla, y se compartimentarían los restantes en función de estos nuevos usos. 
Además, en 1899, José Grases Riera remodeló la terraza y la marquesina, empezando ese mismo año a funcionar. Con el paso del tiempo la institución se iría transformando. Así pasó de Asilo de Inválidos del Trabajo (1889) a Instituto de Reeducación Profesional de Inválidos del Trabajo (1922), posteriormente a Instituto de Reeducación Profesional (1928) y finalmente a Instituto Nacional de Reeducación de Inválidos (INRI) (1933). Tras esto, Eugenio Sánchez Lozano llevó a cabo una nueva reforma del edificio en el que estaba el Instituto Nacional de Reeducación de Inválidos (INRI) entre 1934 y 1935.

### Convento de las Clarisas (1890)
En 1890 se construye el Convento de las monjas Clarisas de Constantinopla.

### Crimen de Opañel (1891)
Causa gran impacto en los Carabancheles un suceso al que se le conoce como "Crimen de Opañel". Corre el año 1891 cuando en esta barriada aparece el cadáver de un hombre cosido a puñaladas. Nadie le reconoce, es imposible identificarle e imposible resulta también descubrir a los autores de este macabro suceso.

### "Las crónicas de Carabanchel Bajo" (1891)
Carabanchel Bajo fue descrito en Las crónicas de Carabanchel Bajo, que hizo el profesor de primaria de Carabanchel Bajo en 1891, Ildefonso González Valencia, en el que, entre otras cosas, señaló que había 3.000 habitantes estables y otros 3.000 como población flotante (forasteros). La población se concentraba en los siguientes núcleos de población:
1.- Casco histórico de Carabanchel Bajo: Se trataba del pueblo propiamente dicho, en torno a la plaza donde estaba el Ayuntamiento de Carabanchel Bajo y la iglesia de San Sebastián Mártir. Las calles principales eran la calle Marqués de Salamanca (actual calle Eugenia de Montijo), y sobre todo la calle La Magdalena (actual calle Monseñor Óscar Romero).
2.- Barriada Mataderos o Guzmán el Bueno: En dicha barriada o aldea había una empresa de carne que daba su nombre a la barriada.
3.- Barriada de Extremadura: Surgió en torno a la venta "Alcorcón" junto a la Real Casa de Campo y el campo de maniobras militares conocido como "Campamento".
4.- Barriada de Getafe: No era el pueblo de Getafe, sino una aldea en la bifurcación de la carretera de Toledo y la de Getafe.
5.- Colonia de la Glorieta: Poblado entre el casco antiguo y Mataderos. Había una empresa llamada "El Porvenir Artesano" en la que contribuyeron Federico Grases y Emilio Roy.

### La Sociedad Eléctrica de los Carabancheles y los primeros teléfonos (1891)
La revolución técnica llegaría a los Carabancheles a finales del siglo XIX, cuando se instala los primeros teléfonos y la corriente eléctrica que suministra la Sociedad Eléctrica de los Carabancheles, con un capital inicial de 60.000 pesetas.
Señalar que en 1891 había 6 teléfonos en Carabanchel Bajo: Hospital Militar Gómez Ulla (número 344); Colegio La Unión; Colegio de Santa Cruz; hijo de Diego Romero; Alejandro Sánchez; y Señores de Vargas y Merino.

### La condesa de Bornos impide un fusilamiento (1893)
En 1893, la Condesa de Bornos, dueña por aquella fecha de los terrenos de la pradera de San Isidro, impidió que un militar fuera fusilado en este paraje, alegando que no permitiría que en sus tierras corriera la sangre.

### Iglesia y Convento de las Clarisas (1897)
A finales del siglo XIX se instalan en Carabanchel varias congregaciones religiosas. Así, el 13 de mayo de 1895 se coloca la primera piedra de la iglesia de las Hermanas Clarisas de la Anunciación que habían comprado dos chalets en la barriada "El Porvenir Artesano".
Fue bendecida el 11 de mayo de 1897.
Posteriormente, desde 1904 a 1908 se construiría el Convento de las Clarisas.

### Creación del Instituto-Asilo de San José (1899)
La creación de la Fundación Instituto San José, situado en el Pinar de San José, es fruto de la confluencia de los destinos de dos relevantes personalidades. De una parte San Benito Menni Figini y de otra Diego Fernández Vallejo.
Los antecedentes a la creación de la Fundación hay que buscarlos en 1867 cuando el 14 de enero los Hermanos de San Juan de Dios son recibidos en Roma en audiencia pontificia por Pío IX y San Benito Menni es nombrado comisario general de la Orden Hospitalaria de San Juan de Dios y encomendado a restaurar la Orden en España tras la desamortización de Mendizábal de 1836. El 6 de abril llega a Barcelona, fundando ese mismo año, el Hospital infantil de Sant Joan de Déu y en 1876 el “manicomio para varones” de Ciempozuelos (Madrid).
En la misma época, Diego Fernández Vallejo, Marqués de Vallejo, insigne político, banquero y mecenas, junto con su hijo José Manuel, enfermo de epilepsia, recorre gran parte de Europa visitando los establecimientos sanitarios dedicados a su tratamiento y consultando a los más renombrados médicos de la época en busca de remedios y soluciones para su enfermedad. Se fundaban en Europa, manicomios, sanatorios psiquiátricos, reformatorios, etc., pero la epilepsia seguía careciendo de instalaciones para su tratamiento.
El 18 de abril de 1878 fallece José Manuel Fernández Vallejo Flaquer, hijo del Marqués de Vallejo, víctima de un ataque epiléptico, a la edad de 24 años. El marqués, afligido por la muerte de su hijo decide destinar gran parte de su fortuna a la creación de la primera institución dedicada al tratamiento de la epilepsia. Para ello adquirió en la finca Las Piqueñas del actual Pinar de San José, mezcla de campo, jardín y bosque, entre los términos municipales de Carabanchel Alto y Leganés, en un lugar apacible y tranquilo.
Conocedor de la labor del Padre Menni, en la puesta en marcha del centro de Ciempozuelos (Madrid), el Marqués de Vallejo, asesorado por el doctor Julián Calleja Sánchez, insigne neurólogo y catedrático de la Universidad Central de Madrid, inicia los contactos con la Orden Hospitalaria que culminan, el 4 de agosto de 1895, en la Ceremonia de bendición y colocación de la primera piedra del futuro Instituto-Asilo de San José para epilépticos.
Los planos de las edificaciones, así como la dirección de toda la obra hasta su terminación, le fueron encomendados a los catedráticos de la Escuela de Arquitectura, Federico Aparici y Soriano y Enrique Fort y Guyenet. Las obras de construcción se prolongaron por un espacio de 4 años y, meses antes de su inauguración oficial, desde septiembre de 1898 hasta el 16 de febrero de 1899, se acogieron un total 375 soldados enfermos repatriados de Cuba.
El 20 de junio de 1899 se otorga la escritura de fundación del Instituto-Asilo de San José para epilépticos con un capital de 5 millones de pesetas y ya el día siguiente, llegó el primer paciente, Enrique Vázquez Alonso de 16 años “que desde su adolescencia sufría el síndrome epiléptico bien comprobado”. El 21 de julio se concede la licencia de apertura, por Real Orden de 21 de julio de 1899, en la que se reconoce al Asilo el carácter de beneficencia particular.
El diseño de los extensos espacios construidos tenía una distribución más residencial y para servicios generales y talleres de rehabilitación que para camas hospitalarias.
El planteamiento inicial de los fundadores era el poder atender a unos 100 pacientes necesitados y otros tantos en régimen de pensionistas de los de entonces (que hoy corresponderían a “privados”) con el fin de conseguir el equilibrio que garantizase la viabilidad del proyecto. Esa proporción no se respetó nunca por lo que la precariedad económica caracterizó esos primeros años y la supervivencia de la Institución estuvo en grave peligro.

## El último medio siglo de los Carabancheles

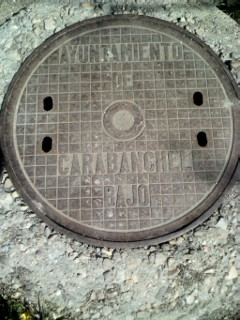
Tapa de alcantarilla del Ayuntamiento de Carabanchel Bajo, de antes de 1948 situada actualmente en las calles de Carabanchel.

## SigloXX: El último medio siglo de los Carabancheles

### Primera oleada migratoria favorecida por la industria y la buena comunicación (1900-1930)
Al comenzar el siglo XX, Carabanchel Alto tiene 2059 habitantes y Carabanchel Bajo 5862 habitantes. Treinta años después, Carabanchel de Arriba llega a 10 087 habitantes, mientras que Carabanchel de Abajo le triplica con 31.010 habitantes. En apenas 30 años la población conjunta de ambos municipios (los Carabancheles) ha multiplicado por cinco su población y esto se debió, principalmente, a tres razones:
1.- Una llegada masiva de emigrantes: Se trata de la primera oleada migratoria debido a un éxodo muy importante de población del campo a las ciudades, lo cual es especialmente visible en los dos Carabancheles, porque han dejado de ser municipios agrícolas para ser municipios industriales, aunque en mayor medida en Carabanchel Bajo por su cercanía a Madrid y su rápida comunicación con el tranvía.
De este modo, en 1932, las edificaciones se han extendido por la franja de la calle General Ricardos, haciendo que Carabanchel Bajo, prácticamente, se uniera con Madrid como consecuencia de esta construcción desenfrenada que sucedió en los Carabancheles a principios del siglo XX.
2.- Instalación de varias industrias: Los Carabancheles se dedicaban preferentemente a las labores del campo, la lavandería y a la huerta. Sin embargo, entrado ya el siglo XX esta tendencia va cambiando y Carabanchel pasará de ser un municipio agrícola a ser un municipio industrial que abastecía a la cercana capital de España.
Aparecen muchas nuevas industrias y fábricas. Así, se asienta la fábrica de ladrillos y tejas, proliferan los grandes almacenes de aceites, vinos y aguardientes, así como de productos de ultramarinos. 
El trasiego de mercancías hace crecer el parque de carros y con ello la instalación de herrerías. La cercanía del matadero de la Villa de Madrid en Legazpi alimentó la creación de almacenes de embutidos y salazones de carnes que llegaron a tener fama en todo Madrid. Hubo también, a principios del siglo XX, una fábrica de botones, destruida por un incendio y cinco fábricas de curtidos.
3.- El tranvía: Carabanchel Bajo era un municipio cercano a Madrid que se acercó más a la capital de España con la llegada del tranvía, ya que se articuló como eje vertebrador que permitía la conexión rápida con la capital. Así, en el reformado Mapa Topográfico de 1916 ya aparece dibujado el cementerio, la plaza de toros, el hospital y la línea de ferrocarril Madrid-San Martín de Valdeiglesias, que atravesaba el municipio de Carabanchel Bajo.

### Los Salesianos (1902)
A finales del siglo XIX y principios del siglo XX se instalan en Carabanchel una gran cantidad de congregaciones religiosas con muchos fines sociales y educativos.
De este modo en 1902 los Salesianos compraron en Carabanchel Alto la finca de recreo del conde de Reparaz, heredero del Marqués de Yarabayo que tenía un palacete con decoración neomudéjar y que estaba rodeado por jardines con estatuas y huertas. Tras la compra el palacete fue adaptado para Casa de Formación de la Inspectoría Céltica de los Salesianos, y más adelante se destinaría a colegio.
La casa salesiana de Carabanchel Alto, como la mayor parte de las obras salesianas de principios del siglo XX en España, había comenzado abriendo un oratorio festivo para los jóvenes y gente trabajadora del pueblo, mientras se tramitaba la autorización canónica para erigir allí el noviciado céltico. 
Aquel curso académico de 1903-1904 ya se destinaron a la nueva casa una docena de novicios, entre los cuales se hallaba Guillermo Gil Calvo, donador de la finca carabanchelera. Además fueron llegando una docena de estudiantes de filosofía, algunos de los cuales pertenecían a las inspectorías béticas y tarraconense.
El 8 de diciembre de 1904 se hizo la inauguración de la casa Salesiana de Carabanchel Alto.
Desde 1904 hasta 1922, en que se trasladó a Mohernando, el noviciado de la Céltica y el de la Tarraconense estuvo en los Salesianos de Carabanchel. Tuvo también los Salesianos de Carabanchel el filosofado y un floreciente oratorio festivo para los muchachos del pueblo. En 1912 acogió en su seno el Teologado espectorial (Schola Minor).

### Construcción del Hospital Militar (1903)
El Hospital Militar es uno de los edificios más característicos de Carabanchel. Se encuentra en el barrio de Vistalegre, en la glorieta del Ejército. El hospital que hoy conocemos no es el que siempre ha existido. Podemos decir que a lo largo de la historia ha habido dos complejos hospitalarios. El primer complejo hospitalario estaba basado en pabellones, y de aquel complejo tan solo hoy queda un pabellón.
El Hospital Militar se empezó a construir tras el incendio que sufrió el antiguo Hospital Militar de la calle Princesa. Tras el cual, las autoridades decidieron construir uno nuevo en los terrenos cedidos por el Ayuntamiento de Carabanchel Bajo al borde de la carretera que unía Madrid con Fuenlabrada.
El proyecto fue realizado por Manuel Cano y León, Capitán de Ingenieros, en 1890. Se trataba de un centro moderno, con todos los adelantos médicos y con la siguiente distribución:
1.- Edificio de Dirección y Administración.
2.- Pabellón para Jefes y Oficiales enfermos.
3.- Plaza central en la que confluyen los seis pabellones de Medicina y Cirugía, tres a cada lado, y en el centro la capilla. Entre los dos últimos, un pabellón, de longitud más reducida, dedicado a Balneario.
4.- Pabellón de Servicios Generales del Hospital.
5.- Pabellones, uno a cada lado, para Dementes y Presos.
6.- Pabellón final dedicado a Cuartel de Sanidad y cochera de ambulancias.
El Hospital Militar de Carabanchel, sin estar aún acabado, comenzó a ser ocupado por enfermos a partir del 21 de abril de 1896 pues se necesitaba para combatientes heridos repatriados de Ultramar que no podían ser absorbidos por los hospitales habituales. Su primer director fue el Subinspector Médico, Juan Berenguer y Salazar. En 1903 se dieron por concluidas las obras, y es cuando el Hospital Militar empezó a funcionar a pleno rendimiento.

### Inauguración de la Plaza de Toros de Vista Alegre (1908)
El 10 de agosto de 1906 comienza a construirse la plaza de toros que adopta el nombre de Vista Alegre debido al palacio que existe en sus inmediaciones, en la Finca de Vista Alegre.
Su propietario fue Francisco Romero, expresidente de la Diputación de Madrid.
La plaza de toros de Vista Alegre fue inaugurada el miércoles 15 de julio de 1908, dentro de los actos conmemorativos del primer centenario de la guerra de la Independencia, con la actuación a beneficio de la Asociación de la Prensa de Madrid de los diestros Ricardo Torres “Bombita”, Rafael González “Machaquito” y el mexicano Rodolfo Gaona, que lidiaron toros de la ganadería del Marqués de los Castellones y uno de Olea.

### El Ayuntamiento de Carabanchel Bajo (1910)
El edificio se construyó en 1910 y es el antiguo y representativo testimonio de la institución consistorial de Carabanchel Bajo.
Mantiene las huellas neomudéjares de Carabanchel, con la dignidad urbana añadida de formar parte del escenario de lo que fuera plaza del pueblo. Inicialmente se construyó con dos plantas sobre la calle con grandes ventanas y balcones.

### El almacén de sal (1910)
El actual Centro de Mayores Francisco de Goya, ubicado en el antiguo municipio de Carabanchel Alto, fue construido entre 1910 y 1930. Durante muchos años se utilizó como almacén dependiente del Ministerio de Obras Públicas (aquí se guardaba la sal para las heladas y nevadas que se producían en Madrid).

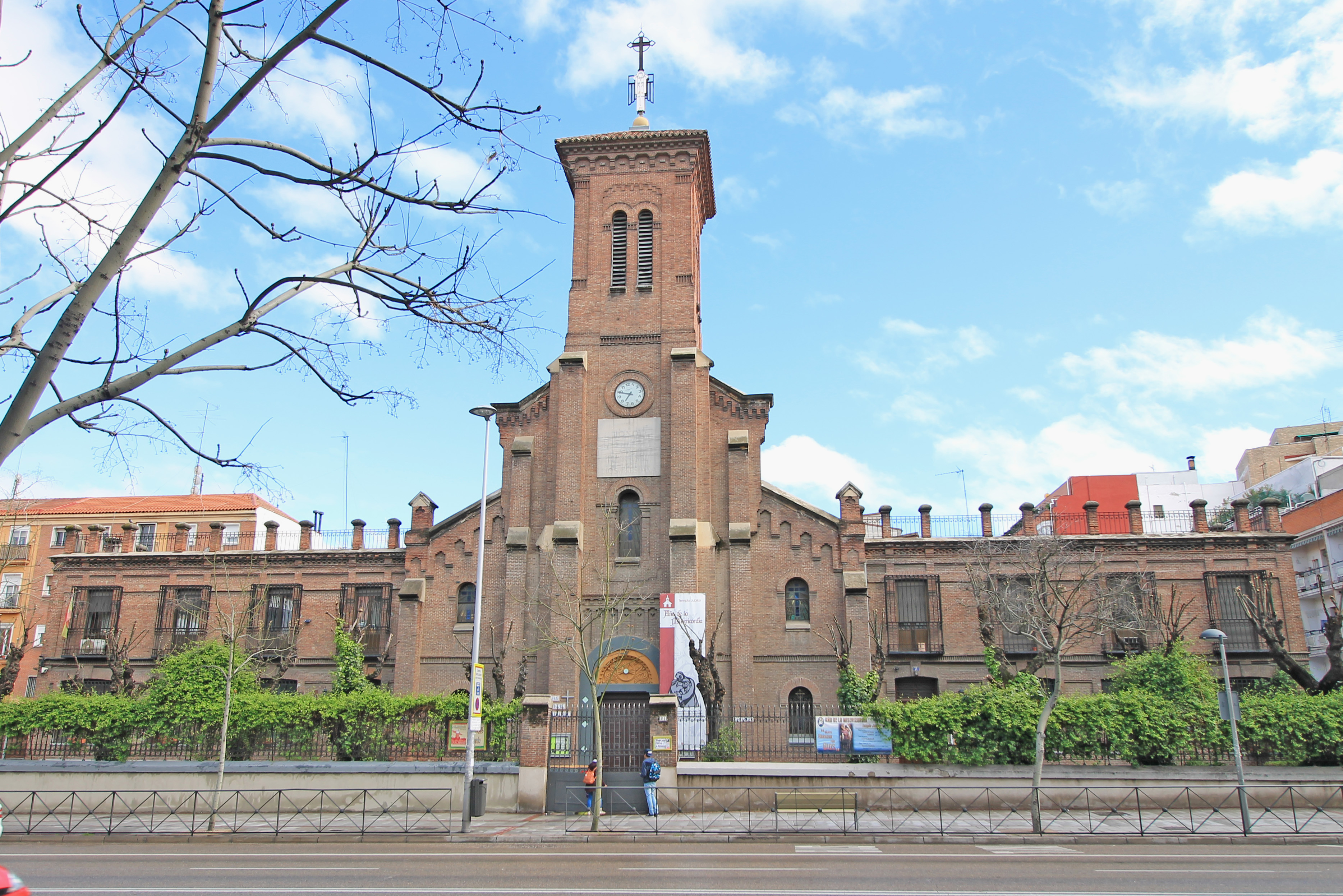
Iglesia de San Miguel Arcángel.

### La iglesia de San Miguel Arcángel (1912)
En 1912 se levantó, sobre el solar de una ermita, la iglesia de San Miguel Arcángel en la calle de Fuenlabrada (actual calle de General Ricardos) en estilo neomudéjar y neorrománico, por el arquitecto Joaquín María Fernández. Destruida en la Guerra Civil, fue reconstruida en los años 40 y 50.

### La Colonia de la Prensa, primera ciudad de periodistas de España (1913)

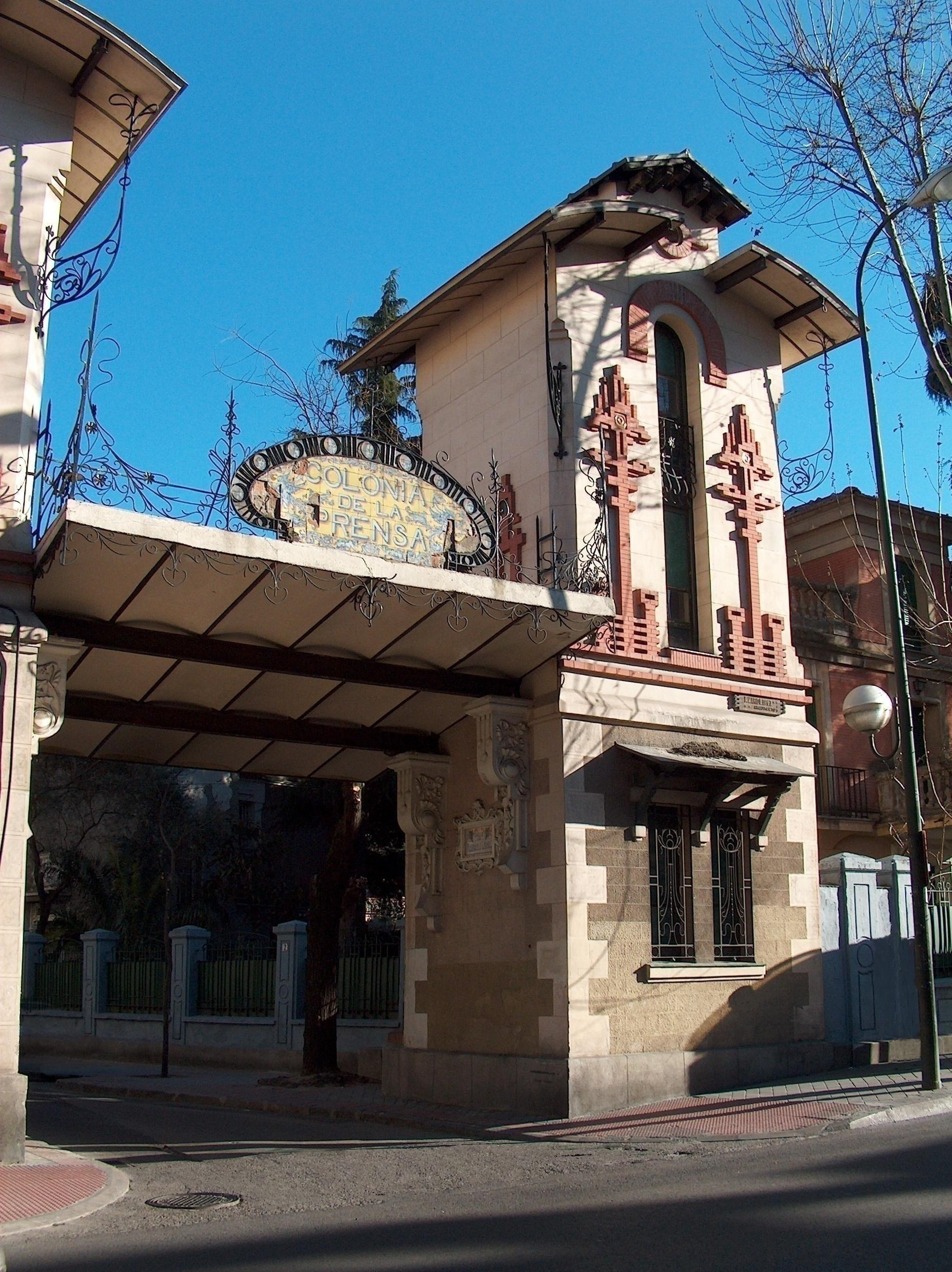
Colonia de la Prensa, Carabanchel. Pórtico de entrada en Eugenia de Montijo, 61-63.

El origen de esta colonia surge por la necesidad de urbanizar los terrenos existentes entre Carabanchel Bajo y Carabanchel Alto, cuando ambos eran municipios independientes de Madrid. Así, el 23 de octubre de 1910, la agrupación de profesionales de la prensa, "Los Cincuenta", posteriormente llamada "Asociación Benéfica-Cooperativa de Construcción de Viviendas Baratas Colonia de la Prensa" y luego "Ciudad-Jardín de Prensa y Bellas Artes" encarga a Felipe Mario López Blanco la redacción de la parcelación y el proyecto, ejemplo de perfecta urbanización y de vivienda racionalista ajardinada.
Felipe Mario López Blanco llevó a cabo las obras entre 1913 y 1916. En su construcción se propusieron dos modelos básicos de vivienda con un esquema originario ortogonal en torno a una plaza circular central, aunque personalizados bajo el ideal residencial de una casa tranquila y alejada de Madrid, cuya variedad arrojaba un riquísimo repertorio edificatorio sin merma de la unidad del conjunto..
Alfonso XIII colocó en 1913 la primera piedra de la que será la primera Ciudad de Periodistas de España y la primera colonia de hoteles de Madrid acogida a la legislación de Casa Baratas de 1911. La Colonia de la Prensa es uno de los escasos ejemplos de art decó y arquitectura modernista de Madrid. El acceso con dos espléndidas "garitas"-torretas "modernistas" bastaría para el paso a la posteridad de esta colonia, realizada para escritores y periodistas y en la que aún sobreviven algunos "chalets" originales tras la construcción de más de 40, constituyendo uno de los iconos de Carabanchel y uno de los capítulos más importantes de su historia.
El rey Alfonso XIII volvió para inaugurar la casa de García-Plaza, llamada "el gato negro".

### Llegada del agua corriente a Carabanchel Alto (1920)
El agua corriente llega a Carabanchel Alto en la década de los veinte y los treinta, proveniente de pozos y yacimientos cercanos al Prado Jordán, terrenos propiedad del Ayuntamiento. Fue el propio Concejo quien cargó con las obras de canalización por las calles, mientras que los vecinos hacían a su cargo las acometidas. Había dos depósitos de almacenamiento, uno de ellos en la carretera de Leganés y el otro en lo que hoy es el barrio de Aluche. Hasta el año 1972 no se haría cargo del abastecimiento el Canal de Isabel II.
Decían los clásicos, y lo refrendaron después los técnicos de la modernidad, que el subsuelo de los Carabancheles era rico en aguas, tanto que cuando se construyó el gran Cementerio Sur, junto a la carretera de Toledo, no pudieron establecer todo el número de tumbas a ras de suelo como se pretendía, porque el agua brotaba a menos de metro y medio de profundidad, incluso se llegó a pensar en no construir el camposanto y dedicar ese terreno a un parque.

### La primera Guía Oficial de Carabanchel Bajo (1927)
El 6 de abril de 1927 el Ayuntamiento de Carabanchel Bajo acordó publicar la primera "Guía Oficial de Carabanchel Bajo" fruto del trabajo de recopilación de datos que había hecho el Inspector de la Policía Urbana, Salvador Vicente Martín durante su patrullaje por Carabanchel Bajo.
En la guía aparecen 341 calles y plazas, y 24 barriadas: Almodóvar, Altozano, Arroyo de las Pavas, Barnoset, Blandón, Cerro del Pimiento, Colonia del Sur, Colonias, Dos Amigos, Extremadura, Guzmán el Bueno, Huerta Castañera, Humanitaria, Legión, Lucero, Muñoz Grandes, Nájera, Opañel, Pablo Jiménez, Progreso, Pueblo, Terol y Zofío.
En esta época en la sede del Ayuntamiento de Carabanchel Bajo está también el Juzgado, la Policía, el servicio de incendios y la casa de Socorro. Además existen dos cuarteles de la Guardia Civil.

### Un toro bravo se escapa de Carabanchel (1928)
Un toro bravo que es conducido al matadero, se escapa de los Carabancheles y se presenta en el Gran Vía madrileña. Acertaba a pasar por allí el torero Fortuna, quien requirió muleta y estoque y lo mató de certera estocada.

### Colegio público "Concepción Arenal" (1929)
El colegio público "Concepción Arenal" es un edificio de 1929 que interpreta los arquetipos educativos consagrados por los arquitectos Antonio Flórez Urdapilleta y José López Sallaberry (coetáneos del Grupo Escolar Jaime Vera de la calle Bravo Murillo).
El colegio se sitúa al final del Puente de Toledo, en la encrucijada del contexto histórico-monumental que se articula en su torno. Es un colegio exento, de planta prerracionalista desarrollada en una serie de pabellones encadenados en "U", con su frente cóncavo abierto hacia el río Manzanares y con una magnífica fachada principal de esmerada fábrica de ladrillo con cierto estilo neomudéjar.
En 1932 sería objeto de una importante reforma y ampliación por la "Oficina Técnica de Construcciones Escolares".

### La finca de las Hermanas Oblatas (1930)
La que fuera la finca de los Montijo, propiedad de los Duques de Tamames, fue vendida en 1930 a las Hermanas Oblatas, que a su vez se lo cedieron a una constructora a cambio de la edificación de una residencia nueva. En 1969 se derribarían todas las construcciones de la finca, incluyendo el palacio medieval. 
De todo aquello tan solo queda un banco de piedra y un par de fuentes (dentro de lo que fue Residencia de las Hermanas Oblatas, hoy un colegio) y un no apreciado, por desconocimiento de su historia, estanque llamado “de la Bruja” que se halla situado en la confluencia de dos calles y rodeado de cipreses, que le dan un aire sombrío y decadente

### La mitad de la población es militar (1930)
En 1930 prácticamente la mitad de la población de Carabanchel Alto es militar y solo el 22 por ciento ha nacido en el municipio. En 1943 la población militar supone dos tercios total de la población.
Los municipios de Carabanchel Bajo y Carabanchel Alto, y posteriormente el distrito de Carabanchel, durante buena parte del siglo XX estuvo muy militarizado. La presencia de militares por sus calles era algo habitual, debido a instalaciones como los cuarteles de Carabanchel Alto, los cuarteles de Campamento (territorio que perteneció a Carabanchel hasta que pasaron a ser del distrito de Latina con la división de Carabanchel en tres distritos, Latina, Carabanchel y Usera), el Hospital Militar Gómez Ulla o la cárcel de Carabanchel.

### El incidente de Carabanchel (1932)
Se conoce con el nombre de "incidente de Carabanchel" a los hechos acaecidos el 27 de junio de 1932 en el campamento de Carabanchel, donde a la sazón se encontraban ubicadas las Academias militares.
Los hechos consistieron en el traslado a dicho lugar, sin conocimiento del ministro de la Guerra, Manuel Azaña, de tres regimientos de infantería de la guarnición de Madrid, formalmente, para confraternizar con los cadetes por orden del general Villegas, jefe de la División.
Después del desfile pronunciaron discursos los generales Villegas, Caballero (general jefe de Infantería) y Goded. Todos los discursos fueron críticos con la política militar que estaba aplicando la República y con el proyecto de Estatuto Catalán que se estaba debatiendo en las Cortes en ese momento.
Goded terminó su discurso con la frase:..."¡viva España!" y nada más, omitiendo el preceptivo ¡viva la República! Entonces el teniente coronel Julio Mangada, que ya durante los discursos había mostrado claramente su disconformidad mediante gestos, permaneció sentado y no contestó al viva de Goded, por lo que éste le recriminó con dureza. Mangada le replicó, y aunque el coronel jefe del Regimiento 1 de Infantería, Carlos Leret Úbeda, logra poner orden; las cosas empeoran cuando el general Villegas ordena el arresto de Mangada y éste, perdiendo los estribos, se quita la guerrera y la pisotea teniendo que intervenir los cadetes para normalizar la situación.
En opinión de Carlos Leret Úbeda, esta acción de reunir a las tropas en las Academias, desfiles, discursos de matiz antirrepublicano, etc., entraba en un plan premeditado para crear descontento en el estamento militar, por cuanto no era la primera vez que se producía (la semana anterior había tenido lugar otra reunión similar con tropas de Artillería y también por las mismas fechas una mañana el general Millán Astray se presentó en la Academia de Artillería, pidió un caballo y en compañía de varios jefes hizo que se le rindieran honores, haciendo desfilar delante de él a los cadetes).
Mangada, aunque fue procesado por estos hechos, fue absuelto. Las investigaciones realizadas permitieron poner al descubierto los compromisos de diversos mandos militares con movimientos conspirativos contrarios a la República que, no obstante, culminarían en la llamada sanjurjada el 10 de agosto de 1932.

### Azaña y el mayor mitin de la República (1935)
El 20 de octubre de 1935 en el campo de Comillas, a orillas de río Manzanares, en Carabanchel, se celebró el que sin duda es el mayor mitin de la República. Se calcula que fue escuchado por entre unas cuatrocientas y seiscientas mil personas, llegadas de toda España en decenas de trenes especiales y centenares de autocares. Nunca ningún otro político logró tamaña audiencia directa.
Para unos, Manuel Azaña constituía la encarnación de la racionalidad política y de la voluntad democrática española. Para otros, el «Monstruo» contra el que se dirigieron los más virulentos vituperios políticos y personales, porque con su política dirigió a España al caos y a la Guerra Civil. En cambio, hay coincidencia respecto a su elocuencia, pues si algo no ha discutido nadie a Manuel Azaña, ni siquiera sus enemigos, es su capacidad oratoria, la efectividad y brillantez de sus dotes parlamentarias y el eco extraordinario de sus discursos, tanto dentro como fuera de las Cortes. 
Teniendo en cuenta no a un Parlamento como el del actual período democrático –que carece de oradores–, sino a un Congreso donde brillaron la elocuencia de Indalecio Prieto, Alcalá Zamora, Lerroux, Gil Robles, Primo de Rivera, Jiménez de Asúa, Ortega y Gasset, Unamuno, etcétera, es significativo que Salvador de Madariaga calificase a Manuel Azaña como «el orador parlamentario más insigne que ha conocido España».
Sin embargo, fuera del Congreso la oratoria de Manuel Azaña no era menos eficaz. En sus Discursos de campo abierto, que marcaron el apogeo de Manuel Azaña como orador al aire libre y su reintegro al primer plano de la política tras su encarcelamiento en Barcelona (octubre de 1934). Habla en Baracaldo y en Mestalla ante públicos innumerables. Pero es en los arrabales de Madrid, en el campo de Comillas de Carabanchel donde Manuel Azaña se dirige, el 20 de octubre de 1935, a más de medio millón de personas arribadas de los cuatro costados de España. En este mitin, sin parangón por la asistencia en la historia de la oratoria española, Manuel Azaña demolió implacablemente la política reaccionaria del denominado "bienio negro".

### El asesinato del párroco de Carabanchel Bajo (1936)
El 14 de junio de 1936 fue asesinado de un tiro en la cabeza el párroco de la iglesia de San Sebastián Mártir, Hermógenes Vicente Morales.

### La Guerra Civil: Las primeras víctimas son en Carabanchel (1936)
Mucho se ha escrito acerca de las primeras víctimas de la guerra civil española. El Teniente coronel Ernesto Carratalá fue oficialmente una de las primeras víctimas de la guerra. Nacido en Madrid, era uno de los militares de confianza de Manuel Azaña y por eso mandaba personalmente el Batallón de Zapadores de Carabanchel. A diferencia de la mayoría de sus compañeros militares, Carratalá era socialista y formaba parte de la UMRA (Unión Republicana Militar Antifascista). También era habitual verle en compañía de los intelectuales de la época como Luis Cernuda, su primo, o Federico García Lorca.
El 19 de julio de 1936, el Teniente coronel Carratalá empezó a organizar la entrega de armamento de su batallón, sede del Regimiento de Zapadores de Carabanchel a las milicias socialistas. Entonces aparecieron varios oficiales que impidieron la entrega del armamento. El Teniente Coronel Carratalá recriminó a los oficiales. Empezó así una acalorada discusión en la que el teniente coronel Carratalá ordenó a los soldados que detuvieran a los oficiales. 
En esos momentos empezó un tiroteo entre los oficiales y varios militares leales al Teniente Coronel Carratalá, muriendo el Teniente Coronel Carratalá. También murieron en el tiroteo el alférez Marcial Gil Gómez, el brigada Francisco Leal y el sargento Valentín González. Por parte de los oficiales contrarios a la entrega de armas, resultaron heridos graves los capitanes Becerril, Pelegrí y Herráiz. Fue un tiroteo fundamentalmente entre oficiales. Los soldados y cabos que presenciaron la refriega estaban atónitos y no participaron de ninguna manera en la pelea.
El 20 de julio de 1936, y tras la escaramuza de Carabanchel, se realizó un ataque contra el Cuartel de la Montaña y que fue uno de los episodios más relevantes de la Guerra Civil en Madrid.

### La Guerra Civil: Los ataques a la iglesia (1936)
El 20 de julio de 1936 los milicianos asaltaron, saquearon e incendiaron el Seminario Salesiano de Carabanchel Alto, e hicieron prisioneros a los profesores y alumnos encerrándoles en el Ayuntamiento de Carabanchel Alto antes, de que algunos de ellos, fueran fusilados.
El 21 de julio de 1936 los milicianos asaltaron y destruyeron la iglesia y el convento de las Clarisas. El alcalde de Carabanchel Bajo, Atilano Brell, pudo trasladar a alguna de las Hermanas a casa de sus familiares.
En julio de 1936 la iglesia de San Sebastián Mártir fue incendiada y la Escuela de Reforma Santa Rita fue saqueada y cinco de sus religiosos fusilados.

### La Guerra Civil: Los anarquistas de Carabanchel y el cambio de Gobierno de Largo Caballero (1936)
El 5 de noviembre de 1936 una unidad anarquista se amotinó en Carabanchel, asesinando a sus jefes y dándose a la fuga. Este hecho, unido a más circunstancias, motivó que esa misma tarde del 5 de noviembre de 1936, Largo Caballero hiciera una remodelación del Gobierno de la República otorgando a los anarquistas cuatro Ministerios.

### La Guerra Civil: El avance hacia Madrid (1936)
El General Varela, general del bando nacional, había tomado Getafe el 4 de noviembre de 1936, lo que le permitió avanzar y tomar Carabanchel el 5 de noviembre de 1936, y con él los arsenales, el aeródromo de Cuatro Vientos y el hospital militar. Este avance hasta las puertas de Madrid hace que Largo Caballero decida trasladar el Gobierno de la República a Valencia. El 6 de noviembre de 1936 el General Varela tomó la Casa de Campo.
El plan de los ejércitos del General Franco de conquistar Madrid el 8 de noviembre de 1936 se haría concentrando las tropas entre la Ciudad Universitaria de Madrid y la Plaza de España, iniciando un ataque en tromba hasta alcanzar los barrios residenciales de la ciudad. El ataque lo comenzarían los comandantes Barrón y Tella avanzando por Carabanchel para hacer creer que el ataque se efectuaría por el sur y posteriormente, el General Yagüe avanzaría por el paseo de Rosales hasta alcanzar la cárcel Modelo y el cuartel de Don Juan (véase: Batalla de la Ciudad Universitaria).
Sin embargo, Madrid resistió bajo el lema: "no pasarán" estabilizándose el frente en Carabanchel Bajo hasta que en abril de 1939 el General Franco consiguió entrar en Madrid.

### La posguerra (años 40)
Durante la Guerra Civil la población de Carabanchel Bajo descendió casi un 14 %, quedando establecida en 26 970 habitantes, mientras que Carabanchel Alto sufrió menos el impacto de la contienda nacional y mantuvo prácticamente el mismo número de vecinos que tenía en 1930.
Durante la Guerra Civil se destruyeron el 48 % de los edificios de Carabanchel. Los barrios más dañados fueron los del entorno del río Manzanares, y en concreto barrios como las Pavas, Tercio o Mataderos.
La sociedad carabanchelera de los años cuarenta estaba formada por capas populares.
El sector de la construcción, y dentro de él la mano de obra no cualificada, absorbía la mayor demanda laboral. Repuntaba la industria y crecía el comercio tradicional, el de la puerta de la calle, a medida que el fantasma del racionamiento impuesto en tiempos de posguerra se retiraba e iba apareciendo la casi normalización del abastecimiento.
También había comenzado a modificarse el paisaje de los Carabancheles, que era el paisaje después de una batalla, donde en los años cuarenta proliferaban las trincheras y las casas y edificios en ruinas por los bombardeos. Empezaba la reconstrucción y las nuevas construcciones de los Carabancheles del Gran Madrid.
No obstante, fueron tiempos duros y difíciles en España, especialmente en las ciudades, y Carabanchel no fue una excepción.

### La Dirección General de Regiones Devastadas (años 40)
Tras La Guerra Civil, Francisco Franco incluye a Carabanchel en el grupo de "Pueblos Adoptados" con los que accede a condiciones más favorables de reconstrucción y que llevó a cabo la Dirección General de Regiones Devastadas durante los años 40. Ésta intervención pública cambiaría a los Carabancheles durante el Régimen de Franco. Las principales intervenciones fueron:

### La reconstrucción de edificios religiosos (años 40)
La Dirección General de Regiones Devastadas también reconstruyó muchos de los edificios religiosos que habían quedado arrasados durante la Guerra Civil. Destacan:
1.- Seminario de los Salesianos: Reconstruido en 1939. Los salesianos de la zona roja, según se iban liberando, poco a poco se reintegraban a la vida comunitaria. De tal manera que en abril de 1939 ya llegaban a 20 los que habían regresado al antiguo Seminario Teológico. Alejandro Battaini quedó al frente de los Salesianos de Carabanchel y del Paseo de Extremadura, encargándose provisionalmente de las dos Casas.
2.- Convento de las Hermanas Clarisas de Constantinopla: Reconstruido en 1941.
3.- Convento de las Religiosas Oblatas: Reconstruido en 1944.
4.- Iglesia y Convento del Santo Ángel de la Guarda: Se trata de un bello conjunto que actualmente está protegido según el Plan General de Ordenación Urbana de Madrid de 1997. La Iglesia y convento del Santo Ángel de la Guarda son del año 1945 y destaca por su pintoresquismo sobre una leve colina y por la imagen urbana de matices serenamente provincianos que muestra hacia la calle. Iglesia y convento, revocados en tonos luminosos y cálidos, se concatenan en un discreto discurso ecléctico.

### Construcción de nuevos edificios sociales (años 40)
Además del destino social de todos los edificios de la Finca de Vista Alegre durante el Régimen de Francisco Franco se destinaron más equipamientos sociales o educativos en Carabanchel a tratar a las personas más desfavorecidas y a los menores, todos ellos construidos o reconstruidos por la Dirección General de Regiones Devastadas, como:
1.- Colegio "La Unión": Reconstruido por la Dirección General de Regiones Devastadas en 1939.
2.- Centro de Discapacitados "Magerit": Dicho centro está ubicado en la calle Águeda Díez, 5 c/v calle General Ricardos c/v calle Oca, y se trata de un edificio construido en el año 1940 por la Dirección General de Regiones Devastadas y de gran interés pese a que se encuentra muy alterado. 
Se trata de uno de los escasos testigos de cierta arquitectura paternalista fluctuante entre el amparo de lo asistencial y el camuflado discurso de una casi imposible "arquitectura del Estado fascista", conjugando serenidad externa y sobrio decorativismo interior alineado con la escenografía de los edificios de Albert Speer.
3.- Escuela "Nuestra Señora del Carmen": Construido por la Dirección General de Regiones Devastadas en 1941.
4.- Asilo "Santa Rita": Construido por la Dirección General de Regiones Devastadas en 1949.
5.- Reformatorio "Sagrado Corazón": Construido por la Dirección General de Regiones Devastadas en 1949.
6.- Grupo Escolar "Benito Prieto": Construido por la Dirección General de Regiones Devastadas en 1949.
7.- Asilo "Divina Infanta": Construido por la Dirección General de Regiones Devastadas en 1953.

### El tranvía en la Posguerra (años 40)
En los primeros días de noviembre de 1936, Carabanchel Alto perdió la conexión tranviaria con Leganés al tomar esta población el ejército del general Franco, y unos días después también hasta Mataderos, límite de Carabanchel Bajo con Madrid, siguiendo por este lado con progresivos recortes hasta dentro de la capital en función de la situación bélica.
Acabada la contienda, el servicio de los tranvías hacia la zona de los Carabancheles fue restablecido también de forma escalonada. Así, por fin, el 31 de enero de 1943 el tranvía vuelve a llegar a Carabanchel Alto, dos años y medio después de que lo hiciera a Carabanchel Bajo. Mucho tuvieron que ver en su restablecimiento las gestiones que se hicieron desde los ayuntamientos de ambos Carabancheles, especialmente el del Alto cuando ya estaban circulando hasta el Bajo.
El 27 de octubre de 1945, se reforzaron los servicios de la línea 24 con la línea 42, incluyendo también ramas hacia Carabanchel Alto y Bajo. El material de ambas es el mismo, Whestinghouse I, al igual que las tarifas que son idénticas, con la diferencia de que en la 42 hay menos tarifas intermedias (Plaza Mayor-Carabanchel Alto 45 céntimos y Carabanchel Bajo-Carabanchel Alto 15 céntimos).
El 12 de noviembre de 1947 se crea la Empresa Municipal de Transportes. En este momento hay cinco servicios tranviarios a los Carabancheles, el 24 y el 42, ambos con una rama al Alto y otra al Bajo (la línea 24A tiene asignado un vehículo y la 42A dos), y el 44 al Hospital Militar Gómez Ulla.
A primeros de diciembre de 1947, el día 4, la Empresa Municipal de Transportes, reestructura las líneas suprimiendo las tres existentes y creando otras tres, la 34, Embajadores-Carabanchel Bajo, y dos anexas, una especie de ramales con número aparte, la 36 a Carabanchel Alto y la 38 al Hospital Militar. 
La reforma elimina el punto tradicional de la Plaza Mayor para ir a los Carabancheles, y, además, los viajeros a Carabanchel Alto quedan obligados a realizar trasbordo en Carabanchel Bajo. Las molestias que estos cambios originan, se palían en parte cuando antes de que acabe el mes, la línea 34 se prolonga hasta Atocha, un lugar que permite más combinaciones que Embajadores para los carabancheleros (2).

### Finca de los Padres Marianistas (1941)
Mariano de Larrinaga adquirió la finca de recreo conocida como posesión de recreo del conde del Campo Alange en 1870. Su hija, la condesa de Casa Puente, vendió la finca en 1941 a la compañía de María para adaptarla a escolasticado.
Desde entonces muchas han sido las reformas y parcelaciones que se han hecho para adaptarla a las cambiantes necesidades docentes, editoriales y religiosas de los padres Marianistas. Sin embargo, aún es posible reconocer en la Quinta de los Marianistas los restos de una época de esplendor que ya pasó.
Entre las reformas más importantes destacan:
1.- La adaptación del palacio del conde del Campo Alange en escolasticado y posteriormente en centro educativo (hoy, colegio "Hermanos Amorós") por el arquitecto Luis Moya Blanco. El proyecto lo realizó respetando las influencias del barroco italiano y de una capilla de gran pureza neoclásica pero ampliando el palacio e incorporándolo a la capilla en una perfecta transición con nuevos elementos arquitectónicos que permitieron la nueva funcionalidad del edificio.
2.- La construcción de la iglesia parroquial de Santa María Madre de la Iglesia de los Padres Marianistas. Centro parroquial, anejo al docente, construido por el propio Luis Moya Blanco cinco lustros después y en el que se ve su evolución arquitectónica buscando la unidad, la centralidad y el equilibrio del espacio, así como la comunión entre la construcción y la forma, tendiendo aquí a la sencillez y abstracción renunciando al clasicismo. Se observa también la influencia del Concilio Vaticano II en cuanto a la proximidad del sacerdote y el pueblo, así como a la renuncia del protagonismo urbano del templo que queda oculto desde la calle.

### La Colonia Tercio y Terol (1942)
La Dirección General de Regiones Devastadas, ante la urgente demanda de alojamiento y a auspicios del Plan Bidagor para la ordenación de "zonas adoptadas", promovió este poblado de 640 viviendas unifamiliares en hilera y de marcado carácter rural -aunque en peculiar versión del modelo de ciudad jardín europea- con las manzanas introvertidas para posibilitar la inclusión de patios.
El proyecto se realizó en los años 1940 y 1941, salvo el de Rita Fernández Queimadelos que fue de 1946, aunque la ejecución de la colonia se realizó entre 1942 y 1951 por los siguientes arquitectos Luis Moya Blanco, Luis Díaz-Guerra y Milla, Ramiro Avendaño Paisán, Enrique Huidobro Pardo, Carlos Bailly-Bailliere Muniesa, José Tamés Alarcón, Ramiro Moya Blanco, Enrique García-Ormaechea Casanovas y Rita Fernández Queimadelos.
Su trama ortogonal gira en torno a una plaza ajardinada de mayor altura con una planta baja virtualmente comercial y, en pro de la idea de recreación de pueblo con viarios no jerarquizados. Se proyectó una iglesia parroquial que no se llegó a ejecutar. Desde las huellas de la Dirección General de Regiones Devastadas, este barrio sorprende por sus señas de identidad, que tienen la mágica capacidad de transportarnos a una especie de pequeño enclave perdido. 
Así se contrastan las alternativas de raíz popular-regionalista como ocurre con otras colonias de Carabanchel de la primera década de posguerra, como la colonia Lucero y la colonia Torres Garrido, con impregnaciones de la tradición moderna e "influencias de las Siedlungen alemanas… en cuanto a la retícula… parcelación… y relación con la edificación", en palabras de Luis Moya Blanco.

### Dos edificios emblemáticos de Carabanchel Bajo (1944)
La Dirección General de Regiones Devastadas construyó dos edificios emblemáticos:
1.- Las Escuelas de "Carabanchel Bajo": Construido en 1944, en la calle Cinco Rosas (antigua calle de la Magdalena), y que sería la cantera de futuro de los niños.
2.- El Mercado de "Carabanchel Bajo": Construido en 1945.

### La Cárcel de Carabanchel (1944)
Apenas terminada la Guerra Civil, y con la anterior cárcel de Madrid, la Modelo, prácticamente destruida por haber estado en la línea del frente, se inicia la construcción de la cárcel de Carabanchel en 1940.
El régimen de Francisco Franco decidió construir una nueva cárcel (hasta la finalización de las obras, los presos políticos del franquismo se hacinaban en la cárcel de Porlier). A tal efecto, el 16 de enero de 1940 se adquirieron unos terrenos de unos 200.000 metros cuadrados en el municipio de Carabanchel Alto (todavía un pueblo en las afueras de Madrid), pertenecientes a José Messía y Stuart, duque de Tamames y de Galisteo. El precio fue de 5,25 pesetas por metro cuadrado. En total, el Estado pagó unas 700.000 pesetas.
Las obras empezaron el 20 de abril de 1940 y la cárcel se inauguró el 22 de junio de 1944.

### El Hospital Militar "Gómez Ulla" (1946)
El 5 de junio de 1946 el Hospital Militar, que había sido reconstruido en 1941 por Eduardo Torroja, recibe el nombre de "Gómez Ulla", en honor del General-Médico Mariano Gómez Ulla, eminentísimo cirujano militar fallecido el 24 de noviembre de 1945 presente en los campos de batalla de las guerras de África donde desarrolló una gran labor sanitaria.

### La Virgen del Carmen y la iglesia de San Sebastián Mártir (1946-1948)
La iglesia de San Sebastián Mártir fue destruida en julio de 1936 al inicio de la Guerra Civil. Con el incendio se perdieron retablos, tallas, cuadros y el archivo parroquial. Sin embargo, permaneció en pie su torre. Durante el periodo 1943 - 1948 se hizo cargo de la reconstrucción de la iglesia la Dirección General de Regiones Devastadas, según proyecto del arquitecto Ignacio Fiter Clavé, en el mismo lugar y con las mismas dimensiones que el antiguo templo.
La Dirección General de Regiones Devastadas procedió a su reconstrucción, conformando un conjunto integrado por la iglesia, la casa parroquial y la casa social católica, de dos plantas y sobria decoración, y un claustro central que relaciona los distintos elementos. En la iglesia, de tres naves longitudinales con cinco crujías transversales intermedias enlazadas por arquerías, sigue destacando la torre, de planta cuadrada. 
La reconstrucción combina al exterior zócalos de granito, portadas de piedra caliza de Colmenar y fábrica de ladrillo visto con llaga ancha, recreando entrepaños con acabado en revoco. El resultado recuerda a las iglesias castellanas de finales del XVII y principios del XVIII pero con una bellísima torre mudéjar.
Esta iglesia fue bendecida el 20 de enero de 1948 por el Obispo Auxiliar de Madrid, Casimiro Morcillo.
La iglesia actual consta de tres naves, siendo la central de mayor anchura y altura. La cabecera se cubre con cúpula con linterna elevada sobre pechinas. Las fachadas son de ladrillo y mampostería recubierta por un estucado enlucido. La portada principal acoge una escultura de piedra de San Sebastián Mártir. La otra portada, que se abre a la plaza de Carabanchel, correspondiente a la nave del Evangelio, posee una escultura de piedra de Nuestra Señora de la Antigua.
La Torre con un chapitel de pizarra es la que se levantó en el siglo XVII.
Dentro de la iglesia destaca la imagen de la Virgen del Carmen coronada, que procede de los madrileños talleres "Granada" y data de 1946. Fue realizada tras la Guerra Civil donde fue quemada en julio de 1936 con el propio templo parroquial de la San Sebastian Mártir.
Actualmente, la Virgen del Carmen porta el bastón de mando del último alcalde de Carabanchel Bajo, Rufino Goñi, quien tras terminar el último pleno histórico de Carabanchel Bajo tras el cual se produciría la anexión a Madrid en 1948, bajó a la iglesia de San Sebastian Mártir donde hizo entrega del bastón de mando a la Virgen del Carmen, patrona de Carabanchel.

### Reinauguración de la plaza de toros de Vista Alegre "La Chata" (1947)
La plaza de toros de Vista Alegre fue destruida durante la Guerra Civil, por lo que fue reconstruida durante la posguerra, en el año 1944, quedando de forma inconclusa, de ahí el nombre de "La Chata" con el que fue conocida a partir de entonces.
La plaza de toros de Vista Alegre "La Chata" fue inaugurada de nuevo el 18 de julio de 1947, pasando a ser propiedad de Luis Miguel González Lucas, el famoso diestro Luis Miguel de la dinastía de los Dominguines en 1948, conocido como Luis Miguel Dominguín.

### Orfanato Nacional del Pardo (1947)
El edificio "Los Lujanes" ubicado al norte de la Finca de Vista Alegre fue reconstruido por la Dirección General de Regiones Devastadas a partir de 1944 y tiene protección estructural pues representa perfectamente el estilo de una época "la posguerra".
Dicho edificio fue sede de lo que fuera el antiguo Orfanato Nacional del Pardo, siendo inaugurado el 18 de julio de 1947.

### El ejemplo de Teresa Fernández Quevedo (1948)
María-Teresa González-Quevedo nació en Madrid el 12 de abril de 1930. Su familia vive en la capital de España, y ofrece a la hija y a sus otros dos hijos una buena educación cristiana. María-Teresa González-Quevedo (para muchos, simplemente Teresita) desarrolla una personalidad inquieta, entusiasta y atrevida. Es alegre, llena de amor por la vida y menos amor por los libros. Cuando tiene 10 años, escribe, con poca ortografía pero con mucha ilusión, esta frase: “[H]E decidido ser santa”.
Un día de mayo, sale de su corazón una súplica especial: “¡Madre mía, dame vocación religiosa!” Luego se asusta de lo que acaba de pedir. A una amiga le confiesa: “¡Mira que si la Virgen me la da de verdad!...”. Dios le susurra que la quiere para Él. El 7 de enero de 1948 da la noticia de entregar su vida a Dios. Teresita está decidida y dispuesta a aceptarlo todo con tal de decir que sí a Dios.
Propone la fecha en la que quiere entrar al Noviciado de las Carmelitas de la Caridad de Carabanchel: el 23 de febrero de 1948. Su felicidad es total. ¿Qué quiere Dios de Teresita? Ella desea alcanzar la meta de la santidad de la mano de la Virgen.
En mayo de 1949, Dios le revela sus planes: "La quiere para Él". Al poco tiempo una extraña fiebre le indica que la novicia sufre una pleuresía aguda. En su diario escribe: “Durante la Comunión tenía tantas ganas de entregarme completamente a Jesús para demostrarle cuánto quería amarlo, que me ofrecí como víctima para que hiciera de mí lo que quisiera”. Siente una llamada profunda a confiar, a ponerse en manos de Dios. Dirá a alguna compañera: “Para ser santa el primer paso es la confianza, y después abandonarse en manos de la Virgen, para que Dios haga lo que quiera...”. Prevé que morirá antes de la fecha en la que se declare el dogma de la Asunción de la Virgen.
En enero de 1950, Teresita sufre un fuerte dolor de cabeza. Llaman a su padre, que era médico, y diagnostica meningitis tuberculosa: no hay nada que hacer... Su padre comunica que su hija se muere. La novicia reacciona con una especial alegría: sabe que pronto será recibida en el cielo por una Madre que la quiere mucho... La Maestra de novicias ve a Teresita demasiado segura de ir al cielo. Un día le pregunta: “Pero, si tú no has ganado el Cielo, ¿Cómo vas a conseguirlo tan pronto?” La novicia responde con naturalidad: “¡¡Claro que no me lo he ganado!! Pero me lo regalan; ya sabes tú lo del Buen Ladrón. Si Jesús y María, a quienes nunca separó, me lo quieren regalar, ellos son muy dueños”. 
El Jueves Santo de ese año sufre un brusco empeoramiento. Poco a poco se va apagando, pero todavía puede decir con decisión: “¡Jesús, te amo por los que no te aman!... ¡Madre mía! ¡mil veces morir antes que ofenderte!” Llega la agonía. Al final, da un fuerte grito: “¡Madre mía, ven a recibirme... y llévame contigo al Cielo!” Después, más serena, dice: “Por los que... no te aman...”. Muere el 8 de abril del Año Santo de 1950.

### El Cottolengo del Padre Alegre (1948)
El día 10 de diciembre de 1932 el Padre Alegre fundó el primer Cottolengo en Barcelona.
La Congregación Mariana de las Religiosas Esclavas del Sagrado Corazón de Madrid, queriendo en su apostolado colocar a una pobre ancianita enferma, no encontraban lugar para ella. Informadas de que en Barcelona existía un cottolengo, tres Congregantes acudieron al mismo, pidiendo una fundación para Madrid. Acogida la petición, colaboraron los Padres Jesuitas de la Congregación Mariana, con algunos Congregantes a los que se unieron diversas señoras y señores trabajando eficazmente.
De este modo se fundó el Cottolengo del Padre Alegre en Madrid el 2 de abril de 1948, si bien éste se situó en dos chalecitos de la calle Siglo Futuro, 14 en Carabanchel Bajo.
En la parte central de ese conjunto de edificaciones en la colonia de la Prensa estaba el hotelito de Antonio Lezama, director del diario madrileño La Libertad y posteriormente del poeta Manuel Machado.

## SigloXX: 1948, la anexión de los Carabancheles a Madrid
El 29 de abril de 1948 los términos municipales de Carabanchel Bajo y Carabanchel Alto se incorporan a Madrid.
Este fue el primer paso de un proceso que se desarrolló entre 1947 y 1954 y por el cual Madrid se anexionó 13 municipios limítrofes, en concreto Carabanchel Alto, Carabanchel Bajo, Chamartín de la Rosa, Canillas, Canillejas, Hortaleza, Barajas, Vallecas, El Pardo, Vicálvaro, Fuencarral, Aravaca y Villaverde por este orden.
El problema era antiguo y ya desde principios de siglo se piensa en dar solución a las complicaciones que se van creando en la creciente área metropolitana. Madrid se expande y con él sus problemas y para dar una solución de conjunto a esta circunstancia y poder planificar sobre todo el conjunto de forma eficaz, se piensa en solucionarlos bien anexionando o bien creando una mancomunidad de municipios.
En 1910 ésta se crea formando parte de ella todos los que luego se anexionarían menos Fuencarral y Barajas más Getafe, Leganés y Pozuelo de Alarcón. Sobre ella se extendería el proyecto de planificación de Núñez Granés para el cual Madrid llevaría la fuerza impulsora de la capitalidad en forma de planes y cooperación para el trazado, construcción, conservación de vías públicas, agua, luz, policía, transportes, etc.
Sus objetivos básicos se centraban en la seguridad de los habitantes, el fomento de la instrucción, la higiene, la expansión de la electricidad, etc. Su existencia fue tan lánguida e ineficaz que en 1930 ya había desaparecido sin haber aportado ninguna solución relevante.
La experiencia pues, resultó fallida. Enseguida se plantean otras soluciones como el anexionar parte de términos municipales limítrofes como los de Vallecas y Vicálvaro. En estos municipios se daba la circunstancia de que fueron los propios ayuntamientos de estos municipios los que solicitaban la renuncia a favor de Madrid de parte de sus términos municipales para mantener el carácter rural de sus núcleos primitivos olvidándose de los barrios de Puente de Vallecas y La Elipa-La Almudena que estaban ya prácticamente unidos a la capital sin solución de continuidad.
El objetivo era crear el Gran Madrid, una capital con una población y extensión similar a las capitales europeas mediante la anexión de los municipios cercanos a la capital. De esta forma, Madrid dejó de ser un gran poblachón manchego para convertirse en la gran capital que España necesitaba. Una capital similar a las grandes capitales europeas como Londres, París o Berlín. Una capital que entraría en la categoría de las ciudades globales.
En todo este proceso se barajaron sucesivas listas de pueblos a anexionar en las que aparecen y se caen, además de los que se incorporarán, Alcobendas, Boadilla del Monte, Alcorcón, Leganés, Getafe y Pozuelo de Alarcón. También surge la polémica sobre el ritmo y el orden de las incorporaciones. Hay que señalar que figuraban en todas las listas y como prioritarios los Carabancheles, Chamartín, Villaverde y Canillas.
La concreción legislativa del proceso de anexión sería la siguiente:
1. 1941: Plan general de ordenación de Madrid que preveía extender la capital a 28 municipios.
2. 1944: Ley 25/11 que ordena al Ayuntamiento de Madrid a que formule propuestas de anexión total o parcial de municipios colindantes.
3. 1946: Ley 1/3 regula la ordenación urbana de Madrid y alrededores para crear el Gran Madrid.

De esta forma, el 3 de septiembre de 1947 el último alcalde de Carabanchel Alto, Rafael López Izquierdo presenta las bases de la anexión con las siguientes palabras: "El planteamiento de esta cuestión actualmente es necesario para resolver un problema ya iniciado con anterioridad como es el del inevitable y progresivo crecimiento de los grandes núcleos urbanos, que hacía preciso buscar las fórmulas adecuadas para establecer accesos convenientes, resolver la situación de los suburbios y tender, en fin, a la formación del Gran Madrid. 
La intervención del Estado en una cuestión que tanto afecta al decoro y prestigio de la capital demuestra que es un asunto que rebasa la esfera municipal o local para entrar en el ámbito de los intereses nacionales".
También recuerda el lamentable estado en que Carabanchel quedó después la guerra y las mejoras importantísimas que desde entonces ha recibido gracias al loable esfuerzo de la corporación municipal y señala que a pesar de ello hay problemas que por necesitar de medios que escapan a sus posibilidades no han podido solucionarse por completo (los transportes, las comunicaciones, aguas y viviendas) y que es indudable que al pasar este municipio a formar parte del municipio de Madrid, con sus cuantiosos medios y su perfecta organización técnica, podrán rematarse satisfactoriamente en un plazo menor de tiempo.
Por eso, por encima de cualquier sentimentalismo debe tenerse presente el interés del vecindario de Carabanchel Alto que lógicamente deben aumentar con la anexión y que no debe suponerse nostálgicamente que con la anexión vayan a desaparecer tradiciones castizas y típicas costumbres de Carabanchel Alto.
De forma absolutamente similar se produce la anexión de Carabanchel Bajo a Madrid por el entonces alcalde.
Así, el 9 de enero de 1948 se publica el Decreto del Ministerio de Gobernación en el que se autorizaba la anexión de los Carabancheles. El 12 de febrero de ese mismo año se aprueban las bases de la anexión que finalmente se lleva a cabo en la citada fecha del 29 de abril de 1948.
Hay que señalar que en esta fecha se efectuó la anexión efectiva de los dos primeros municipios (Carabanchel Alto y Carabanchel Bajo) a Madrid, porque la siguiente, la de Chamartín de la Rosa se realizó el 5 de junio de 1948, aunque el Decreto de Gobernación se remontaba al 14 de noviembre de 1947.
En la tarde de ese 29 de abril de 1948 se celebran los actos solemnes de anexión, primero de Carabanchel Bajo y después de Carabanchel Alto. Asisten al acto, además de los dos últimos alcaldes de cada Carabanchel, el gobernador civil de Madrid y Jefe Provincial del Movimiento, Carlos Ruiz que preside el acto, el alcalde de Madrid José Moreno Torres, conde de Santa Marta de Babío, y el presidente de la Diputación Provincial, el marqués de la Valdavia.
Tras la anexión, el Ayuntamiento de Madrid nombra delegado municipal en Carabanchel Alto al concejal Joaquín Campos Pareja que sería asesorado por el último alcalde de Carabanchel Alto, Rafael López Izquierdo.
Posteriormente, el 8 de junio Carabanchel Bajo y Carabanchel Alto se unifican dentro del municipio de Madrid formando el distrito de Carabanchel con sede en el antiguo consistorio de Carabanchel Bajo.

## SigloXX: Carabanchel durante el Régimen de Franco: el fin de la Autarquía (años 50)

### La Junta Municipal de Carabanchel (1949)
La sede del Ayuntamiento de Madrid en Carabanchel, tras la anexión de los Carabancheles, fue el antiguo Ayuntamiento de Carabanchel Bajo ubicado en la plaza de Carabanchel Bajo, en pleno casco antiguo. La decisión de que estuviera en Carabanchel Bajo y no en Carabanchel Alto era por el mayor peso que tenía Carabanchel Bajo en todos los órdenes.
El antiguo Ayuntamiento de Carabanchel Bajo se construyó en 1910 pero fue parcialmente destruido durante la Guerra Civil por lo que fue reconstruido siguiendo el proyecto realizado en 1944 por José María Martínez-Cubells Tordesillas para seguir siendo sede política y administrativa de Carabanchel Bajo.
Posteriormente, y tras la anexión de los Carabancheles, en 1949 fue ampliado por Francisco Moreno López con la tercera planta. Se nota desde el exterior porque está formada por ventanas de menores dimensiones que en las dos plantas originarias. No obstante, la ampliación que se llevó a cabo se hizo siguiendo perfectamente el propio estilo del edificio. A partir de ese momento pasó a ser la sede de la Junta Municipal de Carabanchel.

### Los nombres de las calles de la Colonia de la Prensa (1950)
El alcalde de Madrid, José Finat y Escrivá de Romaní, conde de Mayalde puso los nombres de las calles: Siglo Futuro, La Nación, La Época,... en el año 1950.

### Colonia San Vicente de Paúl (1950)
Esta colonia, situada en una cuña verde muy amplia con vértice en la Glorieta Elíptica y entre la avenida de Oporto - avenida de Abrantes y la calle Via Lusitana, está integrada en la fachada sureste de Carabanchel según trazado de 1949 de la Comisaría de Urbanismo, dirigida por Pedro Bidagor.
Es una discreta síntesis entre el revisionismo tradicional con tenues renuencias populares (como en la Colonia Lucero, promovida por la Dirección General de Regiones Devastadas, o la Colonia Torres Garrido, cuyos arcos, embocando galerías transversales entre bloques, se llevan aquí al límite) y la apertura del canon estrictamente vinculante a las "arquitecturas de Estado" filtradas por tintes funcionalistas (como en los bloques de la calle General Ricardos realizados por la Dirección General de Regiones Devastadas).
La colonia se construyó entre 1950 y 1959 por los arquitectos José Fonseca Llamedo, Manuel Ruiz de la Prada Muñoz de Baena, José Gómez Mesa y José María Rodríguez Cano.

### Un tranvía cae al río Manzanares (1952)
El 1 de febrero de 1951, antes del accidente del 28 de mayo de 1952, se había prolongado la línea 34 de Carabanchel Bajo a Carabanchel Alto, desapareciendo la línea 36 que unía ambos Carabancheles.
El 28 de mayo de 1952, el tranvía será protagonista en la página de los sucesos. Pasadas las ocho de la tarde, uno de los tranvías, disco 135, que cubre la línea Carabanchel Bajo-Mataderos, se precipita desde el Puente de Toledo a una huerta de la ribera del río Manzanares, llamada "La Bomba".
El balance de la tragedia es de 15 muertos y de 112 heridos de distinta consideración. La causa del accidente fue el exceso de viajeros, algunos de ellos ocupando los estribos y otros colgando desde las ventanillas. Al tranvía le fallan los frenos en una curva, se sale de la vía, choca contra una de las paredes del puente y cae al vacío. La mayoría de las víctimas mortales son vecinos de Carabanchel, muchos de ellos colegiales que volvían a casa.
Se culpa al alcalde, el conde de Santa Marta de Babío, del pésimo estado en que se encuentran las vías y el material de la Compañía. El alcalde dimite y es sustituido por el conde de Mayalde.
Durante varios meses queda suspendida la circulación de tranvías por el Puente de Toledo. En 1963 dejarían de atravesar definitivamente el río Manzanares.

### Primeras líneas de autobuses de la EMT (años 50)
Tras la anexión de Carabanchel Bajo y Carabanchel Alto a Madrid, la EMT (Empresa Municipal de Transporte de Madrid) establece la primera línea de autobuses, la 36, que une entre sí los Carabancheles y a ambos con la capital.
En 1951 desaparece la línea 36 y entonces la línea 34, prolonga su terminal desde Carabanchel Bajo hasta Carabanchel Alto, manteniendo su cabecera en la glorieta de Atocha. Tres años más tarde, la empresa Trapsa crea una línea entre la plaza de Cibeles y Carabanchel Alto, que continuó en la actualidad con el nombre de línea 34.
A lo largo de la década de los cincuenta se instalarán otras dos líneas de autobuses, hasta Carabanchel Bajo y hasta la glorieta de marqués de Vadillo, además de un servicio de autobuses periféricos para conectar los barrios del distrito entre sí y con Madrid, Leganés y Fuenlabrada.

### Plan de actuación en el entorno de la calle General Ricardos por la Dirección General de Regiones Devastadas (1954)
La calle General Ricardos, que quedó muy destruida tras la Guerra Civil, estaba considerada como la segunda columna vertebral de Carabanchel después del paseo de Extremadura.
Sin embargo, tras la Guerra Civil, se emprendió un Plan Especial sobre la calle General Ricardos con intervenciones puntuales y dispersas de reconstrucción y regeneración sobre los vestigios de la guerra aprobadas por la Comisaría General para la Ordenación Urbana de Madrid (COUM) con el objetivo de que la calle General Ricardos se convirtiera en la gran avenida del sur de Madrid.
A la sazón, la acción planificadora emprendida abordaría el eje vial desde el puente de Toledo hasta los confines de Carabanchel Bajo, más zonas marginales como el barrio de las Pavas y la colonia Tercio y Terol.
El Plan Especial sobre la calle General Ricardos fue realizado por Juan Laguna al frente de la Comisaría General para la Ordenación Urbana de Madrid (COUM) desde 1954. Se destacan tres escenarios singulares realizados por los arquitectos Luis García de la Rasilla, Luis Alemany Soler, Luis Villanueva Echevarría y Felipe Pérez Somarriba:
a) El primero, la gran plaza semicircular en la embocadura del Puente de Toledo.
b) El segundo a la altura de la plaza de Vista Alegre.
c) Y el tercero que culmina el "plan", el singular y un tanto ampuloso bloque curvo y cóncavo de la calle Nuestra Señora de la Luz, 6.

### El accidente con el tranvía de Vías y Obras (1955)
El 27 de enero de 1955, a las nueve y cuarto de la mañana, se produce un desgraciado suceso en la calle Eugenia de Montijo, a la altura de Federico Grases, junto a la Colonia de la Prensa, al chocar el PCC 1040 procedente de Carabanchel Alto con un tranvía de Vías y Obras que iba en sentido opuesto, falleciendo el ayudante y con heridas graves su conductor, mientras que en el tranvía de viajeros hubo nueve heridos, todos leves. 
Las causas tienen su origen en la intensa niebla que impidió a uno de los tranvías ver cómo estaba el semáforo, y al encontrarse de frente intentaron ambos frenar pero la humedad en la vía, hizo que los frenos no respondieran con la urgencia que se requería.

### Las cocheras de autobuses de la EMT de Carabanchel (1955)
El 13 de febrero de 1955, y tras la conmoción del accidente, vuelven a funcionar las cocheras de Buenavista, fuera de servicio tranviario desde noviembre de 1936, para lo cual fue necesario rehabilitar desde la Plaza de la Emperatriz un tramo de la vía abandonada a Leganés. 
Estas instalaciones habían pasado a manos de la Empresa Municipal de Transportes que las había destinado hasta entonces a Almacenes Generales, a Escuela de Capacitación y a depósito de material retirado de circulación (los últimos Whestinghouse), sufriendo un incendio el 26 de mayo de 1953.
El 21 de julio de 1955 quedó completada la doble vía entre Carabanchel Bajo y las cocheras de Buenavista en Carabanchel Alto, a excepción del tramo entre Carabanchel Bajo y Santa Rita, de imposible duplicación por su estrechez, manteniéndose la regulación de la circulación tranviaria entre ambos puntos mediante semáforos.

### Colonia Puerta Bonita o Colonia de las Viviendas Experimentales (finales 50)
A finales de los 50 la convocatoria de un certamen de "vivienda experimental" concentra en España las políticas públicas en materia de vivienda y urbanismo en tareas de urgente realojamiento de poblaciones suburbanas marginales y de escasos medios bajo cierto espíritu aperturista, con la concurrente colaboración de empresas y de los mejores arquitectos del momento, provocando uno de los más acelerados pasos en el diseño del alojamiento de masas.
A la convocatoria acuden Manuel Barbero Rebolledo, Juan Manuel del Busto González, Gonzalo de Cárdenas Rodríguez, Fernando Cassinello Pérez, Fernando Cavestany Pardo-Valcarce, José Antonio Coderch de Sentmenat, Luis Cubillo de Arteaga, Federico Faci Iribarren, Miguel Fisac Serna, Carlos de Miguel González, Luis Miquel Suárez-Inclán, José Luis Romany Aranda, Francisco Javier Sáenz de Oíza, Manuel Sainz de Vicuña García-Prieto y Carlos Sobrini Marín y otros con propuestas avanzadas y anticipatorias marcadas por la investigación de tipos racionales que explora al límite la vivienda mínima.
Su divergente y rico desglose tipológico salpicará el cinturón sur de Madrid de puntuales intervenciones todavía en pie, cual eslabones perdidos.
En la colonia Puerta Bonita se planifica un amplio sector que en gran parte subsiste y del que conservamos un pequeño rosario exponente de las "viviendas en cadena" de Miguel Fisac, excepcional paradigma en los límites del "Existenzminimun". Planteado como una tarea de reconstrucción y configuración integral de una extensa área urbana, deviene en la organización de una estructura autosuficiente, coherente e integral, dispuesta al modo de una auténtica exposición de la vivienda en su múltiple dimensión (urbana, habitacional y experimental).
Seguido por otros arquitectos y persistente en la experiencia de su creador, frustrada la experiencia intensiva del barrio de Zofio en Usera de base neoempirista, nunca vería colmado su ideal de encadenamiento progresivo, nacido de la crítica a la asepsia de las "Siedlungen" surgida tras la gran guerra. Tan rica como ignorada aportación abrirá en los años 60 de par en par las puertas a las clausuras intelectuales y creativas de la posguerra en la aventura exploratoria de la vivienda social.

### El misterioso viaje de Che Guevara a Carabanchel (1959)
En 1959, en pleno régimen franquista, Ernesto "Che" Guevara, realizó un viaje por varios países, entre los cuales estaba España.
Solo los servicios secretos del General Franco, funcionarios de la embajada cubana, un fotógrafo y un periodista españoles que le acompañaron, le entrevistaron, le retrataron y le observaron conocían que el Che, desembarcaría de un avión de Cubana de Aviación una tarde del 13 de junio de 1959. El viaje tenía cierto punto de misterio ya que difícilmente podría tratarse de un viaje oficial entre dos países que, si bien tenían lazos en común, estaban gobernados por regímenes políticos diametralmente opuestos.
De España le interesaba conocer, sobre todo la vida en los extrarradios de la ciudad, según manifestó el periodista del diario Pueblo, Antonio D. Olano. Al parecer, el Che creía que los barrios periféricos de la capital de España se encontraban en un estado de mayor miseria, pero se sorprendió de que aunque se viviera de forma humilde en barrios como Carabanchel, no se hallaba la pobreza que esperaba. 
En su estancia, de apenas dieciséis horas, estuvo gran parte del tiempo en Carabanchel viendo sus barrios y la plaza de toros de Vistalegre, vacía en ese momento. No obstante, también visitó la Ciudad Universitaria y los grandes almacenes, ya desaparecidos, de Galerías Preciados.

## SigloXX. Carabanchel durante el Régimen de Franco: tecnocracia y desarrollismo (años sesenta)

### Segunda oleada migratoria con el desarrollismo
Tras la Guerra Civil y el largo periodo de la posguerra, muchos españoles de muchas regiones rurales deciden dejar el campo y trasladarse a las ciudades, pues tras la autarquía y el Plan de Estabilización de 1959 empieza un periodo de gran desarrollo en España, y en especial en las ciudades. Se trata de la segunda oleada migratoria masiva del campo a la ciudad (la primera fue a principios del siglo XX) y es que hay un éxodo muy importante de población del campo a las ciudades en busca de nuevas oportunidades.
Carabanchel, nuevamente, es uno de los principales focos de atracción de toda España. Es junto con el distrito de Vallecas el que más población recibe de todos los distritos de Madrid, siendo la capital de España la que más población recibe de todas las ciudades españolas. Su proximidad a Madrid y su rápida comunicación con la capital a través de los nuevos medios de comunicación son fundamentales para que la población se asiente en Carabanchel.
En el caso de Carabanchel la mayoría de la población procedía de Castilla la Nueva, Castilla la Vieja, Andalucía y Extremadura. La llegada de tantísima población procedente de otras regiones de España hizo que se crearan en torno a la ciudad de Madrid muchos suburbios y barriadas que recogían ese aluvión de gente. La mayoría de esta población se asentó en la zona del antiguo municipio de Carabanchel Bajo, debido a la cercanía con el centro de Madrid y a la mejor comunicación que la zona del antiguo municipio de Carabanchel Alto que se encontraba más lejos de centro y no contaba con metro.

### Problemas de focos chabolístas, marginalidad y delincuencia juvenil
Carabanchel, al igual que Madrid tiene un serio problema de vivienda. La llegada masiva de población procedente del campo con pocos recursos, muchas ganas de trabajar y de tener oportunidades supuso la proliferación de suburbios y barriadas en las que se hacinaba la gente y las condiciones de vida eran poco dignas. Así, proliferan:
1.- Bolsas de deterioro urbano debido a que gran parte de la población vive en viviendas poco dignas debido al envejecimiento del parque inmobiliario, ya que muchos de los pisos se encuentran en situación de ruina, y en el que la gente vive ante la falta de vivienda.
2.- Y sobre todo, grandes núcleos chabolistas que crecen en determinadas zonas del distrito como:
a) El barrio de San Isidro, donde aterriza lo que se conoce como la "especulación de la miseria", pues se llegaba a pagar hasta 40.000 pesetas por el traspaso de una chabola de apenas 30 metros cuadrados de superficie.
b) En un amplio descampado, a ambos lados de la carretera de Toledo, la N-401 (actual A-42), entre Plaza Elíptica y el término municipal de Leganés, donde hoy se encuentra el Cementerio Sur y el Tanatorio Sur, sobrevive en aquella época un poblado de infraviviendas que casi se une con el barrio leganense de Hormigueras. Se trata de familias de traperos que se instalaron allí en la posguerra y que se niegan a abandonar el suelo. 
Viven en unas condiciones muy deplorables, aislados por la carretera de Toledo, que les separa de la "civilización" situada en el Poblado Dirigido de Orcasitas, al otro lado de la carretera y a donde a diario tienen que acudir a comprar, al médico, a misa y a la escuela. Una carretera de Toledo que se convierte en un infierno, porque sin semáforos, los vecinos tienen que arriesgar sus vidas para cruzarla, hasta el punto que en la década de los sesenta se da una cifra asombrosa: el 50 por ciento de los vecinos de esta barriada fallecidos en los últimos años, han muerto atropellados al cruzar la carretera.
c) Y el barrio de Pan Bendito que era por aquella época una zona marginal con graves problemas sociales, de convivencia y de seguridad. En Pan Bendito se dan altos índices de hacinamiento y la tasa de delincuencia juvenil más alta de Europa. Muchas de sus casas son prefabricadas y construidas como albergues provisionales para un tiempo limitado, aunque permanecen. El estado de marginación de su población da lugar a muchos sucesos que reflejan las páginas de los periódicos: "la policía detiene al Juanete, que con solo 11 años de edad, ha sido sorprendido, junto a otros dos menores, cuando robaban cartones de tabaco en un estanco".

### Falta de dotaciones
Esa avalancha masiva de población en tan corto espacio de tiempo hizo que hubiera una evidente falta de dotaciones y equipamientos. Por aquel tiempo un informe municipal hablaba de la siguiente situación de las dotaciones en el distrito:
1.- Falta de mercados: existen dos mercados, el mercado de Carabanchel y el mercado de San Isidro, pero son insuficientes para atender la demanda.
2.- Los equipamientos comerciales son de nivel medio.
3.- Falta de dotaciones culturales: las dotaciones culturales resultan insuficientes, deficitarias para una población juvenil en crecimiento.
4.- Las zonas verdes son aceptables: respecto a las zonas verdes, la situación no era mala. El distrito de Carabanchel cuenta con un parque de reciente creación y en proceso de crecimiento y expansión, que era el Parque Sur, y el parque de San Isidro, aunque los vecinos reclaman otros parques prometidos por el Ayuntamiento de Madrid desde hacía años: el parque de Comillas y el parque de las Cruces.
5.- Dotaciones sanitarias relativamente cubiertas: en cuanto a las dotaciones sanitarias, según el informe municipal, la demanda estaba satisfactoriamente cubierta con los ambulatorios y consultorios de la Seguridad Social y el Equipo Quirúrgico de la  calle General Ricardos, que hacía de único centro de asistencia de urgencias. Ya entonces se reclama la integración del Hospital Militar Gómez Ulla en la red sanitaria pública.
6.- Falta de locales de ancianos:  falta de locales de ancianos, ya que la población estaba en proceso de envejecimiento.
7.- Falta de equipamientos deportivos: otros déficits apuntados por este informe oficial eran la falta de equipamientos deportivos. Carabanchel solo contaba con el polideportivo de la avenida General Fanjul, denominado "Polideportivo de Carabanchel" (esta zona todavía no se había cedido al distrito de Latina, y es que en 1971, entre otras muchas zonas, Aluche dejará de ser de Carabanchel para pertenecer a un nuevo distrito, denominado Latina, por lo que en la actualidad este polideportivo se denomina Polideportivo de Aluche y pertenece al distrito de Latina).
El informe termina con un dictamen demoledor: "Desde su anexión Carabanchel se ha convertido en el segundo distrito más poblado de la capital, donde la saturación circulatoria, la densidad poblacional y los problemas de cada día lo hacen problemático y difícil".

### Gran construcción de vivienda pública y protegida
La llegada de mucha población procedente de otras regiones de España hizo que se crearan en torno a la ciudad de Madrid muchos suburbios y barriadas que recogían ese aluvión de gente.
El Gobierno, para solucionarlo, tomó muchas decisiones en favor de la vivienda pública y protegida a través de multitud de acciones y diversos organismos que se crearon para resolver el problema que ocurría en las grandes ciudades y de forma muy especial en Carabanchel.
Los organismos que se crearon fueron la Dirección General de Regiones Devastadas, el Instituto de la Vivienda (Ministerio) o la Obra Sindical del Hogar.
De este modo, se construirían colonias como las de Vista Alegre, Pan Bendito, Virgen de Loyola, Juan XXIII, etc.

### Las corridas de "La Oportunidad"
En los años 60, en La Chata, la mano de Domingo Dominguín, el “Dominguín rojo”, el bohemio, hermano de Luis Miguel Dominguín, cuando se forjará la verdadera leyenda de "La Chata". Domingo Dominguín, empresario soñador, es decir, ruinoso, se sacó de la manga algo novedoso a lo que se dio en llamar “la oportunidad”. La idea, cuando las telecomunicaciones todavía eran un lujo al alcance de muy pocos, se propagó como la pólvora entre los jóvenes aspirantes a toreros por todos los rincones de España. 
Eran otros tiempos, tiempos duros en los que las tapias de los tentaderos se poblaban de chavales que buscaban huir del hambre engañando al miedo.

### El Canódromo de Madrid
El actual Estadio Antiguo Canódromo es un hito urbano ubicado en la vía Carpetana, 67 c/v calle Zaida,16 perteneciente al distrito de Carabanchel, aunque hoy sea fronterizo entre los distritos de Latina y Carabanchel, tras la división territorial que se produciría en 1971.
Fue promovido por la Sociedad Canódromo Madrileño, y construido por José Ramón Azpiazu Ordóñez, Pedro Pinto Martínez, José Antonio Torroja Cavanillas (ingeniero), Florencio del Pozo Frutos (ingeniero) y Rafael López Palanco (ingeniero) entre 1960 y 1962.
Su frente principal muestra la espectacular osamenta estructural de una completa instalación recreativo-deportiva como legado evidente del experimentalismo de la escuela de Torroja en el campo de las bóvedas laminares de hormigón. Destacan las tribunas como elemento más representativo del conjunto, con cubiertas voladas de hormigón armado según láminas plegadas -cuyos nervios funcionan como elementos rigidizadores- que se posan sobre pórticos, también de hormigón, mediante unión articulada. La tribuna es más densa y pesada aquí que en el Hipódromo de la Zarzuela.

### Llegada del Ferrocarril Suburbano de Carabanchel, FSC (1961)
Las necesidades de comunicación de los Carabancheles con Madrid antes de la anexión eran evidentes, y más las serían en un futuro cuando los planes de expansión de la capital se llevaran a término, pues se preveía que los tranvías no iban a ser capaces de absorber todo el tráfico que se iba a generar y por ello el Ayuntamiento de Madrid había planeado la construcción del ferrocarril suburbano Chamartín-Carabanchel (inicialmente Plaza de España-Carabanchel) por resultar más económico al desarrollarse por terrenos de la Casa de Campo y zonas de campo libre. El alcalde de Madrid, José Moreno Torres, conde de Santa Marta de Babío, dijo a los periodistas el 28 de septiembre de 1949 que “los Carabancheles van a ser de lo mejor servido de Madrid cuando el año próximo empiece a funcionar el suburbano”.
La obra se retrasaría pero la voluntad ya existía y de este modo el barrio llegó a tener una empresa dedicada al transporte suburbano.
El desarrollo del Plan de Transportes se materializa con la puesta en funcionamiento de los nuevos tramos que amplían las líneas 1 y 2 hasta Plaza de Castilla y Ciudad Lineal, así como con la construcción del Ferrocarril Suburbano de Carabanchel, cuya explotación se concedió al Metro en el año 1960.
Así, el 4 de febrero de 1961 se inauguraba el primer y último tramo de la línea S, actuales líneas 5 y 10 de metro comprendido entre Carabanchel y Plaza de España. Esta línea fue construida y gestionada inicialmente por la sociedad nacional de Ferrocarril Suburbano de Carabanchel, aunque hoy forma parte de la red de metro de Madrid.

### Colonias de Pan Bendito (inicio de los sesenta)
En 1956, la Obra Sindical del Hogar empieza a construir las primeras viviendas en la colonia de Pan Bendito. Tiene como objeto realojar, con carácter provisional, a población obrera que habían venido de otras regiones de España y que vivía en condiciones de chabolismo en la propia barriada de Pan Bendito y en otras zonas de Madrid.
En 1963 el Ministerio de la Vivienda se concluyen las obras de construcción de la Unidad Vecinal de Absorción de Pan Bendito (UVA de Pan Bendito) con una serie de barracones prefabricados. Posteriormente, se construyen 656 viviendas a las que acceden parte de las familias que viven hacinadas en esos barracones y otras procedentes del desmantelamiento de bolsas de pobreza.

### Colonias del Hogar del Empleado (inicio de los sesenta)
Entre las muchas actuaciones en favor de la vivienda que se levaron a cabo en Carabanchel destacan las de las Colonias del Hogar del Empleado que se desarrollaron entre 1960 y 1966. Así destacan:
1.- Grupo "Virgen de Loyola": es una de las colonias del Hogar del Empleado. Construida por los arquitectos Francisco Javier Sáenz de Oíza, José Luis Romany Aranda, Eduardo Mangada Samaín y Carlos Ferrán Alfaro entre 1960 y 1962, siendo teniente de alcalde Santiago Álvarez Abellán. Hito en la evolución de la vivienda pública de los años 60 en ruptura con las más decadentes tradiciones de posguerra, teórica y empíricamente en los límites entre el diseño urbano y el diseño arquitectónico, se envuelve en un trazado triangular donde se configura un desarrollo del tejido en bloques paralelos encadenados en una trama helicoidal en torno a un ámbito central a modo de plaza pública.
2.- Grupo "Juan XXIII": es una de las colonias del Hogar del Empleado. Fue construida por los arquitectos José Luis Romany Aranda, Eduardo Mangada Samaín y Carlos Ferrán Alfaro entre 1962 y 1966 siendo teniente de alcalde de Carabanchel Santiagp Álvarez Abellán. El compromiso asumido en el Grupo "Virgen de Loyola" se reitera en el Grupo "Juan XXIII" y recoge detalles de un estudio de los propios autores no realizado, "La ciudad satélite de Madrid Horizonte", anhelo de una comunidad autosuficiente y cerrada, pero a la vez flexible y abierta aunque con contornos bien definidos. Fusión entre el diseño urbano y el arquitectónico; ambigüedad entre la manzana cerrada y la manzana abierta; continuidad del tejido constructivo en fluencia de trazos arquitectónicos para la producción de una estructura urbana; creación de un micromundo comunitario interior.

### El crecimiento descontrolado en el contexto del Plan General (1963)
A principios de los años sesenta el distrito de Carabanchel, como otros distritos periféricos de la capital, se ve inmerso en el desarrollo urbanístico que le va a convertir en una especie de ciudad-satélite dentro de la propia ciudad de Madrid que nos llevará hasta la década de los ochenta, donde con la llegada de los ayuntamientos democráticos, se produce una nueva concepción administrativa de las juntas de distrito y cierta autonomía con respecto a la administración municipal central.
Los pueblos periféricos empiezan a convertirse en ciudades-dormitorio dependientes de Madrid en cuanto a servicios, equipamientos, trabajo y transporte se refiere.
Carabanchel es un distrito de paso, un distrito-puente entre la capital (el centro de Madrid) y los municipios de Leganés y Fuenlabrada. El acceso a estos municipios se realiza a través de la avenida de Abrantes o de la calle General Franco (actual avenida de Carabanchel Alto), que es la prolongación de la calle Eugenia de Montijo, al final de la cual se encuentran las cocheras de la EMT de Buenavista o Carabanchel Alto. La calle General Ricardos se convierte en el eje principal del distrito y canaliza el flujo circulatorio hacia la capital y viceversa y también con los siete barrios del distrito. En estos años, hay un crecimiento espectacular del número de vehículos de Madrid, 0,62 por familia.
El Ayuntamiento de Madrid redacta un nuevo Plan General de Ordenación Urbana, el de 1963, en el que la ciudad queda dividida en la almendra central y nueve distritos, uno de ellos Carabanchel.
Un año después, en 1964, y como consecuencia del desarrollo del nuevo Plan General, se elabora el Plan Parcial de Carabanchel Alto, en el que las previsiones de crecimiento son menores, con el ánimo de poner freno al desmesurado e incontrolado crecimiento que se ha venido produciendo desde su anexión. Este Plan Parcial hace una serie de previsiones viarias:
1.- Traza la avenida de los Poblados, como un vial de conexión de barrios periféricos y como una especie de anillo de circunvalación, (este punto fue el único que se llegó a realizar de todo el Plan).
2.- Desvío de la Carretera de Extremadura, la N-V (actual A-5) a la calle Vía Lusitana. Se hizo parcialmente el vial pero nunca tuvo continuidad, gracias a lo cual se dejó la reserva de suelo suficiente para en los años 90 hacer un gran bulevar.
3.- Prolongación de la calle Vía Carpetana por el camino de los Ingenieros y por el camino de las Cruces. Se hizo el trazado pero no se llegó a ejecutar ante la fuerte oposición vecinal de los vecinos de Carabanchel que entendían que el vial pasaba muy próximo a sus viviendas. Posteriormente habría nuevos intentos de construcción pero ninguno se llegó a materializar.
También se propugna la creación de nuevas zonas verdes. Los propósitos son buenos pero totalmente incompatibles con el crecimiento urbanístico que se producirá en Carabanchel en esta década. El frenesí especulativo del suelo es paralelo al que se produce en todas las zonas de expansión urbanística de Madrid.
A finales de la década de los setenta, la Cámara de Comercio e Industria de Madrid aporta un dato: "terrenos que pocos años antes fueron vendidos a 500 pesetas el metro cuadrado, se cotizan ahora entre 9.000 y 13.000 pesetas".
Y es que, pese a las restricciones del Plan Parcial de 1964, el distrito ha seguido creciendo, sobre todo por la situación excepcional y continua de llegada de población que emigra de otras zonas de España.

### Iglesia de San Benito (1964)
La iglesia de San Benito está ubicada en la calle Besolla, 9-11 de la Colonia del Pan Bendito y fue construida por Luis Vázquez de Castro Sarmiento entre 1963 y 1964 convirtiéndose en el alma de la solución de los problemas de Pan Bendito.

### Se inaugura el Parque Sur (1967)
Al principio de la década de los setenta, el distrito ya cuenta con un gran parque, el Parque Sur, situado en el triángulo que conforman la calle Vía Lusitana, la carretera de Toledo, N-401 (actual A-42, y la avenida de los Poblados, aunque ni mucho menos llega hasta esta zona en la que proliferan zonas de huertas cercanas a un riachuelo y una pequeña zona industrial en la que hay actividades industriales como la campa de los autobuses Rivas o los laboratorios Roche.
En estos años empieza a acondicionarse como parque urbano, aunque su existencia como tal se remonta a 1966, cuando la entonces Comisaria Municipal de Urbanismo (hoy Gerencia de Urbanismo) cede al Ayuntamiento de Madrid este terreno arbolado, en forma de montículo, que salva un amplio desnivel, de 400.000 metros cuadrados de superficie.
Se cuenta que fue un empeño personal del entonces alcalde, el conde de Mayalde, que camino de sus fincas de caza, al pasar por la carretera de Toledo, N-401 (actual A-42, preguntaba qué era esa zona verde tan amplia y descuidada. Después tuvo referencias de que los vecinos de Carabanchel pedían que se convirtiera en un auténtico parque, y eso es lo que el alcalde impulsó.
Cuando comienzan las obras de acondicionamiento fue necesario realizar expropiaciones de casas y algunas industrias, y durante las mismas se hallan varios nidos de ametralladoras, perfectamente conservados de la Guerra Civil y que hasta entonces habían servido de lugar de juego para los chavales y de alojamiento para mendigos.
Aunque el Parque Sur se inaugura en 1967 por el alcalde de Madrid, el conde de Mayalde y el teniente de alcalde de Carabanchel, Gaspar Ledesma, las obras se prolongan durante los mandatos de Carlos Arias Navarro y Miguel Ángel García-Lomas, quedando totalmente terminado en 1976, siendo alcalde de Madrid, Juan de Arespacochaga y teniente de alcalde de Carabanchel, José Bañales.
El Parque Sur actual tiene 50 hectáreas de superficie y ha sido objeto de dos remodelaciones posteriores: la primera, llevando el parque hasta la avenida de los Poblados y la segunda, en su latitud norte como consecuencia de las obras del intercambiador de Plaza Elíptica.

### Llegada de la líneadel metro a Carabanchel (1968)
La llegada del Metro a Carabanchel supuso un auténtico cambio en el sistema de transportes del distrito y de una gran mejora en sus comunicaciones.
Carabanchel dio un gran salto cualitativo, pues esa llegada de metro fue muchas cosas: acercarse al centro de Madrid, entrar en la modernidad y sobre todo la integración real del distrito de Carabanchel a la ciudad de Madrid superando lo que fueron los antiguos municipios de los Carabancheles.
La línea 5, como tal, se inauguró el 6 de junio de 1968 entre las estaciones de Callao y Carabanchel, siendo alcalde de Madrid, el conde de Mayalde y teniente de alcalde de Carabanchel, Gaspar Ledesma.
Gracias a esta línea los carabanchelos podrían llegar al centro de Madrid en pocos minutos. La línea 5 llegó a Carabanchel con las siguientes estaciones: Márques de Vadillo, Urgel, Oporto, Vista Alegre, Carabanchel.

## SigloXX. 1971, la reestructuración de Carabanchel y su pérdida de extensión

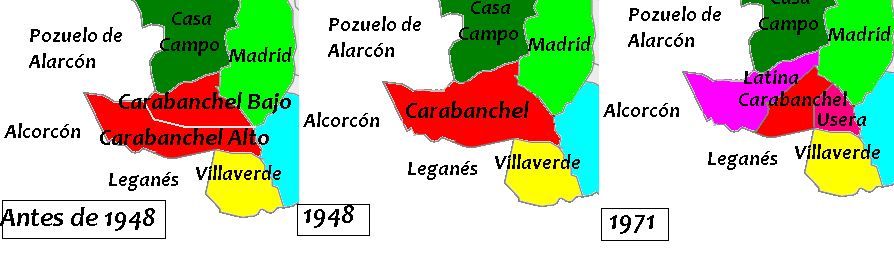
Evolución del término municipal de Carabanchel. Antes de 1948 Carabanchel Bajo y Carabanchel Alto eran dos municipios independientes, limitaban con Pozuelo de Alarcón, Alcorcón, Leganés, Villaverde y Madrid. En 1948 tiene lugar la incorporación de los Carabancheles a Madrid, uniéndose Carabanchel Bajo y Carabanchel Alto con el nombre de Carabanchel. En 1971 se produce la división de Carabanchel en tres distritos: Latina, Carabanchel y Usera. La extensión de Carabanchel queda dividida a menos de la mitad que lo que fue.

En 1971 se lleva a cabo una nueva reorganización territorial. Carabanchel es dividido en tres distritos: Latina, Carabanchel y Usera. En esta división, Carabanchel ve reducida su extensión a menos de la mitad de lo que llegó a ser. Hasta 1971 Carabanchel ocupaba prácticamente todo el sur de Madrid, a excepción de los territorios de Villaverde y Vallecas.
Para la creación del distrito de la Latina, Carabanchel pierde barrios como Aluche, Campamento, Cuatro Vientos o Empalme. Usera se forma a partir de parte de los territorios de Carabanchel y Villaverde. Carabanchel llegaba hasta el actual Hospital Doce de Octubre.

## SigloXX. Carabanchel durante el régimen de Franco: el fin del franquismo (años setenta)

### Construcción de la "M-30" (1970-74)
En 1929, con el Plan Zuazo-Jansen, presentado al Concurso Internacional para la elaboración de un Anteproyecto de Trazado Viario y Urbanización de Madrid, se proyectó crear un tercer anillo de circunvalación en torno a la ciudad, si bien no existió un proyecto oficial hasta el Plan General de Ordenación Urbana de la ciudad (Plan Bidagor) de 1941, aprobado en 1946. El Plan Bidagor se basa en los estudios anteriores a la guerra civil española y prevé la construcción de dos anillos exteriores de circulación, el primero de los cuales sería la M-30.
No obstante, la construcción de la M-30 no se iniciaría hasta 1970, en dos tramos diferenciados:
1.- El tramo este, o Avenida de la Paz, entre las carreteras de Irún y de Cádiz (A-1 y A-4), que seguía el lecho del arroyo Abroñigal, el cual hubo de ser canalizado y enterrado bajo el trazado de la autopista.
2.- El tramo oeste, o Autopista del Manzanares, entre el Puente de los Franceses y la carretera de Cádiz (A-4), en su mayor parte construido siguiendo el curso del Río Manzanares.
Ambos tramos se unían en el Nudo Sur, y no fueron completados hasta 1974, en el caso del tramo oeste, tras una notable oposición vecinal por discurrir la nueva autopista, en muchos casos, a muy pocos metros de sus casas.
El cierre norte de la M-30 no se produjo hasta los años 90, con una notable modificación del trazado inicialmente previsto (que partía del Nudo de la Paloma, seguía por la calle de Costa Rica, la avenida de Alberto Alcocer y atravesaba la Dehesa de la Villa), el cual fue trasladado hacia el Norte, si bien una parte del trazado no tiene características de autopista y es una vía con semáforos (avenida de la Ilustración).
La M-30 mejoró enormemente las comunicaciones de Madrid y posibilitó en buena manera el desarrollo futuro de la ciudad.

### Nuevas líneas de autobuses de la EMT
En la década de los años setenta surgen nuevas líneas como:
1.- La línea 47 que une Carabanchel Alto con Atocha.
2.- La línea 118 que une Carabanchel Alto con la glorieta de Embajadores
3.- La línea 139 que lleva hasta la Dehesa del Príncipe.
4.- La línea 121 (transversal) que recorren Carabanchel del barrio de Campamento hasta el Hospital Doce de Octubre.
5.- La Línea 131 (transversal) que recorren Carabanchel y llegan hasta el distrito de Villaverde.
Al mismo tiempo, además de las líneas de la EMT siguen transportando viajeros las entrañables y casi míticas camionetas de la empresa Martín, que pasan por Carabanchel, camino de Leganés y del barrio de la Fortuna.
En 1974 se inaugura una línea de autobuses nocturnos (búhos), que hacen el recorrido entre la Plaza de Cibeles y Carabanchel.

### Construcción del nuevo Hospital Militar "Gómez Ulla" (1972)
El Hospital Militar es uno de los edificios más característicos de Carabanchel, junto con la finca de Vista Alegre o la ermita de San Isidro. El Hospital Militar se encuentra en el barrio de Vistalegre, en la glorieta del Ejército. El hospital que hoy conocemos no es el que siempre ha existido. Podemos decir que a lo largo de la historia ha habido dos complejos hospitalarios:
1.- El primer complejo hospitalario: basado en pabellones y que empezó a funcionar de forma plena en 1903.
2.- Y el segundo complejo hospitalario: basado en un hospital monobloque.
Y es que según fue pasando el tiempo, el primer complejo hospitalario se fue quedando pequeño y además fueron apareciendo numerosos cambios en las técnicas médicas y hospitalarias, por lo que en 1967 comenzaron los estudios para la construcción de un nuevo complejo hospitalario, pero manteniendo en funcionamiento el antiguo hospital.
En 1972 comenzaron las obras, construyendo nuevos edificios y demoliendo los existentes simultáneamente, de forma que el antiguo permanece en servicio durante todo el proceso. El resultado es un hospital monobloque, con una gran torre que se puede ver desde todo Madrid. El hospital vuelve a convertirse en el hospital de referencia de toda la Sanidad Militar, siendo además el mayor hospital militar de toda España.

## SigloXX. Carabanchel durante la Transición (1975-78)

### Origen de la población de Carabanchel (1975)
En el año 1975, el 68 por ciento de la población que vive en Carabanchel es procedente de la emigración.

### Motín en la Cárcel de Carabanchel (1977)
La Cárcel de Carabanchel fue una cárcel española situada en Carabanchel (Madrid). Su nombre oficial era el de Prisión Provincial de Madrid y fue edificada por el régimen franquista con el objetivo de cubrir las necesidades penitenciarias de la ciudad de Madrid. Estuvo en funcionamiento 55 años hasta que en 1999 cierra sus puertas y en 2007 es derribada. 

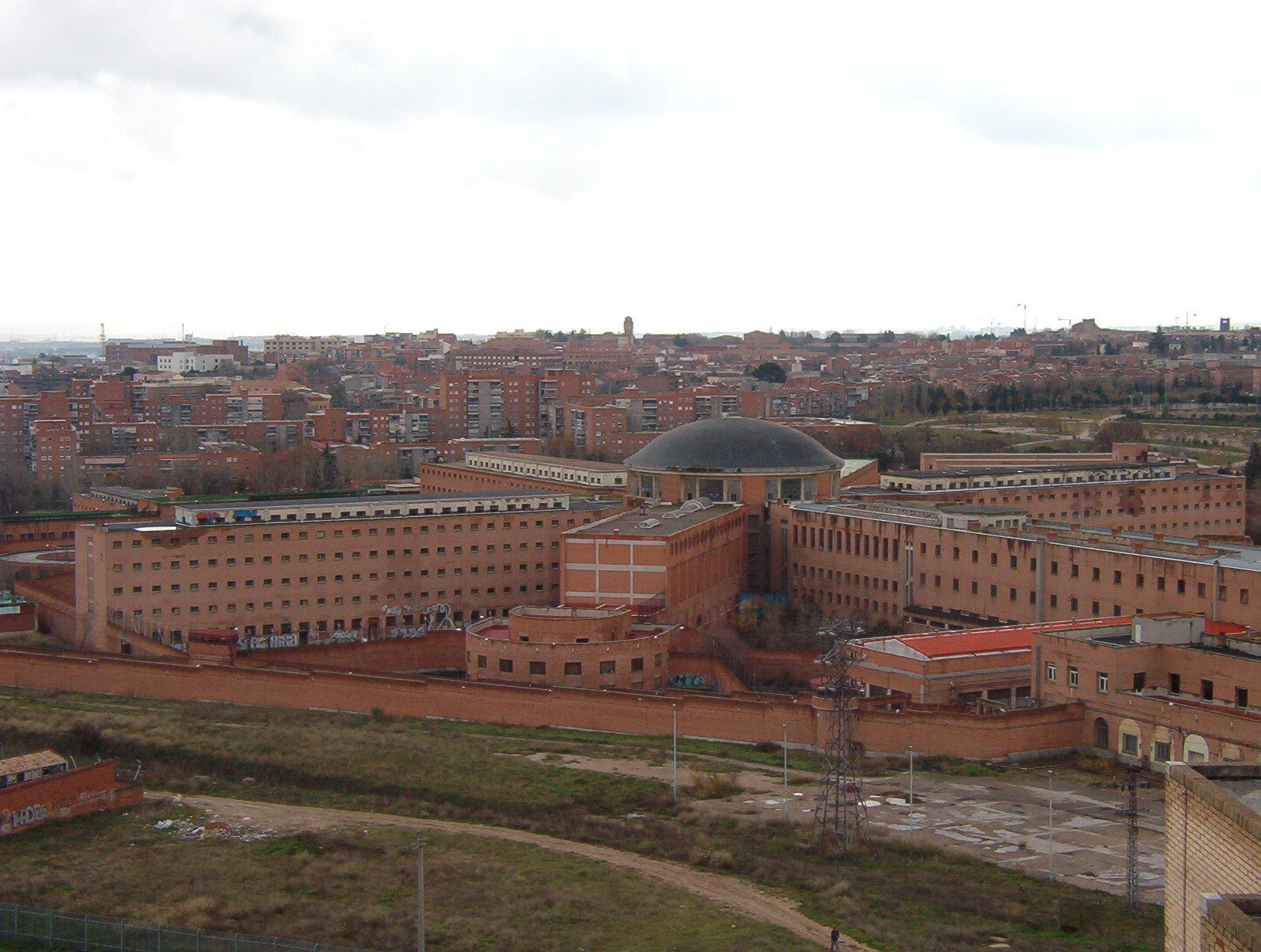
Vista de la Cárcel de Carabanchel

Durante los últimos años del régimen franquista y primeros de la transición, Carabanchel fue testigo de diversos motines promovidos por la Coordinadora de Presos en Lucha (COPEL) que reclamaba amnistía, reforma del código penal, supresión de la ley de peligrosidad social y de la ley de bandidaje y terrorismo o la depuración de los funcionarios de prisiones "fascistas". 
Se organizó por medio de asambleas abiertas y su propuesta reivindicativa fue apoyada por una parte importante de los presos de Carabanchel y por muchos otros grupos de presos en el resto de las cárceles españolas los cuales adoptaron sus siglas, su tabla reivindicativa y tácticas como las autolesiones colectivas o la subida a los tejados de las prisiones para intentar hacerlas efectivas. 
Su reivindicación principal fue la de que se ampliara la amnistía de la que se estaban beneficiando en esas fechas los presos políticos a los presos comunes que para la COPEL, y ahí radicaba su principal argumento: que eran presos sociales, producto, igual que los políticos de una situación social y unas leyes injustas, las del franquismo.
El 18 de julio de 1977, unos mil reclusos organizados y animados por la COPEL, tomaron los tejados de la prisión para hacer visible su lucha y reivindicaciones. Ese mismo día o en los días siguientes varios miles más de presos de más de veinte prisiones del resto del Estado actuaron de forma parecida. En 1978, el preso Agustín Rueda, un joven anarquista de 25 años, miembro de la COPEL, murió a consecuencia de las palizas que recibió por parte de funcionarios de prisiones para sacarle información sobre un intento de fuga. Como consecuencia de este caso el director del centro penitenciario, Eduardo Cantos Rueda, fue cesado y procesado. La sentencia del caso se dictó en 1988.

### Un globo sonda cae en Carabanchel (1977)
Un globo-sonda estadounidense cayó hacia las 10.30 de la noche y frente al número 2 de la calle de Coronel Valenzuela (Carabanchel Bajo), una mujer halló en el suelo lo que le pareció un extraño objeto, y avisó al 091. La dotación de un coche patrulla apreció que se trataba de un miniparacaídas de plástico de color blanco, de cuyos hilos pendía un recipiente de idéntico material y de forma cúbica. Se trataba de un globo-sonda perteneciente al Servicio Meteorológico Nacional. En el propio artilugio figuraba la inscripción: «No es peligroso. El que encuentre este radiosonda puede hacer del mismo el uso que le parezca.»

## SigloXX. El Carabanchel de los ayuntamientos democráticos (1979-99)
En 1979 se celebraron las primeras elecciones democráticas en los ayuntamientos. Aunque la Unión de Centro Democrático (UCD) fue la lista más votada en Madrid, el candidato del PSOE, Enrique Tierno Galván, fue elegido alcalde gracias a un acuerdo de coalición con el PCE.
En los primeros veinte años de ayuntamiento democrático en Madrid, existieron, básicamente, ayuntamientos de dos signos políticos diferentes en el propio ayuntamiento de Madrid:
- Ayuntamientos socialistas (1979-1989), es decir entre esas primeras elecciones y la moción de censura que se llevó a cabo entre AP y el CDS, presididos por Enrique Tierno Galván hasta su fallecimiento en el que fue sustituido por Juan Barranco Gallardo. Los concejales presidentes de Carabanchel durante esa época fueron  Miguel Lara y Joaquín García Pontes.
- Ayuntamientos de centro-derecha (1989-1999), es decir entre la moción de censura y las últimas elecciones del siglo XX. En este periodo hubo un alcalde del CDS, Agustín Rodríguez Sahagún, que estuvo los dos años de la moción de censura y un alcalde del PP, José María Álvarez del Manzano, que estuvo entre 1991-2003. Los concejales presidentes de Carabanchel durante esa época fueron Manuel Martínez Blanco, Alberto López Viejo y Carlos Izquierdo Torres.

Esos veinte primeros años de ayuntamientos democráticos supusieron un gran avance y desarrollo para el distrito de Carabanchel. Entre las grandes actuaciones que se llevaron a cabo en el distrito destacan las siguientes:

### Construcción de la M-40 (a partir de 1980)
Empezó a ser construida en el año 1980 siendo presidente del Gobierno Adolfo Suárez y alcalde de Madrid Enrique Tierno Galván, como alternativa a la ya entonces saturada M-30. Sobre 1982 ya se había construido el primer tramo, entre la A-1 y la A-2, la Vía Borde de Hortaleza, con el enlace de la antigua autovía de Coslada-San Fernando de Henares y el aeropuerto de Barajas (antigua N-100). Se fue construyendo según el orden de las carreteras radiales (A-1, A-2, A-3, A-4, A-5 y A-6) hasta 1995 siendo presidente del Gobierno Felipe González, cuando fue finalizada totalmente con la construcción de los túneles de El Pardo, de cuatro carriles por sentido y 760 metros de longitud.
La M-40 prácticamente coincide con el límite sur del distrito de Carabanchel, que a su vez es el límite sur de la ciudad de Madrid, lindando con el término municipal de Leganés. La  M-40, a su paso por Carabanchel, tuvo a finales de los años noventa una ampliación de los carriles lo que permitió que aumentara la capacidad de la misma aunque ello supuso una reducción del parque lineal que linda con el ensanche de Carabanchel.

### Llegada de la líneaa Carabanchel (1981)
La línea 6 de Metro llegó a Carabanchel el 7 de mayo de 1981 con la ampliación desde Pacífico (Distrito de Retiro) a Oporto (Carabanchel) siendo alcalde de Madrid Enrique Tierno Galván y concejal del distrito Miguel Lara.
Se hicieron tres estaciones en el distrito, Plaza Elíptica en la Plaza de Fernández Ladreda, Elvas a la mitad de la avenida de Oporto y Oporto al final de la avenida con el mismo nombre. La actual estación de Opañel abrió al público con el nombre de Elvas, haciendo referencia a una de las calles que tiene cerca de la boca de metro, pero a petición de los vecinos, pasó a llamarse el 1 de junio de 1984 Opañel, dándole el nombre del arroyo que pasaba por la zona.
Hoy en día la línea 6 de Metro es la línea circular y es con mucho la más importante de la red, no solo porque es la que más pasajeros transporta sino porque es en la que más transbordos se realizan y por tanto es la que mayor interconexiones permite.

### Construcción de los primeros centros culturales
A partir de los años ochenta, surgió una demanda vecinal para dotar los barrios de equipamientos culturales más allá de las escuelas y bibliotecas. Enrique Tierno Galván, alcalde de Madrid, impulsó un plan que permitió la inauguración de varios centros culturales durante la "movida madrileña", un período de gran efervescencia cultural y artística.
Los centros inaugurados incluyen:
- Centro Cultural "Blasco Ibáñez": ubicado en un antiguo edificio del barrio de San Isidro, adaptado con reformas constantes.
- Centro Cultural "García Lorca": construido a mediados de los ochenta, fue el principal centro de Carabanchel hasta la creación de otros. Su reforma más importante tuvo lugar en 2002.
- Centro Juvenil "Oporto": sustituyó un viejo vagón de metro que servía como centro juvenil. Construido en 1987, destaca por sus soportales, su ubicación frente a una plaza ajardinada y su transformación en el año 2000 para ampliar sus instalaciones.

Estos centros reflejan el auge cultural y artístico en los barrios madrileños de la época.

### Construcción de la carretera de Toledo(a partir de 1984)
El Plan General de Carreteras 1984-1991, impulsado durante el gobierno de Felipe González, incluyó la transformación de la N-401 en la autovía A-42 Madrid-Toledo-Ciudad Real. Las obras comenzaron a mediados de los años 80 y se finalizaron a principios del siglo XXI, conectando la A-42 con la CM-42 en Burguillos de Toledo.
El tramo que cruza Carabanchel fue uno de los primeros en completarse. Posteriormente, bajo el mandato de José María Álvarez del Manzano como alcalde, se construyó un puente que fue el más largo de Madrid para tráfico rodado, salvando la avenida de los Poblados. En 2006, la autovía fue modificada en ese distrito para facilitar el acceso de autobuses al intercambiador de Plaza Elíptica.

### Centro de Servicios Sociales y de Mayores "Monseñor Oscar Romero" (1987)
Aunque fue Enrique Tierno Galván uno de los impulsores de la construcción de equipamientos sociales y de mayores en los municipios, lo cierto es que este centro de Servicios Sociales y de Mayores se proyectó en 1986 por Carlos Boyer Monsalve, siendo alcalde de la ciudad Juan Barranco y concejal del distrito Joaquín García Pontes. Fue inaugurado en 1987 y aunque por su ubicación en el casco antiguo de  Carabanchel Bajo y por su construcción de ladrillo visto y su estilo neomudéjar con aires castellanos se podría pensar que se trata de un edificio histórico es un edificio relativamente nuevo.
El centro ha sido durante muchos años el "buque insignia" de Carabanchel en cuanto a los servicios sociales y de mayores, y desde el primer momento se constituyó en un referente.

### Conjunto de viviendas "La Fosforera (2ª fase)" (1988)
El conjunto residencial lo realizaron los arquitectos José Luis Íñiguez de Onzoño y Antonio Vázquez de Castro entre 1983 y 1988, siendo concejal de Carabanchel Joaquín García Pontes.
La realización de este conjunto residencial, correspondiente al Plan de Promoción de Viviendas Municipales de Carabanchel Bajo y que opera desde claves conservadoras frente al modelo revisionista de la modernidad de la Colonia Caño Roto, trasciende el pragmático compromiso optimizador de las rígidas normativas de las viviendas públicas, sobradamente cumplido, hasta el reto de hacer ciudad en una confluencia caótica, aspirando a la dignificación del rostro urbano de este nudo histórico del barrio. En la propia construcción de este conjunto de viviendas hay factores que le dan un carácter especialmente singular.

### Tragedia en Pan Bendito (1989)
En el verano de 1989, veinte jóvenes mueren por sobredosis de droga en una pequeña zona verde del barrio de Pan Bendito, a la que popularmente llaman "el parque de la muerte". Afortunadamente es ya una historia pasada la de Pan Bendito, que se ha convertido ahora en un barrio moderno de Carabanchel, con viviendas dignas y buenos equipamientos. La marginalidad, el hacinamiento, la pobreza y la delincuencia se fueron con el siglo XX.

### Construcción del centro de salud General Ricardos (1990)
Ubicado en la calle General Ricardos, 131 c/v calle Clarisas c/v calle Saldaña, se trata de un edificio interesante en eje principal del distrito construido en 1990 siendo concejal de Carabanchel Manuel Martínez Blanco.

### Conjunto Residencial "Eugenia de Montijo" (1990)
En el casco histórico de Carabanchel Bajo, en concreto en la calle Eugenia de Montijo, se construyeron varios conjuntos residenciales por la EMV (Empresa Municipal de la Vivienda). Dichos conjuntos residenciales se hicieron respetando las normas urbanísticas en cuanto a alturas y otros condicionantes del propio casco histórico. Los proyectos se realizaron siendo alcalde de la ciudad Juan Barranco en 1987. Sin embargo, la ejecución de las obras se realizaron entre los años 1989 y 1990 siendo alcalde Agustín Rodríguez Sahagún y concejal del distrito Manuel Martínez Blanco.
Los conjuntos residenciales son los siguientes:
- Conjunto Residencial "Eugenia de Montijo I": Fue realizado por los arquitectos José Fernando Rodríguez Torres y Ernesto Jaime Muntaner Pedrosa. Este conjunto de 40 viviendas, de fachadas en ladrillo visto, en mímesis con las texturas dominantes de la zona, se desarrolla en manzana cerrada en torno a un espacio interior libre y ajardinado en solar desnivelado hacia la calle Eugenia de Montijo.
- Conjunto Residencial "Eugenia de Montijo III": Fue realizado por los arquitectos Manuel de las Casas Gómez e Ignacio de las Casas Gómez. Se configura como tres agrupaciones de viviendas sociales en pequeñas manzanas (una no realizada), abiertas en forma de "U" pero cerradas sobre sí mismas, con focos de acceso desplegados al exterior en disposición contrapeada para lograr mayor independencia en las viviendas y la persistencia de los espacios verdes intermedios.

### Cierre de la Cárcel de Carabanchel (1998)
La cárcel fue cerrada en 1998 (después de 55 años en funcionamiento), en ese año incluso se hicieron visitas guiadas por los propios funcionarios de la prisión para el público. Desde el cierre de la cárcel los vecinos se manifestaron para solicitar la construcción de un hospital en esos terrenos.

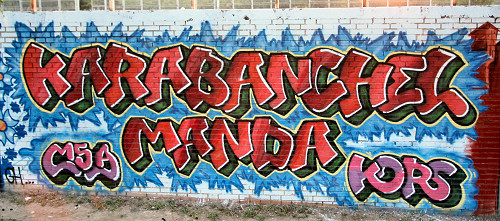
En los últimos años de vida de la cárcel, una vez que fue cerrada, se convirtió en el mayor museo del gratifi de todo Madrid, sus galerías se llenaron de todo tipo de dibujos.

Sin embargo, durante la última década esta cárcel fantasma se llenó de grafitis, okupas y poco a poco fue perdiendo sus ventanas, escaleras y puertas siendo vendidas como chatarra.
Tuvieron que pasar 10 años para que se produjera la demolición de la prisión.
En 1998 siendo Presidente del Gobierno José María Aznar y ministro del Interior Jaime Mayor Oreja la cárcel de Carabanchel cerró sus puertas tras 55 años de funcionamiento. Tras su cierre diversas instituciones y los vecinos del barrio han discutido la reutilización del espacio ocupado por la cárcel, fundamentalmente para la construcción de un hospital.
En 2002 se segregó parte de la parcela y así el Ayuntamiento de Madrid autorizó al ministro del Interior Mariano Rajoy Brey la construcción de los siguientes equipamientos públicos: la comisaría del distrito de Latina, la Brigada de Extranjería y el Centro de Internamiento de Extranjeros.
El abandono, el vandalismo, el paso del tiempo y las ocupaciones hicieron que la antigua cárcel de Carabanchel se convirtiera en el espacio más degradado del distrito y el principal foco de problemas sociales y de seguridad. Se acabó derribándola pese a la petición de algunos vecinos que querían que se conservara su cúpula. 

### Inauguración primer tramo de la línea(Plaza Elíptica-Pan Bendito) (1998)
El 16 de noviembre de 1998 se abrió al público el primer tramo de la línea 11 (Plaza Elíptica-Pan Bendito). De este modo se daba cumplimiento a la vieja reivindicación de las entidades vecinales.
La línea 11 era primera línea de metro nueva que se inauguraba en Madrid desde hacía casi 20 años.
Con esta nueva línea Carabanchel ya contaba con 3 líneas del Metro (5, 6 y 11). Sin embargo, aún existían barrios dentro del distrito a los que no llegaba el metro como Carabanchel Alto (en un principio esta ampliación se iba a llevar hasta Carabanchel Alto, pero el proyecto tuvo que esperar hasta finales del 2007).

### Peatonalización de la plaza de Carabanchel Bajo (1998)
La plaza de Carabanchel Bajo y la plaza de la Iglesia se encuentran en pleno casco antiguo de Carabanchel Bajo que representa el pueblo que un día fue este barrio. En ellas se sitúan el antiguo ayuntamiento y la iglesia de San Sebastián, los elementos más característico de todo pueblo castellano.
Esta plaza fue peatonalizada por el concejal de Carabanchel Alberto López Viejo uniendo las dos plazas existentes, la plaza de la Iglesia y la plaza de Carabanchel (antigua plaza Mayor de Carabanchel Bajo). Se trata de una operación similar a lo que se está haciendo en las calles del centro de Madrid.
Este cambio le ha dado mayor amplitud y ha hecho que vuelva a ser un lugar de encuentro. Con la iglesia de San Sebastián Mártir y el ayuntamiento de Carabanchel Bajo ésta plaza recuerda a la plaza del pueblo. No obstante, las obras fueron objeto de cierta polémica por la tala varios árboles y en los que el concejal de Carabanchel, Alberto López Viejo no quiso rectificar.
La plaza tiene dos elementos singulares: una fuente de agua potable de 1936 y que sería reinstalada de nuevo en 2000; y una escultura instalada en 2003.
Gracias a esta peatonalización se recuperaron las fiestas históricas de Santiago Apóstol, Patrón de Carabanchel, a la zona del casco antiguo recuperando muchas de sus tradiciones. Además se recreó un mercadillo medieval que recuerda al Carabanchel de aquellos años, con puestos en los que los vendedores emulan los oficios tradicionales de esa época, con espectáculos de vuelos de águilas, cantos, duelos etc. 
También, se hace la tradicional procesión de Santiago por las calles del casco antiguo de Carabanchel Bajo y del que San Isidro era devoto. En el cercano Parque de Santa Rita, se levanta una verbena con atracciones, bares y un gran escenario en el que actúan cada noche famosos cantantes. Estas fiestas, que tienen más de 500 años, han dejado de realizarse en el año 2012 siendo concejal de Carabanchel Manuel Troitiño.

### Carabanchel entra en la Universidad (1998)
La Escuela Universitaria de Magisterio ESCUNI es un Centro de Estudios Superiores de la Iglesia católica, continuación de la Escuela de Magisterio erigida canónicamente en Madrid con el nombre de Escuela de San Vicente de Paúl, por Decreto del Obispo Diocesano de fecha 15 de septiembre de 1950.
A la Escuela de San Vicente de Paúl se la unieron en 1970 las Escuelas de la Inmaculada de las RR. MM. Escolapias, que había sido erigida por Decreto del 30 de noviembre de 1951; la Escuela de la Madre Ana Mogas, de las RR. Franciscanas de la Madre del Divino Pastor, erigida por Decreto del 16 de septiembre de 1959 y la Escuela del Sagrado Corazón de las RR. del Sagrado Corazón, erigida por Decreto de 2 de noviembre de 1955. En 1972 se unió la Escuela de la Almudena, de la Institución Teresiana, erigida por Decreto del 12 de octubre de 1948.
Todas estas Escuelas se fusionaron en una sola entidad con el nombre de ESCUNI (Escuelas Unidas) por Decreto del Cardenal Arzobispo de Madrid-Alcalá, de 19 de febrero de 1971.
Por Decreto de 11 de febrero de 1974, el Cardenal Vicente Enrique y Tarancón, Arzobispo de Madrid-Alcalá erigió en persona jurídica canónica la “Agrupación ESCUNI”, para la promoción y sostenimiento de la Escuela de la Iglesia “ESCUNI” de Formación del Profesorado de Educación General Básica. ESCUNI fue reconocida por el Ministerio de Educación y Ciencia como Escuela Universitaria de Formación del Profesorado y adscrita a la Universidad Complutense de Madrid, por Decreto del 2 de mayo de 1978, con la cual estableció el correspondiente Convenio el 15 de septiembre de 1987.
ESCUNI tuvo distintas ubicaciones hasta llegar a su actual sede en la Avenida de Fátima, 102, en septiembre de 1998. De este modo, Carabanchel entró a formar parte de las localidades universitarias.

### La Coronación de la Virgen del Carmen (1999)
Uno de los momentos más importante de la Congregación de la Virgen del Carmen fue el 16 de julio de 1999 con la Coronación (autorización por el Papa Juan Pablo II) de la Virgen del Carmen, patrona de Carabanchel y cuya talla data de 1946.
Al acto de coronación asistieron el arzobispo de Madrid], Antonio María Rouco Varela, el nuncio de su santidad en España y el alcalde de Madrid, José María Álvarez del Manzano.

### El venerable Bernardino Obregón es trasladado a Carabanchel (1999)
vVenerable Bernardino de Obregón a la capilla de la Sacramental de Santa María tras la larga y árdua búsqueda para localizar los restos del beato detrás de un tabique del sótano del Centro de Arte Reina Sofía.
La Archicofradía de la Sacramental de Santa María fue fundada por el Beato Bernardino de Obregón en 1580 pidiendo limosna en la puerta del Hospital General y de la Pasión (hoy, Centro de Arte Reina Sofía) para enterrar en la fosa común a los pobres y la cofradía de la Iglesia Mayor de la Almudena.
La Archicofradía de la Sacramental de Santa María fue construida en 1842 en el cerro de San Dámaso, lugar donde estuvo la ermita del pontífice San Dámaso y que fue destruida por las tropas francesas.

### Inauguración de la estación de Eugenia de Montijo línea(1999)
Esta estación fue inaugurada el 27 de octubre de 1999 dentro de un tramo la línea 5 ya en funcionamiento. Para ejecutar la obra, se cortó el servicio entre las estaciones de Aluche y Carabanchel durante algo más de un año.

## SigloXXI: Una década para reinventar Carabanchel (2000 - 2011)
Los últimos años del siglo XX y los primeros años del siglo XXI (periodo democrático) han sido uno de los momentos de mayor desarrollo y crecimiento del distrito de Carabanchel en toda su historia. Por lo que respecta al siglo XXI y como ya ocurrió en momentos anteriores de la historia de Carabanchel vino con una llegada masiva de población, en este caso inmigrantes fuera de España.
Así, en estos años, y gracias a: el desarrollo urbanístico tras la aprobación del Plan General de 1997, el milagro económico español, al impulso político de las distintas administraciones, la definición de un nuevo modelo de distrito, la actividad económica, etc., se pudieron poner en marcha muchos proyectos y programas, se aumentaron mucho las zonas verdes y los grandes parques, se rehabilitaron muchas calles y espacios públicos, se construyeron muchos equipamientos, se solventaron muchos de los problemas históricos (uso civil del Hospital Militar Gómez Ulla, metro a Carabanchel Alto, derribo de la cárcel de Carabanchel, etc.).
Entre las actuaciones y acontecimientos que ocurrieron en el distrito destacan los siguientes:

### Tercera oleada migratoria por el milagro económico español (2000 - 2010)
En los últimos años se ha producido en Carabanchel un enorme desarrollo, quizás el más importante de su historia, con una llegada muy importante de población inmigrante, especialmente de Latinoamérica.
Esto ha situado a Carabanchel como el distrito con mayor número de inmigrantes en términos absolutos de todos los distritos de la ciudad de Madrid y de todos los municipios de la Comunidad de Madrid.
Este llegada masiva de inmigrantes junto con los nuevos desarrollos urbanísticos ha hecho que Carabanchel sea el distrito con más población de toda la ciudad de Madrid, siendo Latina el segundo distrito con más población todo Madrid. En este sentido conviene recordar que Latina es un distrito desgajado del distrito matriz y antiguo municipio de los Carabancheles, y que si a tuviéramos en cuenta la población existente entre los tres distritos en que se dividieron los antiguos municipios de los Carabancheles hoy tendría más de 710 000 habitantes lo que le situaría como cuarta ciudad más poblada de toda España, tras Madrid, Barcelona y Valencia (ver cuadro adjunto con la población según ell INE 2009).
| Posición | Ciudad                                                                         | Comunidad autónoma   | Población |
| -------- | ------------------------------------------------------------------------------ | -------------------- | --------- |
| 1        | Madrid                                                                         | Comunidad de Madrid  | 3.255.944 |
| 2        | Barcelona                                                                      | Cataluña             | 1.621.537 |
| 3        | Valencia                                                                       | Comunidad Valenciana | 814.208   |
|          | Antiguos municipios de los Carabancheles (Actuales Usera, Carabanchel, Latina) | Comunidad de Madrid  | 710.000   |
| 4        | Sevilla                                                                        | Andalucía            | 703.206   |
| 5        | Zaragoza                                                                       | Aragón               | 674.317   |
| 6        | Málaga                                                                         | Andalucía            | 568.305   |

Fuente: INE (2009)

### Creación de un nuevo barrio: el ensanche o PAU del barrio de la Peseta (a partir del 2000)

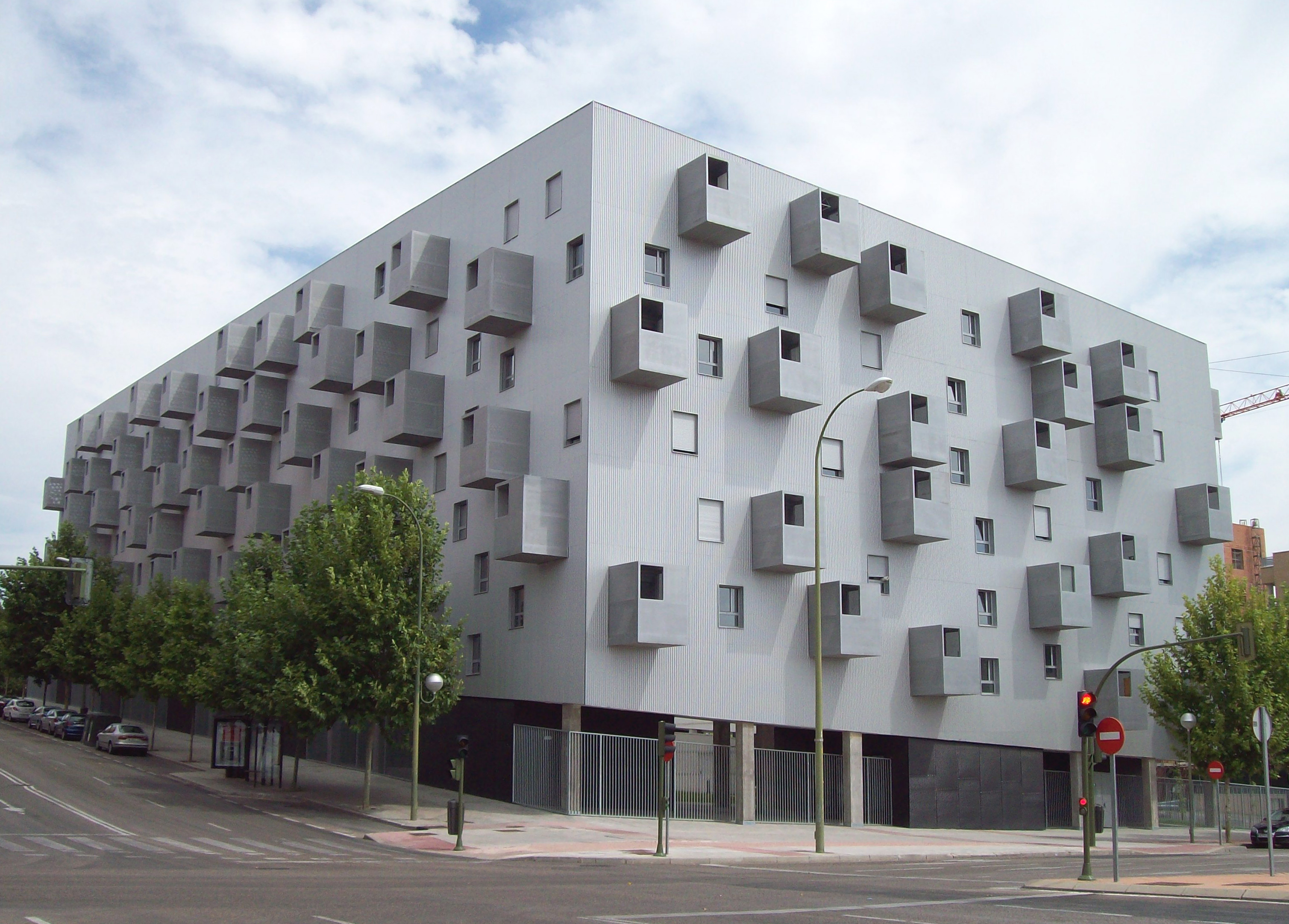
Edificio Carabanchel 31.

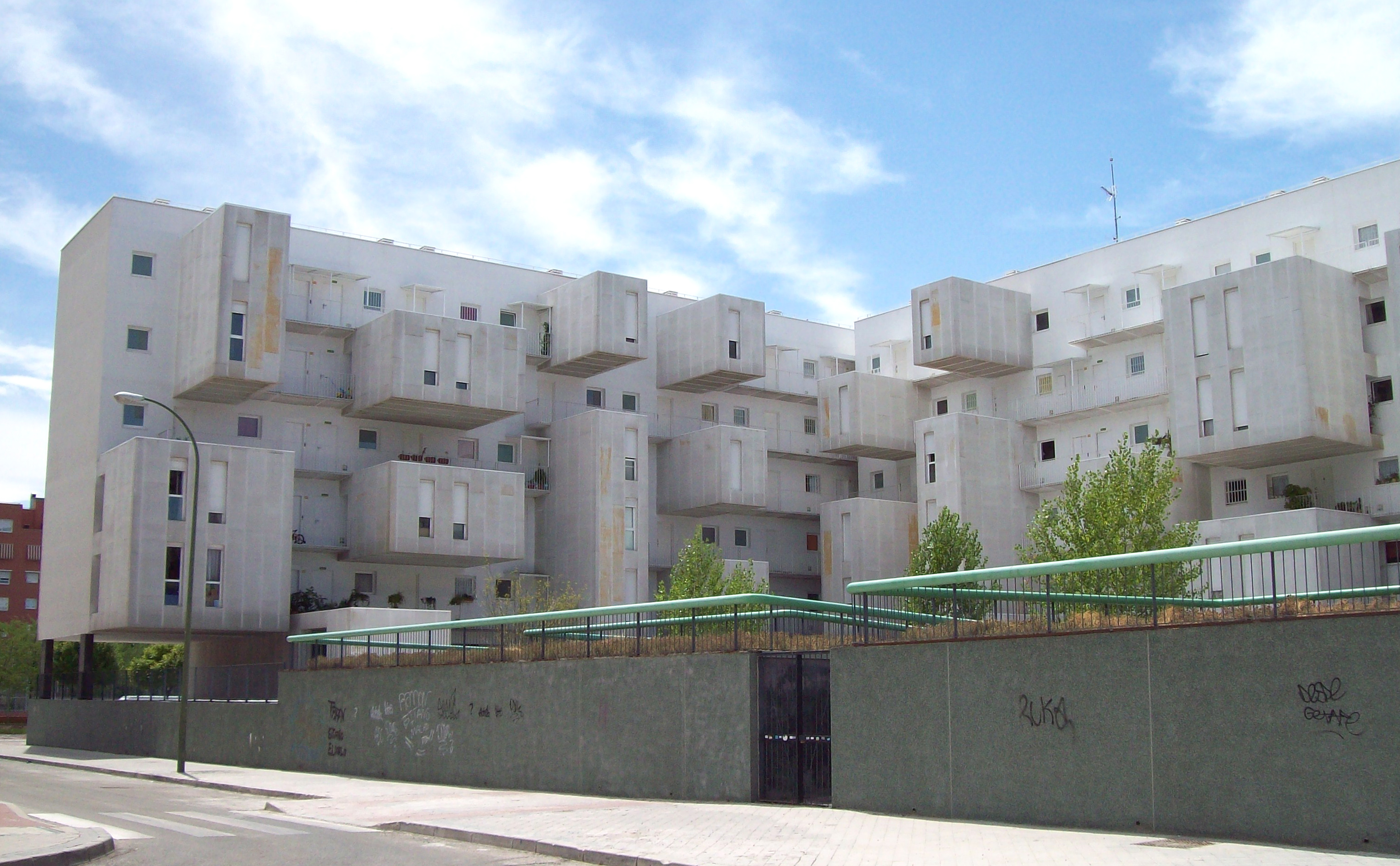
Edificio Carabanchel 20, diseñado por Dosmasunoarquitectos.

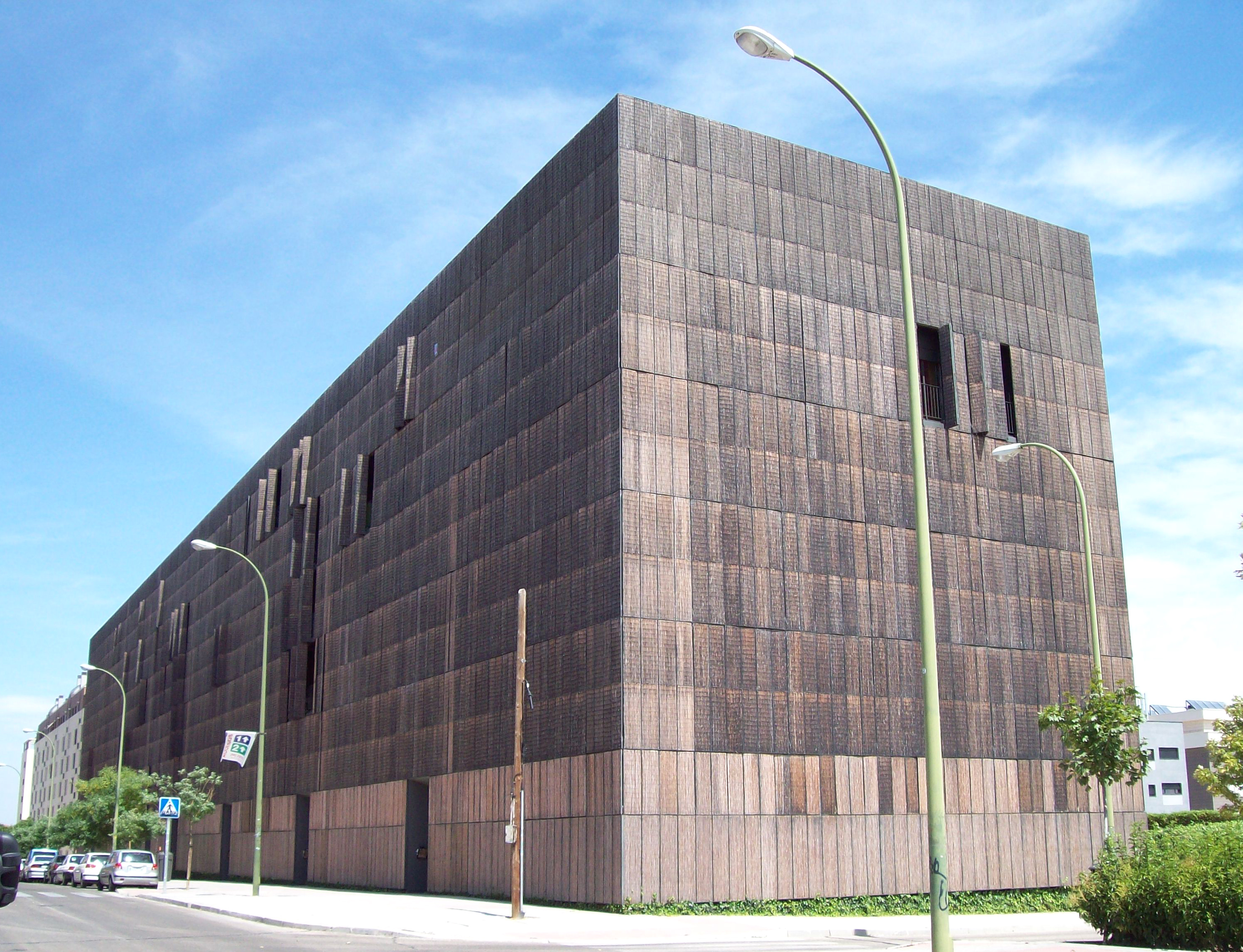
Edificio Bambú, diseñado por Alejandro Zaera.

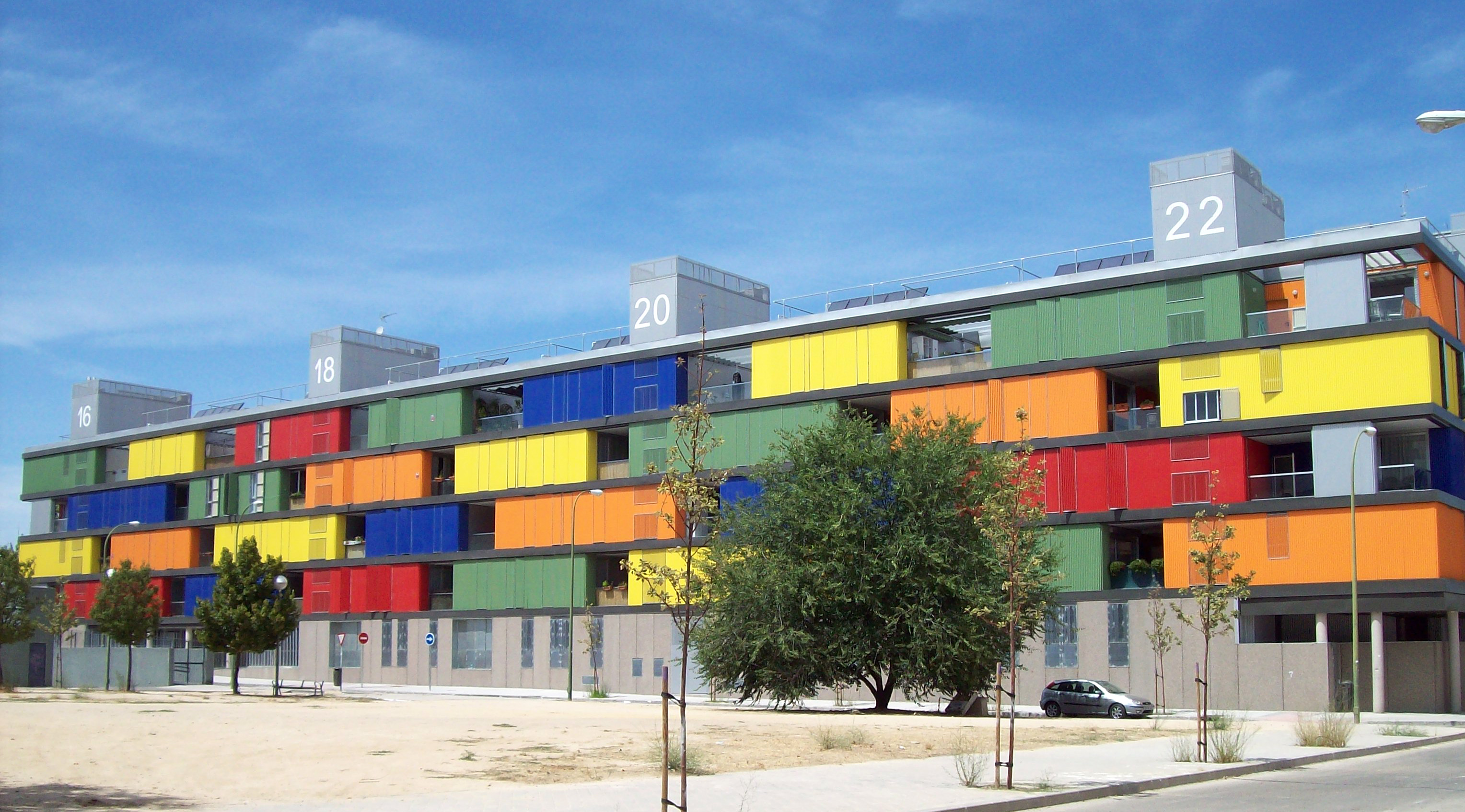
Edificio Carabanchel 17.

El 28 de octubre de 1999 se puso la primera piedra de lo que sería el nuevo barrio de La Peseta, localizado al oeste de la ciudad de Madrid, entre los distritos de Latina y Carabanchel. Habían pasado tan solo dos años desde que en el año 1997 el concejal de urbanismo, Ignacio del Río presentara al Pleno del Ayuntamiento de Madrid el Plan General de Ordenación Urbana de Madrid (PGOUM) por el que, entre otras cosas, se había acordado que dada la escasez de viviendas y la demanda de los jóvenes de adquirir viviendas en Madrid se procediera a la creación de nuevos barrios en aquellos distritos con suelo y capacidad de crecimiento. Los nuevos desarrollos eran los siguientes: Mirasierra, La Peseta, Montecarmelo, Las Tablas, Sanchinarro y Vallecas,.
La Peseta fue el último de todos los PAUs en arrancar (28 de octubre de 1999). Sin embargo, luego ha sido el que más rápido se ha desarrollado a pesar de tener tres Juntas de Compensación que hacían más complejo su materialización. El barrio de la Peseta es el mayor desarrollo urbanístico (3,5 millones de metros cuadrados de suelo) que jamás ha tenido los distritos de Latina y Carabanchel, con la creación de un nuevo barrio estimado en casi 34.000 personas según el Ayuntamiento de Madrid, y la mayor inversión que jamás ha tenido estos distrito con un valor estimado de más de 100.000 millones de pesetas. Las características principales en la creación del nuevo barrio eran las siguientes:
1.- Creación de 11.350 viviendas: De la 11.350 viviendas, el 45% son de promoción libre y el 55% pública (VPO y VPT). La mayoría de estas viviendas en urbanizaciones en altura y chalets de reciente construcción. Muchas de estas viviendas serían desarrolladas por los arquitectos más prestigiosos del mundo, mediante un concurso de la EMV.
2.- Creación de una gran zona industrial: Creación de una zona empresarial cercana al barrio, entre la avenida de los Poblados y el cementerio sur, que permitiría la ampliación del polígono de Aguacate, así como el desarrollo productivo del distrito a diferencia de otros PAUs. 
3.- Creación de una zona de centro comercial: Inicialmente la zona comercial no estaba definida así, sino que estaba fragmentada y con una capacidad viaria muy inferior a la realidad. Finalmente se construyó el centro comercial más grande de Madrid (hasta que se inaugura La Gavia), convirtiéndose en el primer edificio de toda España que tiene cubierta EFTE, y poseyendo la pantalla de cine más grande de toda Europa.
4.- Configuración con amplios bulevares: Entre los que destaca la avenida de la Peseta, que es el espina dorsal del barrio y que lo recorre de este a oeste, así como los ejes de entrada a la ciudad en torno a Pozuelo de Alarcón, Boadilla, Alcorcón y Leganés. En 2002 a propuesta del concejal del distrito se pusieron los nombres de los viales teniendo en cuenta lo siguiente: nombres históricos o existentes; nombres de monedas españolas debido a que justo en el año 2002 España abandonaría su vieja moneda, la peseta para pasar al euro; nombres de ciudades españolas Patrimonio de la Humanidad; y el nombre de Salvador Allende a petición de la asociación de vecinos del distrito.
5.- Zonas verdes: Consolidación de los espacios verdes existentes y creación de muchas parcelas ajardinadas con más de 1,5 millones de metros cuadrados lo que supone el 40% del desarrollo. Entre los primeros destaca, el histórico pinar de San José que mantiene su carácter de bosque sin ajardinar y se ha convertido en nuevo parque para la ciudad con unos pinos muy consolidados. Entre los segundos, además de los muchos jardines distribuidos por todo el barrio de la Peseta, destacar el parque de la Peseta, el corredor verde paralelo a la avenida del Euro, el bulevar de la avenida de la Peseta y el parque lineal "Manolito Gafotas", todos ellos además con zonas infantiles, de mayores o carriles-bici.
6.- Excelente comunicación: La ubicación del barrio de la Peseta permite una conexión directa con redes de sistemas generales urbanas que conectan el barrio con Pozuelo de Alarcón, Marqués de Vadillo o Plaza Elíptica; así como con carreteras regionales o nacionales como son la A-42, la M-40, la R-5, la M-45 y la carretera de la Fortuna que da acceso al Real Aero Club del Aeródromo de Madrid-Cuatro Vientos. Además de todo esto tiene una buenísima dotación de transporte público mediante autobuses urbanos, incluso nocturnos, autobuses interurbanos, y una estación de metro de la Línea 11 "La Peseta" proyectada para conectar con el centro de la ciudad de Madrid (Atocha y Conde de Casal).
7.- Amplia red de equipamientos: Sorprendentemente un barrio que nace con todos los equipamientos públicos necesarios, esto es centro de salud, escuelas infantiles, colegios, institutos, centros de educación especial, centros comerciales, instalaciones deportivas básicas, polideportivos, campos de fútbol de césped artificial, parroquias, escuela de música, centros sociales, etc.

### Los últimos coletazos del GRAPO (2000)
Los GRAPO (Grupos de Resistencia Antifascista Primero de Octubre) es una organización terrorista española, de extrema izquierda. Sus orígenes se remontan a 1968, con el nacimiento en París de la Organización de Marxistas-Leninistas Españoles (OMLE), un grupo de comunistas cercanos al maoísmo escindidos del Partido Comunista de España, que acusaba de "revisionistas" no solo al PCE, sino también a la URSS y a los partidos que la apoyaban. La OMLE se autodisolvería durante su primer congreso, en 1975, surgiendo de ahí el PCE(r) y su supuesto brazo armado: los GRAPO.
Entre sus últimas acciones destacan un atentado en la sede del Partido Popular de Carabanchel, que voló por los aires, y sobre todo el atentado del 17 de noviembre de 2000, y que costó la vida al policía de proximidad del Cuerpo Nacional de Policía, Francisco Sanz Morales, de 28 años, y que fue asesinado de un disparo en la cabeza frente a las puertas de un instituto en el barrio madrileño de Carabanchel.
Los terroristas del GRAPO respondieron así a la desarticulación de su cúpula, apenas una semana antes en París, y que supuso la captura de sus históricos dirigentes Fernando Silva Sande y Manuel Pérez Martínez, "Camarada
En 2006, la Audiencia Nacional consideró probado que los GRAPO eran el brazo armado del Partido Comunista de España (reconstituido), el cual dirigía la organización. En junio de 2007 se produjo la supuesta desarticulación de la estructura de los GRAPO, registrando dos pisos francos en Barcelona.

### Nuevos Centros Educativos en Carabanchel (2000)
Carabanchel siempre ha tenido una buena red de centros educativos, en cuanto a que todos los barrios tenían su colegio de infantil y primaria. Sin embargo, muchos de estos centros estaban obsoletos y además la construcción de nuevos barrios y la llegada de población inmigrante en los últimos años hacían que fuera necesario la construcción de nuevos centros educativos.
Construcción de nuevos centros educativos o rehabilitación integral de los existentes:
1.- C.E.I.P. Concepción Arenal: Edificio de 1929 que interpreta los arquetipos educativos consagrados por los arquitectos Antonio Flórez Urdapilleta y José López Sallaberry. Es un colegio exento, de planta prerracionalista desarrollada en una serie de pabellones encadenados en "U". En 1932 fue objeto de reforma y ampliación por la "Oficina Técnica de Construcciones Escolares". Posteriormente, en 2009 se llevó a cabo una reforma integral del colegio, para lo cual tuvieron que trasladar a todos los niños durante un año entero a otro centro educativo. La reforma se realizó de todo su interior, sus cubiertas, así como la adaptación a todas las normativas. De este modo el colegio ha recuperado todo su esplendor, el cual se ha visto resaltado tras la reforma del Madrid Río.
2.- C.E.I.P. Lope de Vega: Se trata de un colegio inaugurado en 1935 en el tricentenario de la muerte del escritor. A lo largo de la historia ha sufrido varias reformas, la última en 2009, para la cual tuvieron que trasladar a todos los niños durante un año entero a otro centro educativo. La reforma se realizó de todo su interior, sus cubiertas, así como la adaptación a todas las normativas. Durante los últimos años ha destacado por los planes de mejora que ha llevado a cabo, así como por su inmersión en las nuevas tecnologías, reafirmada por recursos como dos aulas de ordenadores, pizarras digitales o proyectores en todas las aulas o el uso de tabletas.
3.- C.E.I.P. Pinar de San José: El edificio fue construido en varias fases por Juan Olivares Martínez, entre 2003 y 2005, por la insistente petición de la concejalía de dotar al nuevo barrio de la Peseta de un centro público educativo ante la llegada de nuevos vecinos. El colegio fue inaugurado en 2005.
4.- C.E.I.P. Maestro Padilla: Dada la extensión del barrio de la Peseta y la demanda esperada de alumnos hacían insuficiente que el nuevo ensanche solo tuviera un colegio público. Por ello, el concejal del distrito y la consejería de Educación acordaron la cesión de una nueva parcela municipal para la construcción de otro centro de infantil y primaria, el cual comenzó a funcionar en el curso 2012-2013 tras multitud de problemas con la empresa adjudicataria de las obras.
5.- C.E.E. María Soriano: Se trata de un colegio de educación especial para niños con capacidades diferentes, localizado en el nuevo barrio de la Peseta. Este Centro procede del antiguo edificio del Palacio del marqués de Salamanca dentro de la Finca de Vista Alegre y que tras su compra por la reina María Cristina de Habsburgo lo convirtió en Asilo de Inválidos del Trabajo (1889). Posteriormente fue Instituto de Reeducación Profesional de Inválidos del Trabajo (1922), Instituto de Reeducación Profesional (1928) e Instituto Nacional de Reducación de Inválidos (INRI) (1933). 
Tras varias reformas y mediante el Real Decreto 967/1986 de 11 de abril el INRI se convirtió en el Centro Público de Educación Especial Reeducación de Inválidos. De este modo, el centro cumpliría cien años atendiendo a personas afectadas por minusvalías físicas. El trabajo realizado en ellas fue reconocido pionero a nivel internacional e introdujo importantes innovaciones en la atención integral de las personas con minusvalías.
En 1989 la institución recibió el Premio Nacional Reina Sofía de Rehabilitación. El paso del tiempo hizo que el centro se quedará totalmente obsoleto, por ello el centro cambió de ubicación y así la Comunidad de Madrid construyó el actual Centro de Educación Especial "María Soriano" que es el heredero de toda esa atención.
6.- C.P.R. Ártica: Colegio privado-concertado ubicado en el barrio de La Peseta, con primer y segundo ciclo de Infantil, Educación Primaria (concertada) y Educación Secundaria Obligatoria, y Bachillerato.
7.- C.P.R. Arenales: Colegio privado-concertado que tiene segundo ciclo de infantil, Educación Primaria (concertado) y Educación Secundaria Obligatoria. El concejal del distrito cedió una parcela de 16.324 metros cuadrados a la Comunidad de Madrid para que construyera un colegio concertado. La Consejería de Educación adjudicó la parcela a la Fundación Arenales. La superficie edificada global tendrá unos 11.000 metros cuadrados. Los edificios cuentan con aulas, talleres, laboratorios, biblioteca, aulas de informática y de audiovisuales, cocina, comedor, oratorio, gimnasio, polideportivo y pistas deportivas al aire libre. La primera fase tiene unos 3500 m² y ha entrado en funcionamiento en septiembre de 2012.
8.- IES Francisco de Ayala: La concejalía reclamó insistentemente a la Comunidad de Madrid la necesidad de construir un nuevo instituto de secundaria ante la futura demanda de nuevos alumnos debido a la construcción del barrio de la Peseta, para lo cual cedió una de las mejores parcelas de la zona, con una superficie de 13 496 m². De este modo, la Comunidad de Madrid construyó un instituto de educación secundaria inicialmente con 360 nuevas plazas públicas para alumnos de los cuatro cursos de ESO, de entre 13 y 16 años. 
El instituto tenía una superficie construida de 2.849 m² y contó inicialmente con 12 aulas de Secundaria, 4 seminarios, aulas de música, plástica, informática y tecnología y despachos administrativos. La inversión de esta primera fase fue algo más de 2,5 millones de euros. Posteriormente, se realizó una segunda fase de obras en el centro, con la construcción de otras 8 aulas más de Secundaria, 8 de Bachillerato, un gimnasio y pista de atletismo circular.
Hay que señalar que todos estos centros educativos tienen iniciativa pública debido a que el suelo o el centro es público. Además de estos centros educativos, y a lo largo de estos años, se construyeron otros muchos centros educativos (principalmente de educación infantil) que al no tener iniciativa pública no se mencionan.

### Creación de una nueva red de bibliotecas públicas (2000)
Hasta el siglo XXI, Carabanchel contaba con una red de bibliotecas públicas muy deficiente. En concreto, Carabanchel tenía tres bibliotecas públicas, de las cuales dos eran municipales y una de la Comunidad de Madrid:
1.- Biblioteca municipal ubicada en el bajo de un bloque de viviendas en la calle Hermanos del Moral. Se trata de una pequeña biblioteca con poco espacio y muy malas condiciones.
2.- Biblioteca municipal ubicada en la segunda planta del Centro Cultural "García Lorca". Se trata de una sala de estudios con un pequeño fondo bibliográfico.
3.- Biblioteca de la Comunidad de Madrid ubicada dentro de un centro de adultos en el barrio de Pan Bendito (C/ Camino Viejo de Leganés, 188). Se trata de una de las peores bibliotecas de la Comunidad de Madrid, pequeña y con una mala dotación de libros
Con el fin de corregir esta situación en se presentó un Plan de Bibliotecas para el distrito por el cual se pretendía construir tres grandes bibliotecas públicas ubicadas en el norte, centro y sur del distrito. Así, en Carabanchel se construyeron las siguientes bibliotecas:
1.- Biblioteca municipal "La Chata": Aunque inicialmente se barajó la posibilidad de construir esta biblioteca en el centro de Carabanchel, en una parcela ubicada en la confluencia de las calles Oca y Nuestra Señora de Valvanera, finalmente se utilizó el mercado municipal de Carabanchel (Vista Alegre), que estaba casi vacío, y tras una intensa rehabilitación y adaptación, a biblioteca pública. Así, en 2004 dicha biblioteca es inaugurada.
2.- Biblioteca de la Comunidad de Madrid "Luis Rosales": La Biblioteca Luis Rosales de Carabanchel fue inaugurada el 21 de julio de 2010. Se trata de una biblioteca al sur del distrito, fruto del Plan de Bibliotecas de Carabanchel y de la reordenación de equipamientos que la Junta Municipal de Carabanchel llevó a cabo en Carabanchel Alto y que permitió sustituir la obsoleta sala de estudio del centro cultural "García Lorca" por este moderno y singular equipamiento. 
3.- Biblioteca municipal "Ana María Matute": Se trata de una biblioteca al norte del distrito, fruto del Plan de Bibliotecas de Carabanchel. Es la mejor biblioteca municipal de la ciudad de Madrid y cuyo coste ha ascendido a más de 6,6 millones de €. En sus 3369 m², el edificio genera espacios diáfanos para los diferentes usos, incluso con volúmenes independientes, y con particiones internas transparentes para permitir una visión más amplia del interior.
Cuenta con 283 puestos de lectura y consulta, 78 puestos en sala de actividades, 37 puestos de Internet, un fondo documental de 73.668 ejemplares y 8.017 títulos multimedia. La biblioteca fue objeto de dos polémicas: la primera cuando en su primer acto oficial el Delegado de las Artes Fernando Villalonga, anunció que la biblioteca, cuyas obras ya habían finalizado, se abriría al público por voluntarios; y la segunda, cuando finalmente la biblioteca se inauguró el 28 de enero de 2013 ya que para abrirla hubo que cerrar dos bibliotecas municipales.

### El nuevo Palacio Multifuncional de Vistalegre (2001)
El 29 de marzo del año 2001 fue inaugurado oficialmente el Palacio de Vistalegre, que sustituyó a la antigua plaza de toros de Carabanchel "la Chata".
Posteriormente, y con motivo de la inauguración, se hizo la primera corrida de toros con toros de Juan Pedro Domecq el 12 de abril de 2001 en la que participaron famosos toreros del momento: José María Manzanares, Enrique Ponce y Curro Romero.
Antes de que se construyera el Palacio de Vistalegre, en esos mismos terrenos se levantaba la plaza de toros de "La Chata" (la plaza más antigua de Madrid) y conocida por grandes tardes de toros, por visitantes ilustres que pasaron por la plaza y porque figura en la letra de uno de los chotis más castizos y populares de Madrid.
El Palacio de Vistalegre es uno de los recintos multiusos más modernos de la Comunidad de Madrid. Su capacidad es de unos 15.000 espectadores. En ella se realizan multitud de eventos, desde corridas de toros, conciertos, operas, mítines políticos, espectáculos de motos, fiestas, partidos de baloncesto y balonmano, etc. Actualmente es la sede del Club Balonmano Atlético de Madrid, pero anteriormente fue la sede de los equipos de baloncesto del Estudiantes y del Real Madrid.

### Equipamientos de vanguardia para la Música y la Danza (2001)
Al igual que ocurría con las bibliotecas, Carabanchel tenía una muy mala dotación de equipamientos musicales y de danza. En concreto, Carabanchel tenía tan solo un pequeño conservatorio de música ocupando una pequeña parte de un edificio del "C.E.I.P. Perú" que por supuesto no daba cobertura a las demandas y necesidades del distrito de Carabanchel.
Con el fin de corregir esta situación se diseñó en 2001 un Plan de Equipamientos Musicales para el distrito, por el cual se construían dos grandes equipamientos musicales públicos, uno municipal y otro de la Comunidad de Madrid, ubicados en Carabanchel Bajo y Carabanchel Alto de modo que entre los dos se pudiera prestar servicio a todos los vecinos de Carabanchel, aunque lógicamente también podrían ir de otras partes de Madrid. De este modo se construyeron los siguientes centros:
1.- Centro Integrado de Enseñanzas Musicales "Federico Moreno Torroba" y Conservatorio Superior de Danza "María Ávila": Se trata de uno de los complejos de enseñanza musical y de danza más importante de España. Dichos conservatorios están ubicados en el edificio "Los Lujanes" en lo que fuera el antiguo Orfanato Nacional del Pardo dentro de la Finca Vista Alegre. 
El edificio fue cedido a la Fundación de Caja de Madrid, que rehabilitó el edificio y lo adaptó para enseñanzas musicales. De este modo, se pudo trasladar en el verano de 2006, el Conservatorio Profesional de Carabanchel del espacio que ocupaba en el "C.E.I.P. Perú" a esta nueva ubicación. Actualmente el centro acoge dos centros diferenciados aunque complementarios:
A) Centro Integrado de Enseñanzas Musicales "Federico Moreno Torroba": Se imparte enseñanza musical en grado elemental y profesional, además de ser instituto de secundaria que permite integrar la enseñanza secundaria obligatoria con la musical, siendo uno de los mejores centros de toda España (excluyendo los conservatorios superiores de música).
B) Conservatorio Superior de Danza "María Ávila" (CSDMA): El CSDMA tiene su origen en año 2001 cuando la Consejería de Educación de la Comunidad de Madrid establece provisionalmente las Enseñanzas de Grado Superior de Danza en la sede del Real Conservatorio Profesional de Danza de Madrid, implantando la especialidad Pedagogía de la Danza, a la espera de un edificio que albergara el nuevo Conservatorio. 
Así, en septiembre de 2006 se crea en este edificio el Conservatorio Superior de Danza de Madrid “María de Ávila” y se implantan los estudios superiores en las especialidades de "Coreografía y Técnicas de la Interpretación de la Danza" y "Pedagogía de la Danza" en sus diferentes líneas: Danza Española, Danza Clásica, Danza Contemporánea y Flamenco, además de futuros estudios de doctorado, másteres de especialización artística e investigación en colaboración con diferentes universidades, programas de intercambio ligados al espíritu del Espacio Europeo, actividades complementarias que incluyen: cursos, talleres, conferencias, clases magistrales y colaboraciones con festivales, centros coreográficos y compañías de danza. Todo esto ha hecho que este sea, probablemente, el mejor centro de enseñanza de la danza de España.
2.- Escuela Municipal de Música "Isaac Albéniz": Se trata de la escuela de música municipal más grande de Madrid y viene a equivaler al grado elemental de la enseñanza musical que se da en los conservatorios de música, aunque sin que estos estudios estén homologados. La Escuela de Música "Isaac Albéniz" fue inaugurada durante el curso 2009-2010.

### Un nuevo Centro para Atención e Información de la Seguridad Social (CAISS) en Carabanchel (2001)
El Centro de Atención e Información de la Seguridad Social (CAISS), administración de Carabanchel (Nº7) fue construido totalmente nuevo en el año 2001, sustituyendo al antiguo edificio de la Tesorería General de la Seguridad Social (TGSS) ubicado en la calle Azabache.
Su misión principal es atender e informar al ciudadano de las prestaciones económicas de la Seguridad Social (maternidad, paternidad, incapacidad temporal, etc.), así como la gestión y el trámite de las mismas. El Centro de Atención e Información de la Seguridad Social (CAISS) tiene, además, una Oficina de Registro de Certificados Digitales, y está integrado con la Tesorería General de la Seguridad Social (TGSS).

### Rehabilitación de la ermita mudéjar más antigua de Madrid, "Santa María la Antigua" (2002)

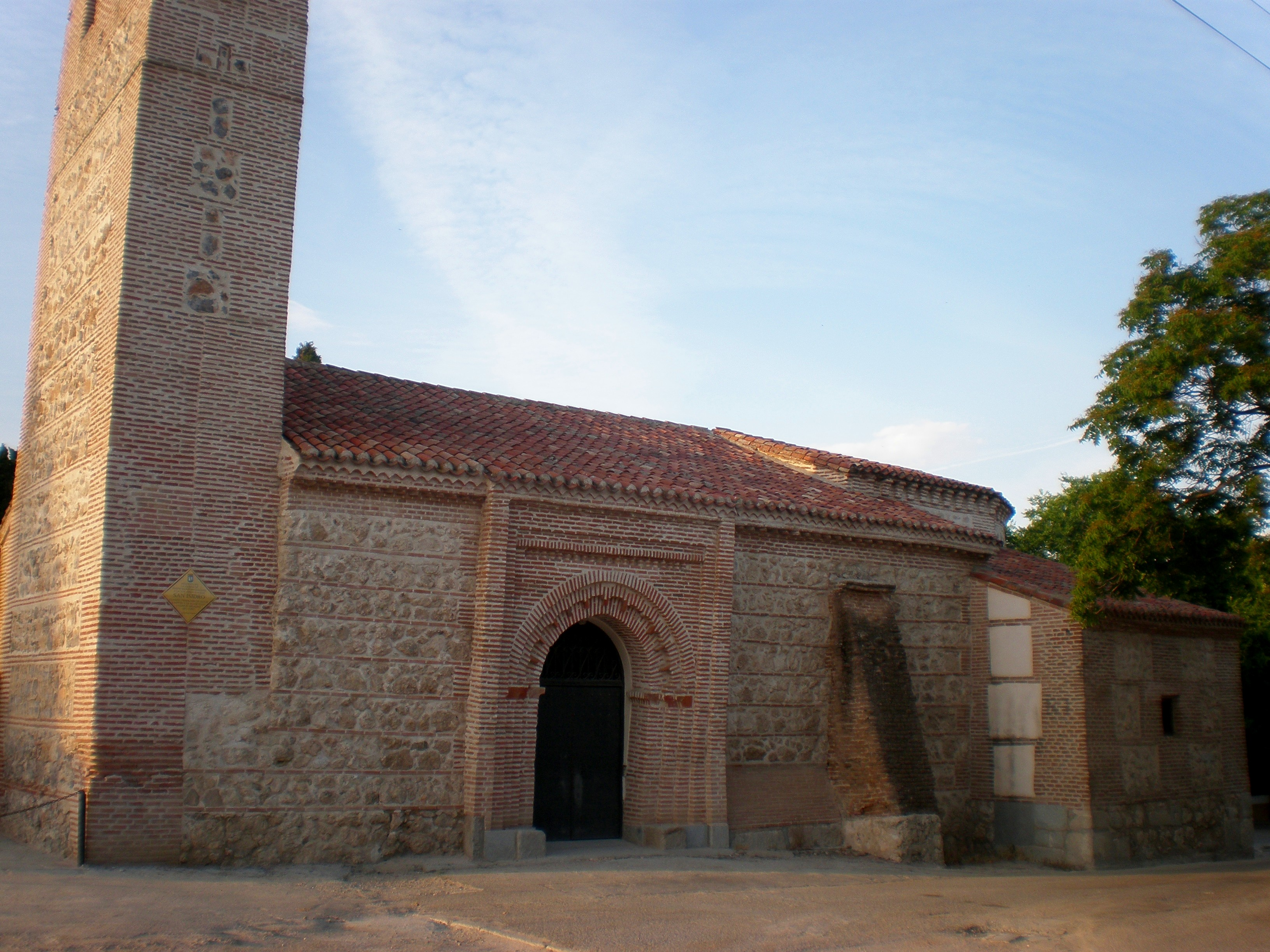
Ermita de Santa María la Antigua.

La ermita de Santa María la Antigua tiene un extraordinario valor pues se trata del templo mudéjar más antiguo de toda la Comunidad de Madrid, además de ser la única ermita mudéjar que se conserva completa.
La ermita de Santa María la Antigua está situada entre el solar de la antigua Cárcel de Carabanchel y el antiguo cementerio de Carabanchel Bajo, sobre una villa romana de los siglos II y III. Fue levantada en estilo románico-mudéjar en el siglo XIII, aunque tiene algunos elementos del siglo XII y conserva en muy buen estado su primitiva estructura medieval. 
En ella, San Isidro Labrador hizo alguno de sus milagros más populares. En el siglo XVII se procedió a su mejora, ampliación y reforma, con motivo de la canonización en 1622 de San Isidro y desde entonces fue objeto de peregrinación. Sin embargo, poco a poco fue cayendo en el olvido y en el abandono, hasta que fue declarada Bien de Interés Cultural en 1981 siendo concejal de Carabanchel, Miguel Lara, y en los años 90 la Hermandad del Carmen de Carabanchel la recupera haciendo una romería popular hasta las puertas de la ermita.
La ermita de Santa María la Antigua fue restaurada por empeño del párroco de la iglesia de San Sebastián Mártir, Hilario Peña, de la cual depende y por el concejal del distrito, Carlos Izquierdo en el año 2002 que consiguieron que la Comunidad de Madrid llevara a cabo dicho proyecto y que el edificio recuperara todo su valor y esplendor histórico.

### El nuevo parque empresarial de Aguacate: la apuesta por el emprendimiento y el empleo (2002)
El principal parque empresarial de Carabanchel es el antiguo polígono industrial de Aguacate, próximo al ensanche del distrito. El polígono de Aguacate se encuentra en una situación privilegiada pues actualmente es uno de los escasos polígonos de Madrid que se encuentran dentro del perímetro interior de la M-40. El hecho de esa cercanía a Madrid y la buena comunicación con la M-40, la proximidad de la M-30, la avenida de los poblados, la carretera de Toledo (A-42), la calle vía Lusitana, y la línea de metro y las líneas de autobuses han contribuido a que muchas empresas elijan establecerse en el polígono de Aguacate.
El polígono industrial de Aguacate estaba obsoleto y en cierta decadencia. Por ello, a partir de 2002, el polígono de Aguacate ha sido objeto, de una importantísima reforma de todos sus espacios viarios, tanto aceras como calzadas, así como cruces e intersecciones, con el objetivo de hacerlo más atractivo para las empresas y el emprendimiento. Además, en los últimos años este polígono empresarial ha mejorado de forma muy importante sus comunicaciones (líneas de autobuses: 118, 108, 47, 247, 121, 115 y línea 11 de metro) lo que ha permitido el desarrollo del polígono.
Por otro lado, cuando se aprobó el Plan Especial de Inversiones de Carabanchel se estableció, entre sus objetivos, la construcción de un Centro de Desarrollo Empresarial y Vivero de Empresas. Así, el 19 de febrero de 2010 fue inaugurado el Vivero de Empresas de Carabanchel. El Vivero de Empresas de Carabanchel, que depende de Madrid Emprende, es el mayor de España con 6.100 metros cuadrados, 31 despachos para emprendedores y una inversión de casi 11 millones de euros. En él se ubica la Ventanilla de la Economía Social y la Agencia de Empleo de Zona.
Actualmente en el polígono de Aguacate hay cientos de empresas que operan en él, de sectores como son la automoción, el textil, la alimentación, etc. El objetivo se cumplió y muchas nuevas empresas se ubicaron en este polígono.
El polígono empresarial de Aguacate se quedó pequeño y con motivo del desarrollo urbanístico, conocido como barrio de la Peseta, se creó una zona anexa al propio polígono empresarial que va a permitir que éste siga creciendo. Dicha ampliación está ubicada entre la calle vía Lusitana, la carretera de Toledo (A-42) y el cementerio sur y en ella ya se han implantado las primeras empresas. 
Además, próximo al polígono se encuentra el centro comercial "Islazul",  que también ha sido un polo importante de generación de riqueza y empleo puesto que es el centro comercial más grande de Madrid (hasta que se inaugura La Gavia), convirtiéndose en el primer edificio de toda España que tiene cubierta EFTE, y poseyendo la pantalla de cine más grande de toda Europa.

### El impulso sanitario (2002)
La situación en el distrito se la siguiente:
1.- El Convenio firmado sobre el Hospital Central de la Defensa Gómez Ulla: por el que a partir del 1 de enero de 2011 el Hospital Central de la Defensa Gómez Ulla se convirtió en el nuevo Hospital de referencia para Carabanchel y Latina tras la firma del convenio entre el Ministerio de Defensa y la Comunidad de Madrid. 
Para ello la Comunidad de Madrid acordó un gasto de 258.791.487 euros para los próximos 10 años para pagar el coste de la atención sanitaria de los madrileños que accedieran a los servicios del hospital con su tarjeta sanitaria y aunque el Hospital Central de la Defensa Gómez Ulla y su personal siguiera perteneciendo al Ministerio de Defensa. Con este convenio el hospital se dimensionaba para atender a una población de referencia de 112.000 cartillas.
2.- Los nuevos Centros de Especialidades: ubicados en el Hospital Central de la Defensa Gómez Ulla y en el Hospital Doce de Octubre con la construcción de un nuevo edificio para consultas externas.
3.- La construcción del nuevo Centro de Atención Primaria limítrofe al barrio de la Peseta: que empezó a funcionar en 2012, tras la cesión de una parcela por el Ayuntamiento de Madrid a la Comunidad de Madrid
4.- Y la cesión de parcelas a la Consejería de Sanidad para la construcción futura de nuevos Centros de Salud:
A) El Centro de Atención Primaria "Abrantes", ubicado en el bajo de un edificio de la avenida de Abrantes, era insuficiente y obsoleto. Así, tras un cambio en el uso de los suelos, pactado con la Asociación de Vecinos "Colonia Velázquez", por el que el campo de fútbol de la colonia dejaba de ser deportivo para pasar a ser suelo dotacional, se segregaba en dos, cediéndose la que daba a la avenida de Abrantes a la Consejería de Sanidad, la cual hasta la fecha no ha procedido a la construcción del nuevo Centro de Salud.
B). 
El Centro de Atención Primaria "Comillas", ubicado en la calle Eduardo Marquina, era también insuficiente y obsoleto. Así, se obtuvo una parcela junto a la calle Antonio López para su posterior cesión a la Consejería de Sanidad. Actualmente la Comunidad de Madrid, y pese a la cesión de la parcela, todavía no ha construido el nuevo Centro de Salud.
C) 
El Centro de Atención Primaria "Quince de Mayo", ubicado en el paseo Quince de Mayo, era deficiente. Así, tras la segregación y posterior cesión a la Comunidad de Madrid de una parcela ubicada junto al propio paseo Quince de Mayo. Actualmente sigue sin ejecutarse la construcción del nuevo Centro de Salud.
Señalar que cuando en 2004% la Coordinadora de Asociaciones de Vecinos de Carabanchel comenzó a trabajar en el Plan Especial de Inversiones de Carabanchel planteó como primer objetivo corregir la deficiente situación sanitaria en el distrito, no solo con la construcción de un Hospital y un nuevo centro de especialidades, sino también defendiendo el planteamiento del concejal del distrito en cuanto a la nueva dotación de Centros de Atención Primaria.

### Por fin, dotaciones para Carabanchel Alto (2002)
A diferencia de Carabanchel Bajo, Carabanchel Alto ha tenido una deficiencia estructural en cuanto a sus equipamientos. El primer paso fue la reordenación de equipamientos por la Junta Municipal de Carabanchel del siguiente modo:
1.- Centro Sociocultural "García Lorca" (construido en la década de los ochenta siendo concejal de Carabanchel, Joaquín García Pontes): Se dejó solo como centro de actividades culturales quitando las salas de estudio y las actividades deportivas.
2.- Centro de Mayores "Francisco de Goya" (construido en la década de los noventa siendo concejal de Carabanchel, Alberto López Viejo): Se dejó solo para mayores eliminando las salas y las actividades de jóvenes cumpliendo con la reivindicación histórica de la Junta Directiva del centro encabezada por Pedro Jarillo.
El segundo paso fue la construcción de equipamientos nuevos, todos ellos construidos en la primera década del siglo XXI:
1.- El centro juvenil Carabanchel Alto: Para que los jóvenes pudieran tener, por fin, un espacio donde realizar sus actividades. Aquí está instalada la Oficina Juvenil y un centro de nuevas tecnologías. Este centro fue el antiguo depósito de agua que daba servicio al pueblo de Carabanchel Alto y el cual fue rehabilitado y adaptado.
2.- La Escuela de Música "Isaac Albéniz": Dado que el conservatorio estaba bastante alejado de Carabanchel Alto. Así, se hizo un plan para que todos los vecinos pudieran tener un equipamiento musical. Se trata de la escuela de música municipal más grande de Madrid y viene a equivaler al grado elemental de la enseñanza musical que se da en los conservatorios de música, aunque sin que estos estudios estén homologados.
3.- La Biblioteca "Luis Rosales": Para que se pudiera sustituir a la obsoleta sala de estudio del centro cultural "García Lorca". Se trata de una biblioteca fruto del Plan de Bibliotecas de Carabanchel. Es además la biblioteca más grande de Carabanchel y la segunda más grande de toda la Comunidad de Madrid (solo superada por la Biblioteca Manuel Alvar en el distrito de Salamanca) y primera por implantación de medios avanzados como wifi y libros electrónicos.
4.- El polideportivo "Las Cruces": Para dar un servicio cercano a los vecinos. Y es que Carabanchel Alto había tenido el recinto polideportivo Aluche (cuando Latina y Carabanchel eran el mismo distrito) pero estaba muy alejado de los vecinos del casco antiguo. Por eso y para atender muchas de las necesidades deportivas (pabellón cubierto, piscinas de invierno, pistas de tenis, etc.) se construyó este nuevo polideportivo.

### Una Red Municipal de Atención Social Primaria ejemplar (2002)
Hasta el año 2003, Carabanchel solo tenía un Centro de Servicios Sociales. Se trataba del Centro de Servicios Sociales "Monseñor Oscar Romero". Posteriormente, se construirían dos centros más de Servicios Sociales, lo que permitiría a Carabanchel tener la mejor red de centros de Servicios Sociales de todos los distritos de Madrid.
Durante estos años, los Servicios Sociales de Carabanchel dieron un importante salto cuantitativo y cualitativo, no solo en cuanto al número de equipamientos sino también a la cantidad de programas desarrollados, lo que facilitó el acceso a la vida cotidiana de las personas y la cohesión social en el distrito.
El Centro de Servicios Sociales "Monseñor Oscar Romero" construido en 1987 fue durante muchos años el "buque insignia" de Carabanchel en cuanto a la atención de los servicios sociales en todas sus vertientes (mayores, menores, familias, exclusión social, enfermedad mental, discapacidad, inmigración, mujer, población gitana, etc.).
Los centros nuevos que se construyeron o reformaron fueron los siguientes::
1.- Centro de Servicios Sociales "Monseñor Oscar Romero": En 2002 el centro tuvo una gran reforma integral, fundamentalmente en la parte de centro de mayores, lo que permitió ordenar los espacios destinando el sótano, la planta baja y la primera a centro de mayores, y dejando el resto del edificio para centro de Servicios Sociales optimizando de este modo la atención social. A partir de 2004 esta parte también se reformaría
2.- Centro de Servicios Sociales "Elíptica": En 2003 se rehabilitó una antigua casa piloto de una constructora que estaba en una pequeña zona verde con lo que se creó el segundo Centro de Servicios Sociales. Fue una gran operación pues frente al derribo de un edificio se le dio un fin social muy necesario acercando de este modo los servicios sociales al barrio de Comillas y al barrio de Opañel.
3.- Centro de Servicios Sociales "Zaida": Inaugurado el 17 de febrero de 2009.

### Una tradición medieval recuperada (2003)

Cruz de Malta.

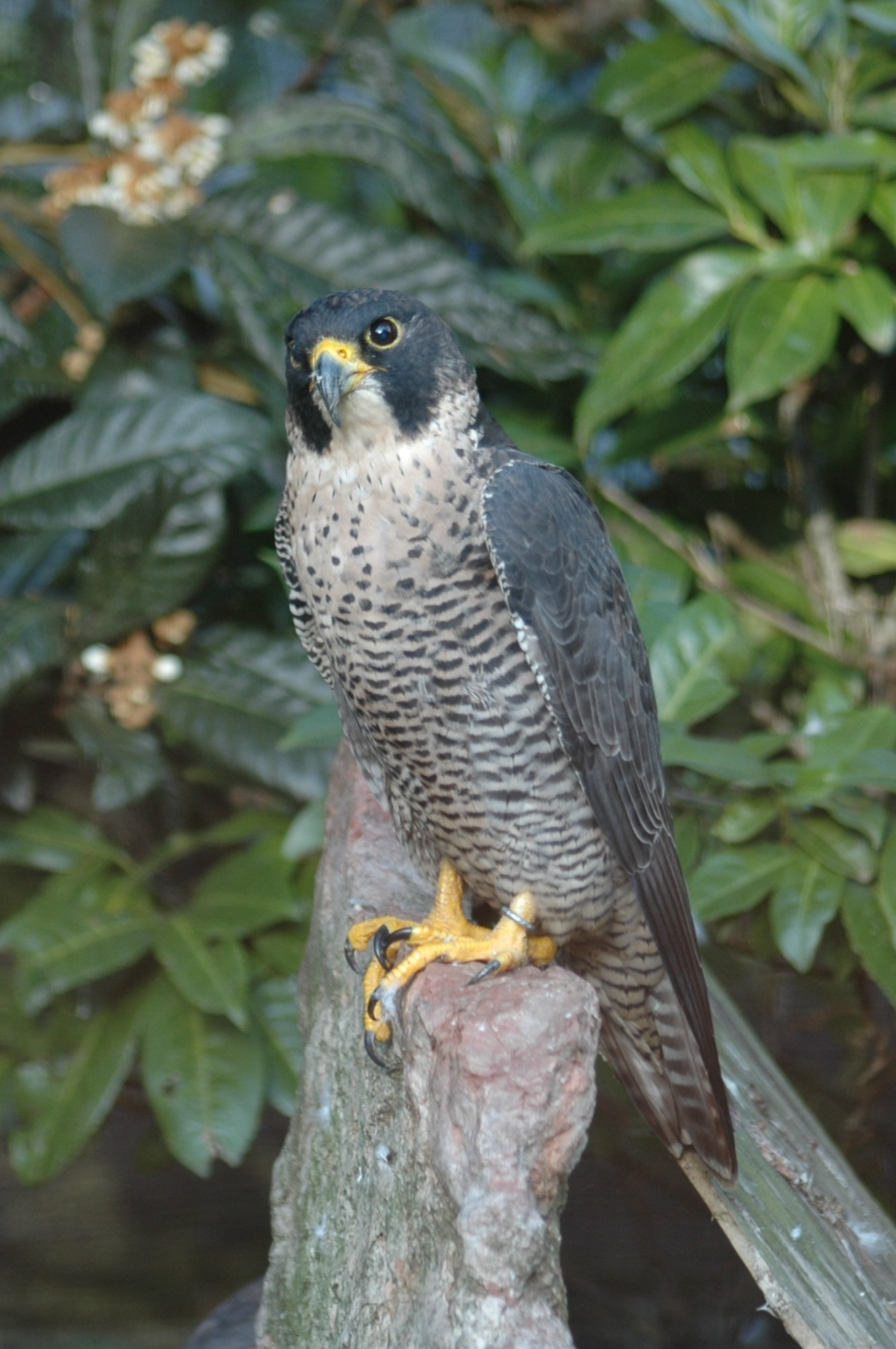
Halcón peregrino

Una de las tradiciones de Carabanchel que más llamó la atención fue una tradición medieval, de hace más de cinco siglos, que había permanecido olvidada en un rincón de su memoria.
Carabanchel Bajo, de esta forma volvió a la Edad Media con una singular ceremonia que se inició en el interior del templo de San Sebastián. Desde el atrio, y anunciado con música medieval y renacentista con instrumentos de flauta, laúd y atambor, entraron once jóvenes con sombreros emplumados, atavíos de grana orlada en oro y guanteletes; y siete halcones con sus cabezas cubiertas con caperuzas de brillante cuero posados sobre los guanteletes de otras tantas personas, tres de ellas niños. 
El concejal del distrito, Carlos Izquierdo (recreando la misión del regidor de Carabanchel Bajo), se adentró también en el templo flanqueado por representantes de la Orden de San Juan del Santo Sepulcro y San Hermenegildo, jefes navales de uniforme, más cuatro cofradías carabancheleras (Hernandad de San José, Hermandad de El Carmen, Hermandad de Santiago y Hermandad de San Isidro), con sus estandartes desplegados, al igual que los de la Real Federación Española de Caza y del Gremio de Halconeros.
De esta forma se conmemoró el 525.º aniversario de la concesión a Carabanchel de un fuero, por el cual se asignaba al Concejo madrileño de Carabanchel Bajo el privilegio de asentar a los halconeros reales. A ellos el Rey Fernando el Católico singularizó en el año de 1478 como depositarios del antiguo arte de la cetrería. 
Después, y a partir de 1530, Carabanchel empezó a recibir 'el halcón maltés' como tributo, que estableció Carlos I, a la Orden de San Juan de Jerusalén por custodiar la isla de Malta, y que se prolongó hasta que Fernando VI lo cancelara en 1748 y los Caballeros de la Orden de Malta fueron expulsados de la isla de Malta por las tropas de Napoleón en 1798.
Tras este acto en Carabanchel, en el año 2005, el Real Gremio español recupera esa tradición, haciendo entrega a Su Majestad el Rey don Juan Carlos de un ejemplar de esta ave de presa, especialmente apreciada en el arte de la cetrería.

### La gran apuesta polideportiva (2003)

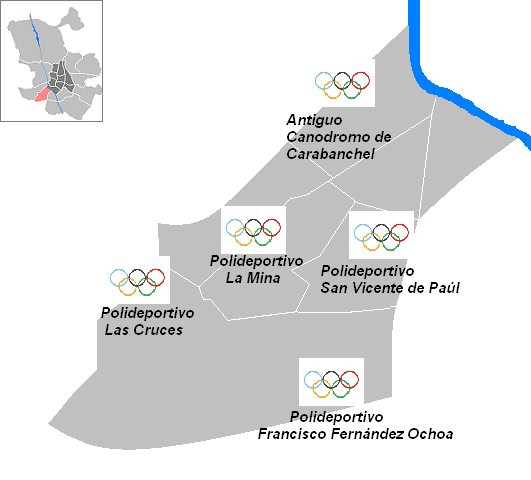
Localización de los polideportivos de Carabanchel

El distrito de Carabanchel, hasta el año 2003, tenía una red muy insuficiente de polideportivos municipales que ni mucho menos cubría las necesidades y demandas de la población del distrito. Así, hasta ese año 2003, tan solo existían dos polideportivos en Carabanchel, uno del Ayuntamiento de Madrid y otro dependiente de la Comunidad de Madrid, y que eran: el polideportivo La Mina y el polideportivo San Vicente de Paúl.
No obstante, hay que señalar que los distritos vecinos de latina y Usera tenían, entre otros, los siguientes polideportivos: polideportivo de Aluche y polideportivo de Orcasitas, respectivamente, a los que los vecinos de Carabanchel se desplazaban para poder realizar actividades deportivas.
Pese a todo las necesidades deportivas en Carabanchel eran evidentes. Así, tras una identificación de los suelos deportivos y obtención y regularización de las propiedades se construyeron el polideportivo Gallur, el polideportivo Las Cruces y el polideportivo Francisco Fernández Ochoa, y se remodelan de forma muy importante el polideportivo La Mina y el polideportivo San Vicente de Paúl.
1.- Polideportivo "La Mina": Fue una obra muy importante porque se eliminó el último núcleo de infravivienda que había en el distrito (plaza Conde de Eleta) obteniéndose una importante parcela que se agregó al Polideportivo "La Mina", lo que permitió la ordenación del polideportivo. Entre todos los proyectos destacan:
a) La construcción de un nuevo pabellón cubierto con un nuevo gimnasio que alberga sala de musculación y sala de aeróbic, en el año 2008.
b) 
La agregación de la parcela del campo de fútbol de la Mina (sede del Real Club Deportivo Carabanchel) al propio polideportivo y su transformación en miniestadio con campo de fútbol de césped artificial, en el año 2010. c) La remodelación y rehabilitación de la piscina cubierta debida a la aparición de importantes deficiencias estructurales provenientes de su construcción, en el año 2011.
2.- Polideportivo "San Vicente de Paúl": Fue remodelado completamente para adecuarlo a las necesidades de los habitantes del barrio e incorporó las siguientes instalaciones deportivas: Campo de fútbol, siete de hierba artificial, dos pistas de pádel, dos pistas de tenis de hierba artificia, gimnasio para actividades dirigidas. Dicha instalación fue inaugurada en 2006.
3.- Polideportivo "Gallur": Ubicado en la calle Vía Carpetana, físicamente pertenece al distrito de Latina. Sin embargo, la población más beneficiada era la del barrio de San Isidro de Carabanchel. De hecho, cuando finalizaron las obras de la primera fase, la gestión del polideportivo se lo asignaron al director del polideportivo "La Mina", debido a que todo el proyecto (resto de fases) iba a estar tutelado por el distrito de Carabanchel. Las fases fueron:
a) En la primera fase de las obras se construyó una piscina cubierta y un pabellón polideportivo cubierto. b) 
En la segunda fase la instalación se vio ampliada con 77.664 metros cuadrados más un espacio antes ocupado por infraviviendas y se construyeron 12 pistas de pádel, 10 pistas de tenis, un campo de fútbol 11 de césped artificial y un frontón largo, de 54 metros, así como varios vestuarios y un aparcamiento con una inversión de 3,8 millones de euros. La instalación dejó entonces de depender de Carabanchel para pasar a ser gestionada por el distrito de Latina.
c) 
En una tercera fase se dejó previsto la construcción de un pabellón cubierto de atletismo que albergará una pista de 200 metros dispuesta para competiciones internacionales, y que tendrá un aforo de 3.500 espectadores. El coste estimado de las obras ascenderá a los 18,5 millones de euros.
4.- Polideportivo "Las Cruces": Ubicado en la avenida de los Poblados, frente a los terrenos de la antigua cárcel de Carabanchel, físicamente pertenece al distrito de Latina, aunque linda con Carabanchel. Tiene una superficie de 8.612 metros cuadrados.
La materialización del polideportivo se llevó a cabo a través del Plan Especial de Inversiones para Carabanchel. El polideportivo cuenta con piscina climatizada, pabellón polideportivo cubierto, pistas exteriores (campo de fútbol 11 de césped artificial, dos campos de fútbol 7 de césped artificial, pistas de baloncesto, pádel y tenis), la sala de musculación más grande de todo Madrid y otras salas multiusos. Fue inaugurado el 19 de marzo de 2009. Tras su apertura, la gestión del polideportivo pasó a depender del distrito de Latina.
5.- Polideportivo "Francisco Fernández Ochoa": Ubicado en el barrio de La Peseta. El polideportivo municipal lleva el nombre de Francisco Fernández Ochoa debido a que el Ayuntamiento de Madrid quiso ofrecer de esta forma un "homenaje permanente a esta gran figura del deporte español y madrileño que falleció el 6 de noviembre de 2006". Tiene una superficie construida de 31 530 m², y está dotado de las más completas instalaciones. 
Fue inaugurado el 23 de septiembre de 2008. Está gestionado de forma indirecta por "Duet Sports", siendo el primero de todos los polideportivos de Madrid en ser gestionado de forma integral. Las unidades deportivas al aire libre son: dos campos de fútbol 7 de césped artificial; Campo de Hockey Patines y Pista de Patinaje (pista cubierta e iluminada); 8 Pistas de Pádel (exteriores, con muro y moqueta); 6 Pistas de Tenis (pista rápida - tenis quick). Las unidades deportivas cubiertas son: 
- Gran pabellón polideportivo triple de 70 x 45 metros con graderío para 1500 personas (3 Pistas de Baloncesto;
- 1 Pista de Balonmano;
- 1 Pista de Fútbol Sala;
- 1 Pista de Voleibol);
- Piscina olímpica de 50x25 metros (con 10 calles y terapéutica);
- Piscina de Aprendizaje de 25x6 metros;
- 3 Salas Multiusos (sala cycling, sala impacto, sala cuerpo-mente) para hacer aeróbic, steps, cycling, abdominales, body power, fat burning, body tonic, aguaeróbic, aguagym, pilates, yoga, tai-chi, estiramientos, funky, hip-hop, bailes de salón, bailes latinos; sala de fitness con zona cardiovascular, zona de trabajo isotónico, zona de peso libre y zona de estiramientos;
- Sala de Musculación.
- Solárium al aire libre, con servicio de hamacas y de toallas, zonas de descanso, servicio médico, servicio de dietética, fisioterapia, nutrición, podología, entrenadores personales, servicio médico deportivo y más de 110 plazas de aparcamiento gratuito, con 3 plazas reservadas para vehículos de minusválidos acreditados y amplias zonas de estacionamiento exteriores.

### Las nuevas parroquias de Carabanchel (2003)
Carabanchel, por ser un pueblo y por su proximidad a la ciudad de Madrid tiene una extensa dotación de edificios religiosos (iglesias, ermitas, parroquias y conventos). En los últimos años se han seguido construyendo nuevas iglesias que permiten a todas las barriadas de Carabanchel tener una iglesia. Las últimas construcciones son las siguientes:
1.- Parroquia de "Santa Catalina Labouré": El 8 de junio de 2003 el cardenal arzobispo de Madrid, Antonio María Rouco Varela, presidió la celebración de la Eucaristía que inauguró el nuevo templo de la parroquia Santa Catalina Labouré. La nueva construcción, elaborada en piedra caliza y madera laminada, cuenta con unas grandes pinturas al fresco (obra del iniciador del Camino Neocatecumenal, Kiko Argüello junto a Carmen Hernández) que, inspiradas en los iconos de la Iglesia oriental, ocupan el friso superior y rodean toda la asamblea. 
El nuevo templo se encuadra dentro de una parroquia concebida como lugar de encuentro dentro del barrio. Por ello, cuenta con un patio y una fuente en el centro, al estilo de la plaza de un pueblo, multitud de salas para celebraciones, una sala de proyecciones, una pequeña biblioteca y un campo de deportes para los jóvenes.
2.- Parroquia "Nuestra Señora de África": Inicialmente existía una parroquia en la calle José del Río en el barrio de San Isidro. El barrio estuvo sujeto a una gran transformación urbanística fruto de la cual se produjo un cambio de parcelas mediante el cual el Arzobispado de Madrid obtuvo una en el poblado de absorción de General Ricardos. Pasaron muchos años hasta que el Ayuntamiento de Madrid autorizó la construcción de la iglesia, cuyo proyecto se asemeja exteriormente a la parroquia de "Santa María Labouré". La parroquia "Nuestra Señora de África" fue inaugurada y su templo consagrado por el cardenal arzobispo de Madrid, Antonio María Rouco Varela.
3.- Parroquia de "Santa Maravillas de Jesús": El 14 de diciembre del año 2008 fue puesta la primera piedra y bendecida por el cardenal arzobispo de Madrid, Antonio María Rouco Varela la primera parroquia del barrio de La Peseta en honor a Santa Maravillas de Jesús, monja carmelita que vivió en el siglo XX. El comienzo de la parroquia se situó en un local que hacía las funciones de parroquia hasta la construcción del definitivo complejo parroquial que será edificado en la calle Los Morales.
4.- Parroquia de "San Benito Menni": El 4 de octubre de 2009 se inauguró una segunda parroquia en el barrio de La Peseta frente al centro comercial Islazul por el cardenal arzobispo de Madrid, Antonio María Rouco Varela. Lleva el nombre de San Benito Menni, miembro de los Hermanos San Juan de Dios y fundador de las Hermanas Hospitalarias.
5.- Parroquia "Epifanía del Señor": Ubicada en la calle Nuestra Señora de la Luz, 64. Fue inaugurada y consagrada en 2010 por el cardenal arzobispo de Madrid, Antonio María Rouco Varela.

### Creación de una Red Social Municipal de Atención Especializada (2003)
Junto a esa importante red de atención social primaria se construyó una red de atención social especializada dirigida a aquellos sectores de la población más necesitados y más vulnerables. Entre esos equipamientos destacan:
1.- Equipamientos para mayores: Así, se construyeron nuevos centros de mayores, centros de atención diurna para personas dependientes, pisos tutelados y supervisados para mayores semiautónomos y residencias. Además, de incrementar notablemente la atención a los mayores con la teleasistencia y la ayuda a domicilio, hasta situar al distrito de Carabanchel con más servicios.
2.- Centro de Atención Social a la Mujer "María de Maeztu": Inaugurado en marzo de 2007, y cuyo objetivo era favorecer la participación social de las mujeres, especialmente de aquellas que hayan padecido una situación de desestructuración personal, familiar o de violencia.
3.- Centros de atención a los menores: Entre los cuales destacan:
A) Centro Municipal de Atención a la Infancia (CAI) N.º 8: El objetivo es realizar programas de protección a la infancia buscando que los progenitores cumplan su función de cuidado, potenciando la capacitación parental para preservar la unidad familiar, siendo en ocasiones necesaria la separación de los menores y el consecuente trabajo en reunificación familiar. Los destinatarios son, por tanto, menores en desprotección social y sus familias.
B) Centro Municipal de Adolescentes y Jóvenes ASPA N.º 4: El objetivo es dar respuesta a adolescentes con fracaso escolar con el fin de evitar su exclusión de la sociedad, buscándoles nuevos itinerarios.
4.- Equipamientos para inmigrantes: A partir de 1996 España entró en una fase de gran crecimiento económico, es lo que se denominó "el milagro español". Este boom económico atrajo a miles de inmigrantes que se asentaron en Carabanchel (el distrito que más inmigrantes recibió en términos absolutos). Así, con el fin de evitar conflictos xenófobos, raciales o de convivencia, así como para favorecer la integración y el conocimiento mutuo se crearon nuevos programas económicos y equipamientos:
A) La Oficina Municipal de Información y Orientación para la Integración de Población Inmigrante de Carabanchel: Se trata de una oficina en la que se da información, orientación laboral, clases de castellano, talleres y cursos de formación.
B) El CEPI Hispano-Ucraniano: Desarrolla actuaciones que promuevan la convivencia, el conocimiento y el acercamiento entre la población autóctona e inmigrante.

### Creación de una red de centros de día para personas mayores (2003-2009)
En todos estos años de ayuntamientos democráticos el distrito de Carabanchel había construido una muy buena red de centros de mayores. Sin embargo, el ritmo de crecimiento de los centros de día no se había desarrollado de la misma forma, entre otras razones, porque la implantación en la sociedad de este tipo de recursos fue posterior. Así, hasta el año 2000, el distrito contaba únicamente con dos centros de día públicos y 75 plazas:
1.- Centro de Día Puente de Toledo
2.- Centro de Día Francisco de Goya
Durante la primera década del siglo XXI se construirían los siguientes centros de día públicos:
1.- Centro de Día San Vicente de Paúl: Inaugurado en 2003. Acoge, además de un centro de día, un centro para personas mayores, ambos municipales. Se trata de un edificio emblemático inserto en una trama urbana opresora en el barrio de Opañel en el que la mayoría del centro se destina para centro de mayores y en una parte de la primera planta se instaló el centro de día. Sin embargo, durante la construcción hubo que pilotar mucho más profundamente en el subsuelo lo que permitió que se generasen unos grandes espacios en el sótano, los cuales se quedaron sin ejecutar. 
Por ello, y también para dar al edificio una mayor funcionalidad, se ejecutó una segunda fase de la obra en el año 2005 que configuró el centro como hoy lo conocemos, y que supuso, entre otras cosas, el traslado del centro de Día a la planta baja, a pie de calle.
2.- Centro de Día "Doctor Salgado Alba": El edificio, antigua casa de socorro municipal, llevaba mucho tiempo cerrada y sin uso. El Ayuntamiento de Madrid se encargó de su rehabilitación para convertirlo el Centro Municipal Geriátrico, el cual fue modificado posteriormente con el cambio de gobierno invirtiéndose 2 millones de euros más. De este modo, el edificio se destinó para la atención a los enfermos de Alzheimer de inicio temprano. 
El centro fue inaugurado el 29 de enero de 2007. El nombre del centro Doctor Salgado Alba se puso para reconocer el trabajo de un innovador en los servicios médicos para personas mayores. El centro de 1.735 metros cuadrados tiene, además del centro de día de 45 plazas para enfermos de Alzheimer de entre 30 y 60 años, un Centro de Formación Sociosanitaria y Geriátrica, y el Departamento de Centros de Día y Residenciales de la Dirección General de Mayores. Este centro fue pionero en la Comunidad de Madrid y en España, dado que no hay centros específicos para la atención temprana de enfermos de Alzheimer.
3.- Centro de Día "Aurora Villa": El centro fue inaugurado el 7 de mayo de 2007. El centro lleva el nombre de Aurora Villa, pionera del atletismo femenino español que participó en el campeonato de 1934, en el que ganó tres pruebas y estableció dos récord de España. Se trata de un centro de día mixto para la atención sociosanitaria de personas mayores con dependencia funcional (45 plazas) y de enfermos de Alzheimer (65 plazas).
4.- Centro de Día La Magdalena: inaugurado el 3 de junio de 2008. Se trata de un centro especializado en la atención a enfermos de Alzheimer con unas inmejorables dotaciones y que cuenta con 65 plazas. Se invirtieron 3.352.386 euros en las obras de construcción, de equipamiento y en la gestión hasta 2010.

### Reconstrucción de la "Puerta Bonita" (2005)
La Puerta Bonita cuyo antiguo nombre era el de Puerta de Madrid, era uno de los cuatro accesos que tenía la posesión real de la Finca de Vista Alegre, también conocida como Finca de Salamanca.
Debido a las parcelaciones para la edificación quedó aislada de la finca.
La Puerta Bonita se encuentra en la confluencia de la calle de Manuel Lamela con la calle General Ricardos, y da nombre al barrio de Puerta Bonita del distrito de Carabanchel.
Fue realizada en el siglo XIX por la fundición inglesa R.W. Kennael & Cº & Falkirk, y todo aquel que la veía quedaba absolutamente maravillado.
Desapareció en la década de los ochenta por un accidente de tráfico de una grúa que allí trabajaba.
Fue reconstruida a partir de unos antiguos planos encontrados de la cancela y la cerrajería. Asimismo fueron restaurados los dos pequeños pabellones adyacentes. En junio de 2005 fue inaugurada.

### Metro a Carabanchel Alto (2006)
Carabanchel Alto era el único barrio, hasta 2006, de Carabanchel sin ninguna estación de metro. Durante más de 20 años los vecinos han realizado movilizaciones y manifestaciones para conseguir que el metro llegara a su barrio.

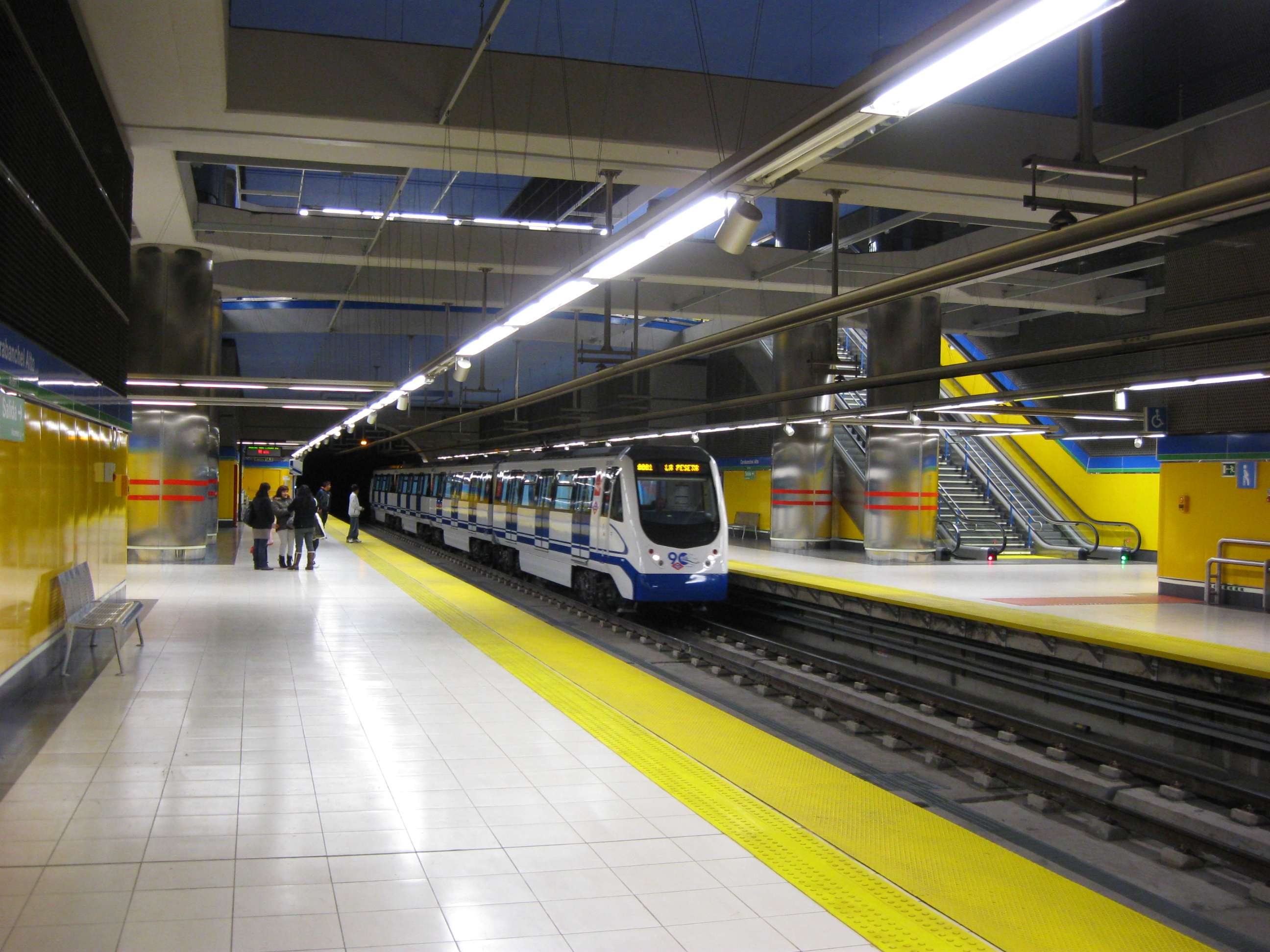
La estación de Carabanchel Alto, es una de las más amplias y modernas de todo Carabanchel. En el 2006 la línea 11 llegó a Carabanchel Alto y el PAU

Inicialmente iba a contar con dos estaciones más en la ampliación de la línea , la de San Francisco, Carabanchel Alto, pero finalmente se modificó el proyecto constructivo y se abrió una estación más, La Peseta, localizada en el ensanche del mismo nombre.
La llegada del metro a Carabanchel Alto y el PAU se produjo en 2006. La llegada de la línea 11 de metro fue muy celebrada por los vecinos ya que lo consiguieron tras 20 años de lucha.

### Las cocheras de autobuses en la avenida de los Poblados (2006)
Carabanchel desde hace mucho tenía unas antiguas cocheras ubicadas en la avenida de Carabanchel Alto. Dichas cocheras estaban muy próximas a unos bloques de viviendas, aunque éstos se habían construido después. Aun así, el hecho de estar ubicadas en este lugar del barrio de Buenavista las cocheras hacía que se generasen muchos problemas a los vecinos por ruidos, humos, atascos, etc. Sin embargo, el hecho de convivir con las cocheras, había sido visto con normalidad por los propios vecinos y no fue objeto de especial reivindicación.
La Empresa Municipal de Transportes (EMT) de Madrid construyó unas nuevas cocheras en Carabanchel, con capacidad para la quinta parte de su flota, tras dos años de obras y una inversión de 33 millones de euros, en la avenida de los Poblados, una ubicación más adecuada (el nuevo polígono industrial situado en las inmediaciones del nuevo ensanche del PAU, en la avenida de Los Poblados y muy cerca de la carretera de Toledo (A-42) y la M-40, con avenidas más amplias, mejores accesos a las principales carreteras y sin vecinos próximos). Las nuevas cocheras de Carabanchel fueron inauguradas el 29 de septiembre de 2006. Así, con la apertura de esta dotación se cumplen dos grandes objetivos:
1.- Eliminar el impacto sobre el entorno urbano que suponía el antiguo depósito de la EMT ubicado en una zona residencial en la avenida de Carabanchel Alto
2.- Y mejorar sus conexiones con los grandes ejes de circulación para reducir los desplazamientos por el interior de la ciudad.
El complejo tiene 37.000 metros cuadrados de superficie, de los que están construidos 25.000 distribuidos en tres plantas.
Allí se ubican 13.000 metros cuadrados que se destinan a depósito, 7.000 metros cuadrados a talleres y 6.000 metros cuadrados a almacén, y la pista, con casi 65.000 metros cuadrados y que puede albergar 440 de los 2.010 autobuses que componían la flota de la EMT a finales de 2006. Todas las conducciones están integradas en una galería de servicio fácilmente accesible, de forma que cualquier avería o escape se puede detectar y solucionar con rapidez. 
Asimismo, los tanques de almacenamiento de combustible, fundamentalmente gasóleo aunque también otros derivados de energías renovables como el etanol, disponen de cámaras subterráneas dotadas de dispositivos automáticos de seguridad que impiden o reducen al máximo la posibilidad de fuga o vertido. Además, se han instalado sistemas de energía solar que proporcionan hasta el 75% del agua caliente y el centro cuenta con una amplia zona de repostado y limpieza de vehículos que se abastece con agua reciclada y está dotada de depósitos de recogida de vertidos.

### Soterramiento de la M-30 (2007)

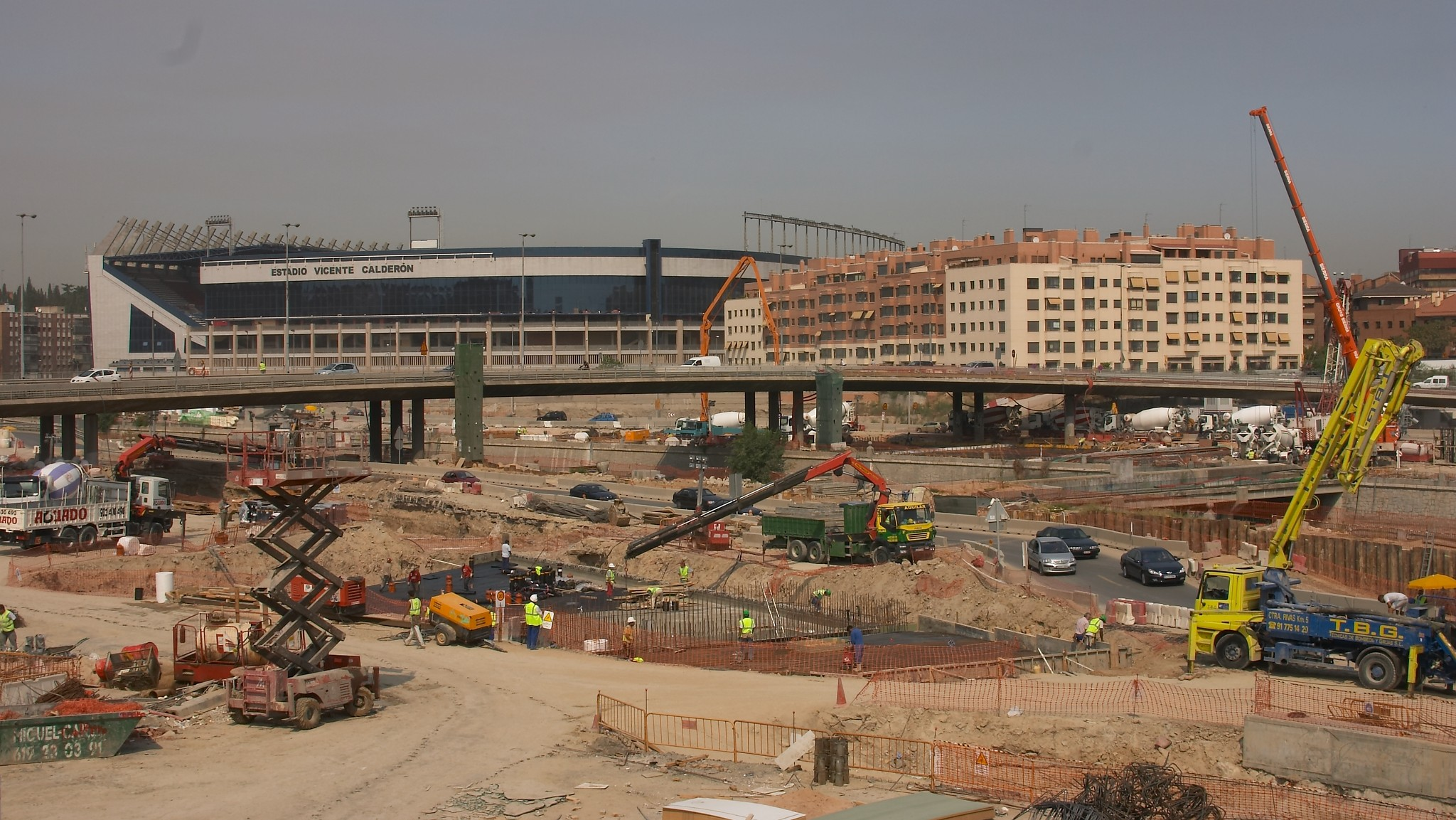
Obras de la M30, a la altura del Puente de Toledo, vista desde Carabanchel

El proyecto consiste en varias actuaciones y modificaciones en todo el trazado de la M-30, entre las que destaca el soterramiento mediante túneles de la vía a su paso por la ribera del río Manzanares, incorporando posteriormente ajardinamientos sobre la obra, que es lo que se conoce como Madrid Río y que supone la recuperación del río Manzanares.
Tras realizar los proyectos de soterramiento el 24 de septiembre de 2004 empezaron las obras de los túneles, que acabaron 970 días después, el 8 de mayo de 2007 en que fue inaugurada la última de sus fases. El proyectó realizado por Manuel Melis estuvo sujeto a duras críticas de una parte de la población, de los grupos ecologistas y de la oposición municipal, debido al alto coste de las obras y a su impacto medioambiental, aunque después de su inauguración y de la apertura al público del Madrid Río nadie lo volvió a poner en cuestión, salvo por el alto coste de las obras.
El Ayuntamiento de Madrid siempre justificó la obra para solucionar los problemas de circulación, así como para la recuperación del acceso al río, que durante treinta años había estado inaccesible y encajonado dentro de la autopista.
El soterramiento de la M-30 ha supuesto una de las mayores obras civiles que se han realizado en la ciudad de Madrid a lo largo de su historia y ha supuesto, sin duda, que Carabanchel volviera a tener su río.

### Los intercambiadores de transporte (2007)

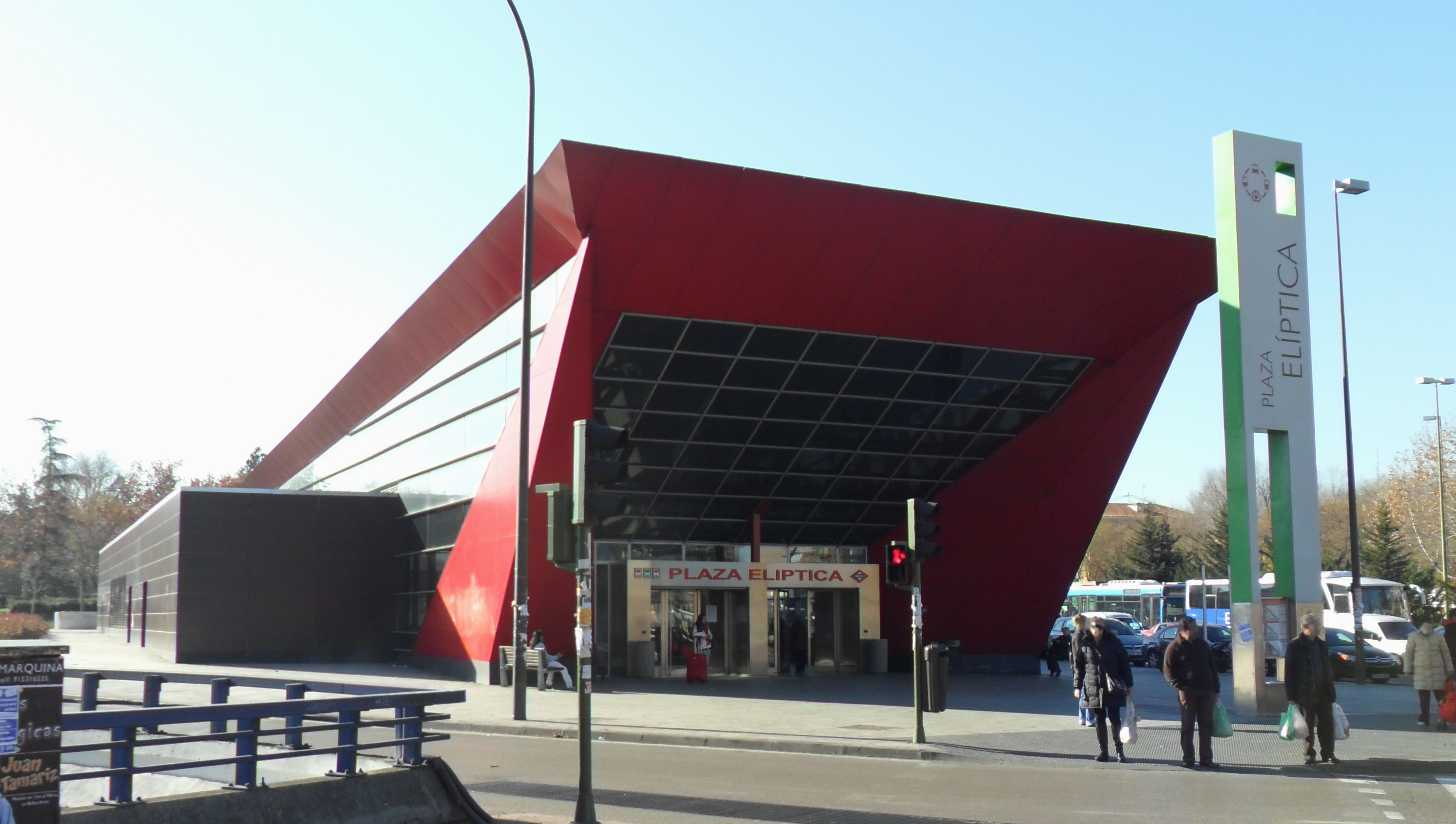
Intercambiador de Plaza Elíptica(Carabanchel). Plaza Elíptica junto con Oporto son las principales estaciones de metro de Carabanchel. Plaza Elíptica tiene dos líneas de metro (6,11) además de un intercambiador de autobuses urbanos e interurbanos. Se ha convertido en una las principales estaciones del sur de Madrid, por ser una de las entradas por las que miles de personas llegan cada día a Madrid desde Getafe, Leganés, Parla o incluso Toledo.

Carabanchel tiene dos intercambiadores de transporte para metro y autobuses urbanos e interurbanos:
1.- Intercambiador de Plaza Elíptica:
Actualmente es el intercambiador de autobuses interurbanos más importante del sur de Madrid.
Inicialmente, la estación de Plaza Elíptica se inauguró en 1981 al prolongar la línea 6 desde Pacífico hasta Oporto. En 1998 fue remodelada para dar enlace a las líneas 6 y 11 al inaugurarse el primer tramo de la línea 11 de metro que trascurría íntegramente por Carabanchel entre Plaza Elíptica y Pan Bendito.
Sin embargo, la glorieta de Fernández Ladreda o plaza Elíptica, como se la conoce popularmente, estaba sometida a un grave caos circulatorio por la cantidad de autobuses urbanos e interurbanos que transitaban por allí. El Plan de Intercambiadores del Consorcio Regional de Transportes de Madrid pretendía unificar las cabeceras de las líneas de autobuses interurbanos, en las principales entradas a la ciudad, en aquellos puntos con conexión a la línea 6 circular de Metro.
Por ello, entre 2004 y 2007, se llevaron las obras del intercambiador subterráneo y que iba a contar con 3 niveles, tiendas, conexión con el metro etc. Dicho intercambiador fue inaugurado en 2007.
El Intercambiador se organiza en tres niveles, los dos primeros para acoger las 20 dársenas de autobuses, y el último para realizar la conexión con Metro junto a una zona de servicios generales. En el intercambiador paran autobuses urbanos de la EMT, autobuses interurbanos con dirección a Leganés, Getafe y Parla, y desde el 15 de octubre de 2008 la línea de largo recorrido Madrid - Toledo, que antiguamente salía de la estación Sur de autobuses. Además, está conectado a las líneas 6 y 11 de metro de Madrid.
El Intercambiador de Plaza Elíptica construido bajo la Glorieta de Fernández Ladreda optimiza la conexión de los 72.688 usuarios diarios (2010) que dan servicio a los municipios de Getafe, Parla y Leganés, principalmente con las líneas 6 y 11 de Metro, además de las conexiones locales de Madrid a través de sus 12 líneas de autobuses urbanos EMT, 18 de interurbanos, entre diurnas y nocturnas y el servicio de autobuses de largo recorrido que da servicio a Toledo.
En el año 2011 tuvo lugar una mejora de la estación de Plaza Elíptica de la línea 6, sustituyéndose los mármoles de las paredes y bancos de la antigua estación por paredes de vítrex de color verde y bancos metálicos. Además de arregló la cúpula y se dio mayor iluminación a la estación.
2.- Intercambiador de Oporto:
El intercambiador se creó cuando se establecieron plataformas reservadas de autobuses que hacían más fácil la conexión con las líneas 5 y 6 de metro de Madrid. Se trata, por tanto, de un Intercambiador intermodal en superficie.
No obstante, la plaza de Oporto fue objeto de una gran remodelación y transformación de su concepción y de su funcionalidad, tras las obras que se llevaron a cabo en el año 2009.
El tráfico de la avenida de Oporto y la calle del Valle del Oro se distribuyó en un solo vial de doble sentido conectado con la calle de la Oca, y un único cruce con la calle General Ricardos más directo y eficaz. Esta actuación permitió recuperar espacio para el peatón, creando dos nuevas zonas estanciales:
1.- En el suroeste de la plaza, donde la vegetación define la percepción atmosférica, protegida del tráfico por parterres con arbustos y arbolado. En esta zona se incluye un espacio de juego para niños y una zona de ejercicio para mayores.
2.- El tercio noreste de la plaza, donde se sitúa la salida del Metro, tendrá un carácter más comercial. Dispondrá de terrazas y de una zona central, libre de vegetación, y uso multifuncional para mercadillos temporales o actividades puntuales.
Todo esto ha producido una mejora notable en las conexiones entre autobús y metro, si bien es un intercambiador que no tiene que ver con el de plaza Elíptica.

### Dos estadios para los equipos emblemáticos de Carabanchel (2007)
Tanto el campo de la Mina del Real Club Deportivo Carabanchel como el campo del Hogar del Club Deportivo Puerta Bonita estaban en un estado tercermundista que hacía, que pese a la tradición de ambos clubes, nadie quisiese jugar en dichos equipos e incluso la Federación Madrileña de Fútbol no autorizase dichos terrenos de juego para la práctica deportiva. Por ello, se planteó la creación de dos instalaciones totalmente nuevas:
1.- Estadio "Antiguo Canódromo": El estadio, que antes fue canódromo, fue remodelado por completo por la Junta Municipal de Carabanchel reabriéndose en 2007 como recinto deportivo multiusos. El estadio tiene capacidad para 4.000 personas y tiene varios campos de fútbol de césped artificial, cuenta con un extraordinario graderío con una cubierta volada de hormigón realizada en 1962 y con unas fantásticas instalaciones debajo de la tribuna.
La inauguración se produjo el 15 de mayo de 2007 (día de San Isidro) con un partido contra el Real Madrid Castilla entrenado por Míchel González. Antes de usar este estadio, el Club Deportivo Puerta Bonita ocupó históricamente las instalaciones de "El Hogar" (en la confluencia de las calles General Ricardos y Oca), aunque su primer nombre fue "El Hogar del Generalísimo Franco", al que más tarde se acortaría su nombre tras el fallecimiento de Francisco Franco y quedaría conocido por "El Hogar". Se trataba de un estadio con capacidad para 1.000 personas de pie (sin graderío) con un campo tierra.
2.- Estadio "La Mina": El Real Club Deportivo Carabanchel es un equipo histórico de Madrid, fundado en 1916 (tercer equipo más antiguo de Madrid, después del Real Madrid y el Atlético de Madrid). El campo de fútbol del Real Club Deportivo Carabanchel es el estadio de "La Mina". Tras muchos problemas, el 10 de enero de 2010 se inauguró el nuevo estadio de "La Mina" con dos encuentros: el del primer equipo en la 15.ª Jornada de liga del Grupo 4.º de Primera Regional ante el Sevilla la Nueva y el encuentro por la inauguración entre los veteranos del Real Club Deportivo Carabanchel y un combinado de exfutbolistas con la presencia de Mijatović, Kiko, Alfonso, Pantic, entre otros muchos, y con el resultado final 5 - 2 para el combinado. 
En dicha jornada se homenajeó a Carlos Izquierdo, concejal de Carabanchel, por la construcción del campo y se presentó el libro "Como dirigir un partido de fútbol" por el director Deportivo del club, Miguel Ángel Serrano Niño. El estadio de "La Mina" (denominado así por las corrientes de agua que existían en el subsuelo y que minaban o brotaban habitualmente) está cerca del casco histórico de Carabanchel Bajo, lindando con el popular polideportivo de "la Mina". Con la remodelación tiene capacidad para 2.000 espectadores y se le dotó de un nuevo graderío, nuevos vestuarios y un campo de juego de césped artificial que ha permitido fidelizar a los jugadores del equipo principal, así como atraer nuevos jugadores y equipos en categorías inferiores.

### Dotación a todos los barrios de Centros Socioculturales (2007)
Hasta los años 80 no existía en la sociedad la necesidad de que los barrios estuvieran dotados de equipamientos culturales, salvo lógicamente los centros educativos y las bibliotecas. Sin embargo, a partir de esos años existe una demanda vecinal creciente reclamando dichos equipamientos. En Carabanchel hay dos momentos importantes en los que se ponen en funcionamiento:
Los primeros a finales de los años 80 siendo impulsados en todo Madrid por el alcalde de la ciudad Enrique Tierno Galván. Así, con los concejales de Carabanchel Miguel Lara y Joaquín García Pontes se inauguran tres centros. Son los años de la "movida madrileña" en los que existe una gran explosión cultural y artística. En concreto se inauguran los siguientes:
1.- Centro Sociocultural "Blasco Ibáñez".
2.- Centro Sociocultural "García Lorca".
3.- Centro Sociocultural "Oporto".
Los segundos fueron construidos a comienzos del siglo XXI y con ellos se completa la actual red de equipamientos. Los tres nuevos centros culturales se construyen con el objetivo de que no existiera ningún barrio sin equipamiento cultural y que todos los vecinos pudieran acceder a ellos con facilidad y libertad. Así, se inauguraron los siguientes:
1.- Centro Sociocultural "San Francisco - La Prensa": Se trata de un gran equipamiento nuevo en pleno corazón del casco antiguo de Carabanchel Bajo. Destaca el espléndido salón de actos y su ubicación junto a un pequeño parquecito.
2.- Centro Sociocultural "Lázaro Carreter": Se trata del mejor equipamiento de Carabanchel por sus fantásticas salas y su magnífico salón de actos. Destaca también por su luminosidad y sus vistas. Está situado, además, junto a un pequeño parque que le da mayor prestancia para sus actividades. Hay que señalar que fue, junto con el Centro Sociocultural "San Francisco - La Prensa", el primer centro cultural de la ciudad de Madrid gestionado íntegramente de forma externalizada.
3.- Centro Sociocultural "Carabanchel Alto": Aunque por la actual definición de los equipamientos en el municipio de Madrid éstos se clasifican en culturales y socioculturales, inicialmente se definió para que fuera centro juvenil dado que estaba situado entre un colegio de primaria y un instituto de secundaria. Este centro permitió cumplir muchos objetivos, entre ellos, la rehabilitación del antiguo depósito de agua que dio servicio al antiguo pueblo de Carabanchel Alto.

### Derribo de la cárcel de Carabanchel (2008)
Desde que en los años 40 se construyera la cárcel de Carabanchel éste ha sido, sin duda, el símbolo de Carabancel. Un símbolo que ha dado unas connotaciones muy peyorativas al propio distrito y que según palabras de su concejal: "desaparecieron cuando la cárcel se demolió".

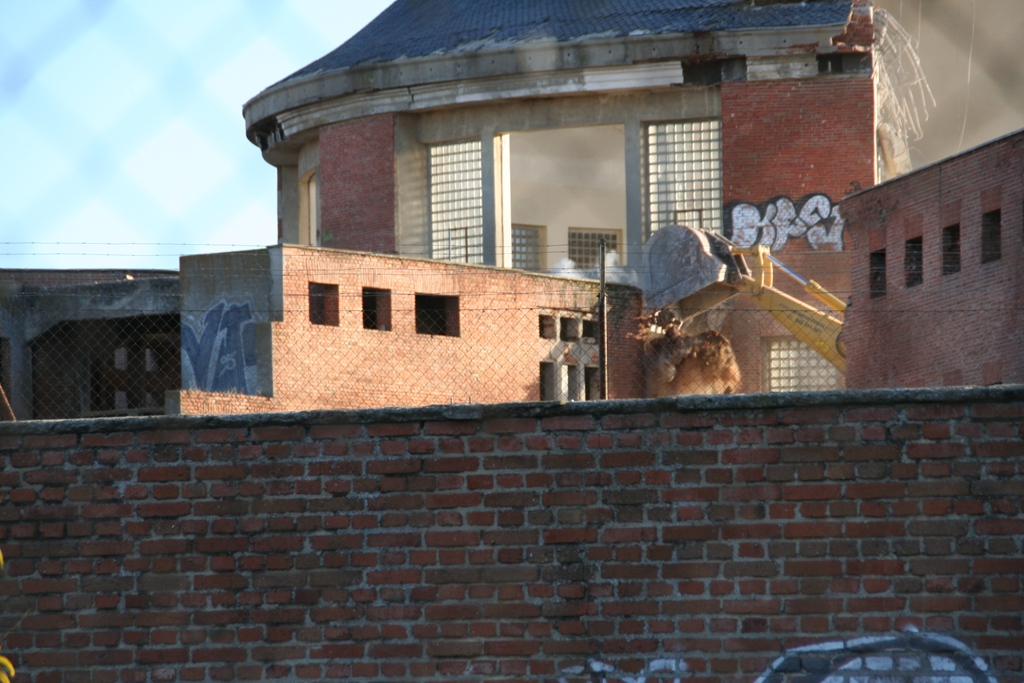
Derribo de la Cárcel de Carabanchel

Con el actual Plan General de Urbanismo de 1997 se autoriza la transformación de todo ese espacio mediante la promoción de mil viviendas de promoción libre, zonas verdes y equipamientos de uso público.
Dadas las necesidades del Ministerio del Interior en 2002 se segregó parte de la parcela. El Ayuntamiento de Madrid autorizó al ministro del Interior Mariano Rajoy Brey la construcción de los siguientes equipamientos públicos: la comisaría del distrito de Latina, la Brigada de Extranjería y el Centro de Internamiento de Extranjeros.
Sin embargo, siguió permaneciendo en pie todo el edificio de la cárcel en el resto mayoritario de la parcela.
El abandono, el paso del tiempo y las ocupaciones por gitanos procedentes de Rumanía hicieron que la antigua cárcel de Carabanchel se convirtiera en el espacio más degradado del distrito y el principal foco de problemas sociales y de seguridad. Por ello, el concejal de distrito Carlos Izquierdo solicitó su derribo al Ministerio del Interior.
No obstante, asociaciones de vecinos de los distritos de Carabanchel y Latina intentaron conservar su cúpula central (una de las más grandes de Europa), como recuerdo de la memoria histórica de la cárcel. Sin embargo, la cárcel de Carabanchel fue derruida el 23 de octubre de 2008 por la noche.
A lo largo de todo este tiempo los vecinos se han manifestado para que se construyera un nuevo hospital en los 172.000 metros cuadrados pendientes de la parcela tras la segregación que el propio Ministerio llevó a cabo en 2002. Finalmente el gobierno central ha decidido ceder 40.000 metros cuadrados (aproximadamente una cuarta parte de la superficie de la antigua cárcel) al Ayuntamiento de Madrid para que a su vez éste los ponga a disposición de la Comunidad de Madrid para la construcción del nuevo hospital. El hospital daría servicio a las aproximadamente 500.000 persones que viven en los distritos de Carabanchel y La Latina que actualmente acuden a los hospitales del 12 de Octubre y San Carlos.

### El Hospital de Campaña (2010)
El primer Hospital de Campaña de España conocido fue utilizado en la batalla de Toro (1 de marzo de 1476) que enfrentó a tropas de los Reyes Católicos con las de Alfonso V de Portugal, en la lucha por la sucesión de la Corona Castellana.
Los ejércitos modernos no pueden existir sin hospitales de campaña. El Jefe de Estado Mayor del Ejército de Tierra establece en el año 2007, bajo la dependencia orgánica de la Brigada de Sanidad, la creación de la Agrupación de Hospital de Campaña.
La adquisición del Hospital de Campaña se acordó en el Consejo de Ministros de 23 de marzo de 2007, siendo ministra de Defensa, Carme Chacón. La entrega del Hospital de Campaña se realiza por etapas, que se inician en noviembre de 2008 y finalizan en el último trimestre de 2010, ubicándose en el acuartelamiento "General Arteaga" de Carabanchel. Su despliegue permite más de 100.000 metros cuadrados de hospital.

### Uso civil del Hospital Central de la Defensa "Gómez Ulla" (2010)
Probablemente, la principal demanda vecinal en Carabanchel desde que se constituyeron los ayuntamientos democráticos es que los vecinos del distrito pudieran tener un hospital propio o que el Hospital Central de la Defensa Gómez Ulla pudiera ser utilizado por la población civil. Y esto segundo, el uso civil del hospital "Gómez Ulla" es precisamente lo que se consigue en el año 2010 con la firma del tan ansiado convenio.

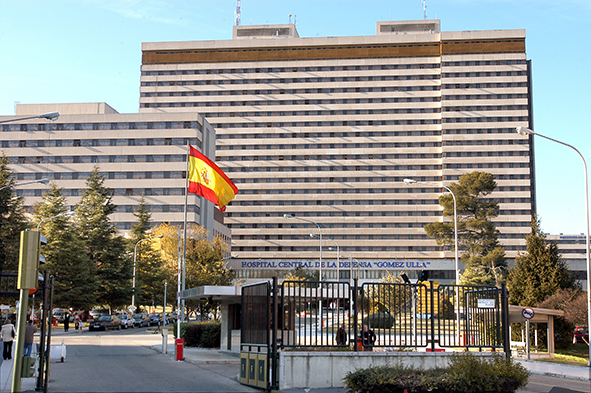
Hospital Militar Gómez Ulla.

Así, el 1 de enero de 2011 el Hospital Central de la Defensa Gómez Ulla se convirtió en el nuevo Hospital de referencia para Carabanchel y Latina tras la firma del convenio entre el Ministerio de Defensa y la Comunidad de Madrid.
Para ello, la Comunidad de Madrid destinará 258.791.487 euros en los próximos 10 años para financiar el coste de la atención sanitaria de los madrileños que accedan a los servicios del hospital con su tarjeta sanitaria y aunque el Hospital Central de la Defensa "Gómez Ulla" y su personal sigan perteneciendo al Ministerio de Defensa. El convenio incluye la utilización de 500 camas en habitaciones individuales y 16 quirófanos.
Con este convenio el hospital se dimensiona para atender a una población de referencia de 112 000 cartillas (fundamentalmente del distrito de Carabanchel, aunque también del distrito de Latina) no cubriendo, por tanto a toda la población de los dos distritos. No obstante, el posterior cambio de modelo de elección de médico y hospital permitirá que cualquier ciudadano con tarjeta sanitaria de Madrid pueda ser atendido en este hospital, eso si con el límite de los servicios establecidos en el convenio y que estaban dimensionados para 112.000 cartillas.
El acuerdo no beneficiará a todos los barrios de los distritos de Carabanchel y Latina, sino tan solo a algunos de sus barrios como Puerta Bonita y Fátima (en Carabanchel) y Los Yébenes y los Cármenes (en Latina) que tendrán como hospital de referencia el Gómez Ulla, en tanto la mayor parte de la población de Latina y Carabanchel seguirá teniendo como hospitales de referencia el 12 de octubre y el Clínico.
La población de los distritos de Carabanchel y la Latina suman medio millón de habitantes y el hospital Gómez Ulla da cobertura a una población de unos 112 000 personas. La construcción del Hospital de Carabanchel en los antiguos terrenos de la cárcel, para dar servicio sanitario a los vecinos de Carabanchel y Latina, fue definitivamente descartada.
No obstante, la libertad de elección de médico y hospital desde 2011 hace que cualquier vecino del distrito de Carabanchel pueda ir al Hospital Gómez Ulla si lo desea.

### Parque Madrid Río (2011)
Carabanchel limita al este con el río Manzanares. Desde el año 1972 además del río el límite también lo marcaba la M-30, la cual se soterró en 2007. Los vecinos de Marqués de Vadillo y de la ribera del Manzanares fueron los más afectados debido al ruido de las máquinas, el movimiento de tierras, los atascos etc. La parte positiva de esta obra ha sido, finalmente, el proyecto parque Madrid Río, inaugurado en 2011.
El parque tiene una longitud de 8 km discurriendo de forma lineal a ambos márgenes de río Manzanares, recorriendo los distritos de Carabanchel, Usera, Arganzuela, Latina y Centro.
El parque Madrid Río recorre Carabanchel entre el puente de Praga y el puente de San Isidro pasando por el puente de Toledo. Se construyeron muchos puentes y pasarelas que facilitan movilidad entre los distritos de ambos lados del río antes más incomunicados entre sí debido al paso de la M-30 y al propio río Manzanares. El más famoso de los nuevos puentes nuevos es el puente monumental del parque de la Arganzuela que une a los distritos de Arganzuela y Carabanchel.

## SigloXXI: La crisis económica 2008 - 2014)
La crisis económica en España surgió en el verano de 2007, ya que en ese momento se empezaron a advertir los primeros atisbos en los principales indicadores macroeconómicos de la España del 2007, y cuyas consecuencias se han extendido hasta la actualidad no solo en el plano económico sino también en el político y el social.
La crisis, inicialmente, no fue reconocida en 2007 por el Presidente de Gobierno, José Luis Rodríguez Zapatero debido a las inminentes Elecciones Generales de 2008, lo que provocaría un agravamiento de la misma por la inacción del Gobierno de España.No obstante, esta crisis se enmarca dentro de la Crisis económica que afecta a todos los países del mundo, y en especial a los países desarrollados del mundo occidental. Sin embargo, esta crisis ha tenido para España el afloramiento de problemas específicos como son: la burbuja inmobiliaria, la crisis de las Cajas de Ahorro, el aumento del desempleo en España, etc.
Con esta crisis han surgido movimientos sociales encaminados a cambiar el modelo económico y productivo así como cuestionar el sistema político exigiendo una renovación democrática. El movimiento social más importante ha sido el denominado Movimiento 15-M, surgido en 2011 por la precariedad de las condiciones económicas de la clase media y baja, y ante la proximidad de las Elecciones Municipales de 2011.
Otra de las consecuencias que ha tenido esta crisis fue la derrota electoral del candidato del Partido Socialista, José Luis Rodríguez Zapatero en las Elecciones Generales de 2011 ante Mariano Rajoy del Partido Popular. Este hecho supuso el abandono del alcalde de Madrid, Alberto Ruiz Gallardón para ocupar la cartera en el Ministerio de Justicia y con ello la entrada de la primera alcaldesa de Madrid, Ana Botella.
Desde que Ana Botella fuera alcaldesa tres han sido los concejales presidentes de Carabanchel, Carlos Izquierdo (hasta marzo de 2012), Manuel Troitiño (de marzo de 2012 a enero de 2013) y Fátima Núñez (desde enero de 2013).
La crisis, inicialmente, afectó fundamentalmente al sector privado (familias, empresas, autónomos,...) pero, es a partir de 2010, cuando empieza a tener una gran incidencia en el sector público. Los Ayuntamientos! ante la proximidad de las Elecciones Municipales de 2011, aplazaron parte de las decisiones de ajuste presupuestario a la nueva legislatura. Por ello, se puede decir que es a partir de 2011 cuando se inicia el cambio de década que marcará este nuevo periodo.
A partir de ese momento las decisiones de ajuste presupuestario, también en Carabanchel, están siendo tan drásticas que están teniendo un fuerte coste político y social para todos los gestores de lo público.

### La crisis en Carabanchel (2012)
La crisis económica en Carabanchel ha seguido la misma evolución que en el resto de España o de la Comunidad de Madrid. Desde que ésta empezara muchas son las empresas que han cerrado, los autónomos que han abandonado su actividad, los trabajadores que han perdido su empleo, las familias que no han podido afrontar sus pagos, las personas desahuciadas de su vivienda, las personas que han perdido sus ahorros, etc.
Carabanchel ha pagado un alto precio a lo largo del 2012 por esta crisis económica y muchos son los dramas personales y la angustia de todo un distrito que clama por volver a la recuperación económica.
El presupuesto del Ayuntamiento de Madrid se ha reducido en estos años de forma drástica. Se han ido reduciendo muchas de las partidas, eliminando muchas de las actividades y programas, y la inversión y la conservación ha quedado como mero testimonio. Así, a la pérdida de competencias que tuvo el distrito con la llegada del alcalde de Madrid, Alberto Ruiz Gallardón en 2004 ahora tiene que sumar la pérdida de presupuesto.
Ha llegado el ajuste hasta tal punto que el distrito de Carabanchel ha tenido que suprimir algunas de sus actividades más emblemáticas como las fiestas de Santiago Apóstol, patrón de Carabanchel desde tiempos de San Isidro (hace casi 900 años) por el concejal del distrito, Manuel Troitiño o la Semana del Cine Español de Carabanchel (actividad cultural de gran prestigio nacional emanada del pueblo) o la carrera urbana de carabanchel, (Caurca) por la concejala de Carabanchel, Fátima Núñez. Incluso el Ayuntamiento de Madrid ha dejado de organizar la tradicional cabalgata de reyes de Carabanchel y los vecinos de Carabanchel Alto no han querido que los niños del barrio se quedaran sin su cabalgata y ésta es organizada por todos los vecinos del barrio.

## SigloXXI: Carabanchel, la década del estancamiento (2014-2023)
Tras la crisis económica llega a España una lenta recuperación que se verá truncada con el COVID-19.
El Covid marcó la vida del mundo, de España y por supuesto de Carabanchel. Junto a ello, la constante llegada de inmigrantes procedentes principalmente de Hispanoamérica marcaron la idiosincrasia del Carabanchel de 2013 a 2023. Durante esos años la población aumentó notablemente, gracias a la inmigración, aunque no todos vivían en condiciones dignas pues había muchas viviendas con un exceso de ocupación.

## SigloXXI: Nace en Carabanchel “Distrito11”, el distrito del arte de Madrid
En 2024, en el IED (Instituto Europeo del Diseño) de Carabanchel se presentó Distrito11, el proyecto que aglutina las artes que se crean en Carabanchel y los 8 espacios del distrito donde se desarrollan. Carabanchel se empezó a convertir en un barrio del arte a las afueras de Madrid al igual que ocurría en otras grandes capitales europeas. 